# Lijst van Rotterdammers
Deze lijst van Rotterdammers geeft een overzicht van bekende personen die in de Nederlandse stad Rotterdam zijn geboren, overleden of hebben gewoond en over wie een artikel op de Nederlandstalige Wikipedia bestaat.

## Geboren of woonachtig (geweest)

### A

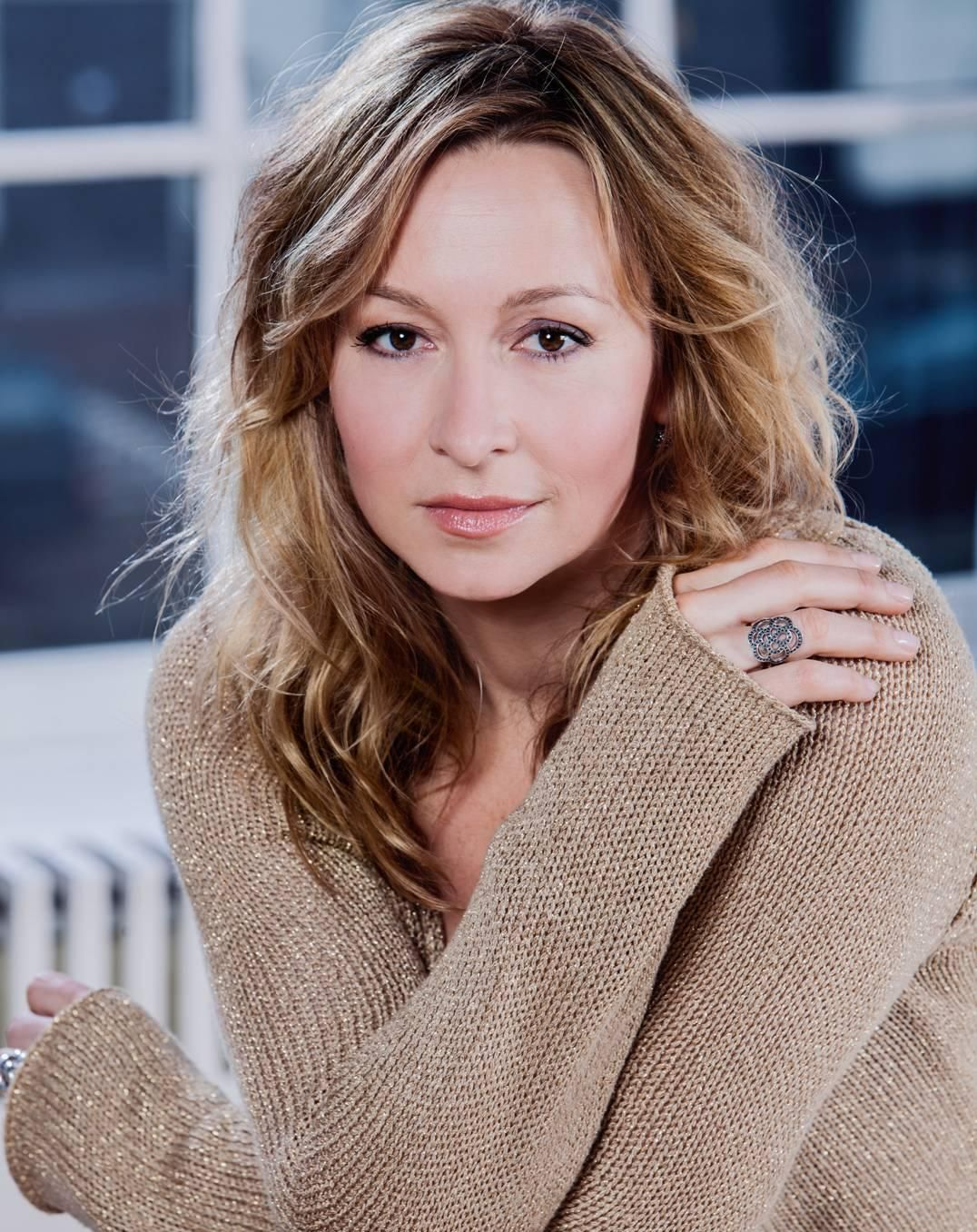
Cynthia Abma
geboren te Rotterdam in 1969

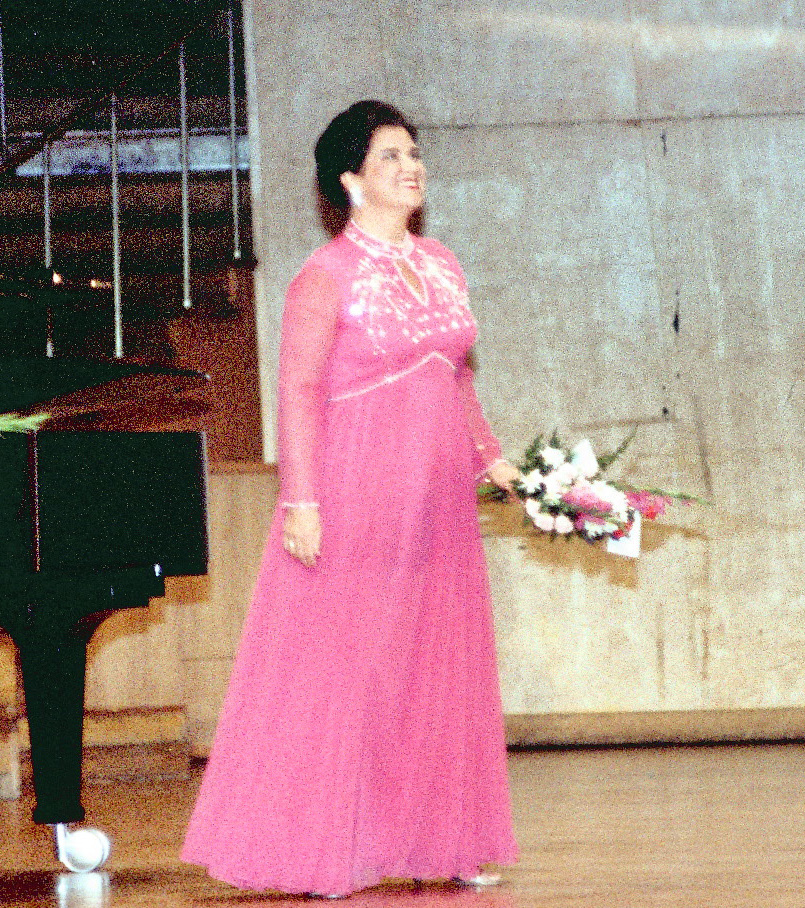
Elly Ameling
geboren te Rotterdam in 1933

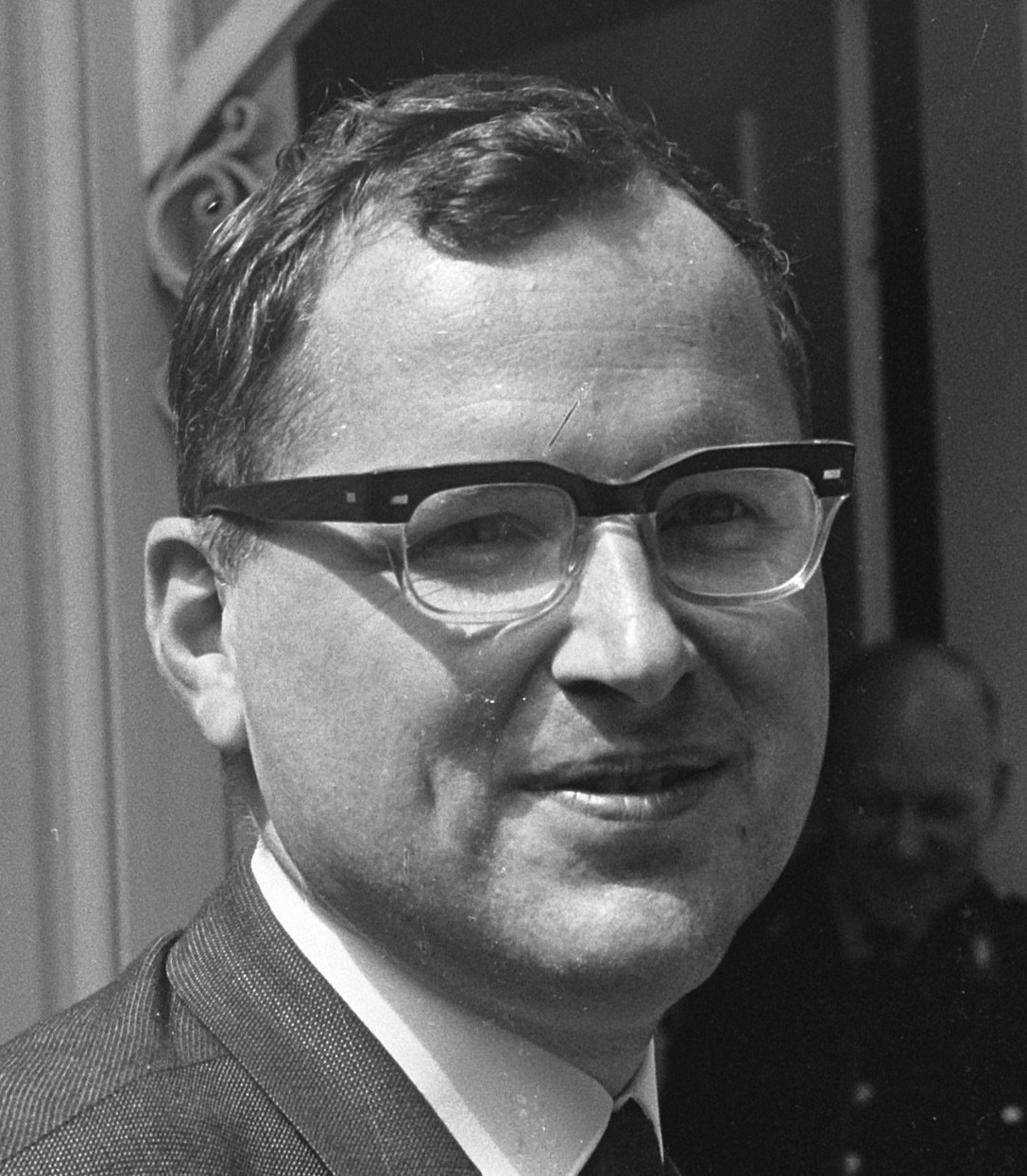
Koos Andriessen
geboren te Rotterdam in 1928

- Sijtje Aafjes (1893-1972), illustratrice, aquarelliste en pentekenares
- Albert Aalbers (1897-1961), architect
- Gijs van Aardenne (1930-1995), politicus
- Ron Abel (1950), politicus
- Chris van Abkoude (1880-1960), (kinderboeken)schrijver
- Cynthia Abma (1969), actrice
- Zakaria Aboukhlal (2000), Marokkaans-Nederlands voetballer
- Ahmed Aboutaleb (Beni Sidel (Marokko), 1961), burgemeester van Rotterdam
- Duco Abspoel (1961), journalist
- Michael Abspoel (1958), tv-programmamaker en presentator
- Karin Adelmund (1949-2005), politica
- ADF Samski (2000), Nederlands rapper
- Johannes Aengenent (1873-1935), bisschop
- Rogier van Aerde (1917-2007), schrijver en journalist
- Marouane Afaker (1999), voetballer
- Sabir Agougil (2002), voetballer
- Hamdi Akujobi (2000), voetballer
- Constant Joseph Alban (1873-1944), etser en kunstschilder
- Wil Albeda (1925-2014), politicus
- Wim Albers (1920-2009), politicus
- Suently Alberto (1996), voetballer
- Quentin Albertus (1994), voetballer
- Hanny Alders (1946-2010), schrijfster van historische romans
- Ilias Alhaft (1997), voetballer
- Adri Alindo (= Adriana Palingdood) (1905-2001), illustratrice en boekbandontwerpster
- Adnan Alisic (1984), voetballer
- Cornelis van Alkemade (1654-1737), historicus
- François van Alphen (1875-1952), bankier
- Jopie van Alphen (1940), zwemster
- Pieter van Alphen (1632/33-1691), cartograaf
- Johann Alsbach (1873-1961), muziekuitgever
- Jeffrey Altheer (1987), voetballer
- Nassim Amaarouk (1996), voetballer
- Nelson Amadin (2000), voetballer
- Jolina Amani (1999), voetbalspeelster
- Elly Ameling (1933), sopraan
- Woody van Amen (Eindhoven, 1936), beeldhouwer, kunstschilder, collagekunstenaar en docent
- Mawouna Amevor (1991), voetballer
- Zakaria Amrani (1991), voetballer
- Wout van Andel (1953), organist
- Frode Andresen (1973), Noors biatleet
- Aad Andriessen (1960-2021), voetballer
- Koos Andriessen (1928-2019), politicus
- Ramsey Angela (1999), atleet
- Jan-Willem Anker (1978), schrijver, dichter, redacteur
- Jan Apon (1907-1993), acteur en auteur
- Bram Appel (1921-1997), voetballer
- Soufiane Aouragh (1991), voetballer
- Erik Arbores (1997), dj en muziekproducent
- Arie den Arend (1903-1982), componist, dirigent, eufoniumspeler en organist
- Henk den Arend (1948), voetballer
- Jeffrey Arends (1986), honkballer
- Ad Arma (1954), beeldhouwer, graficus, schilder en glaskunstenaar
- Arthur Aronsohn (1896-1964), civiel ingenieur
- Pieter van As (1899-1942), verzetsstrijder
- Cheryl Ashruf (1976), actrice van Surinaams-Hindoestaanse afkomst
- Seve van Ass (1992), hockeyer
- Marjolijn van den Assem (1947), beeldend kunstenaar
- Mia Audina (Jakarta 1979), badmintonspeelster
- Cornelis Augustijn (1928-2008), theoloog, predikant en kerkhistoricus
- Marouan Azarkan (2001), voetballer
- Jeremiah Azu (2001), Brits atleet

### B

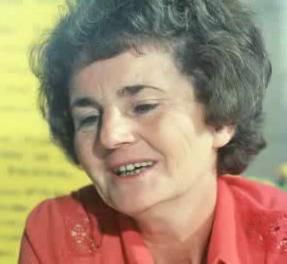
Thea Beckman
geboren te Rotterdam in 1923

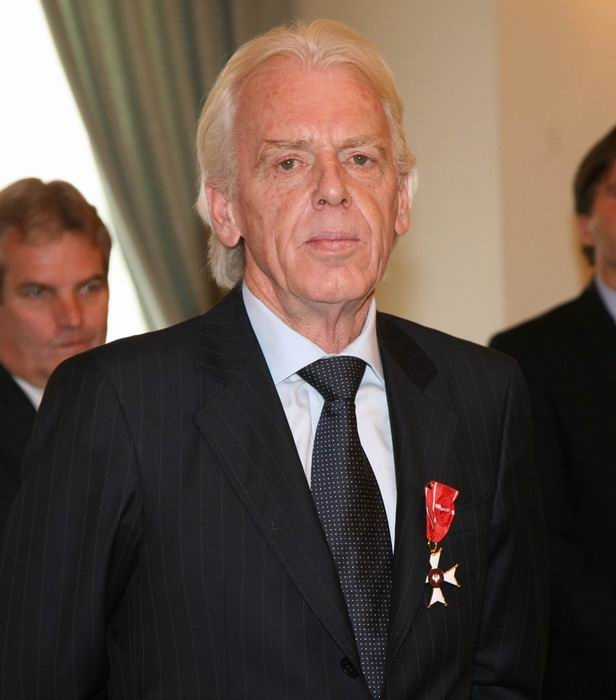
Leo Beenhakker
geboren te Rotterdam in 1942

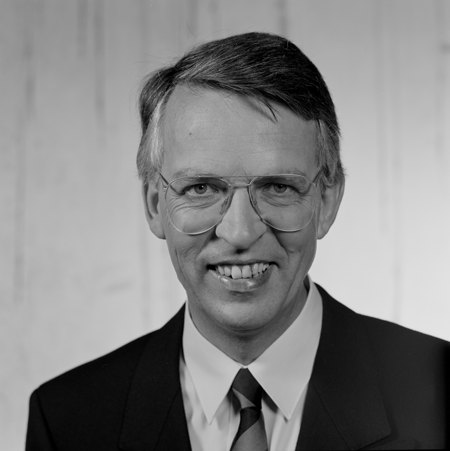
John Bernard
geboren te Rotterdam in 1937

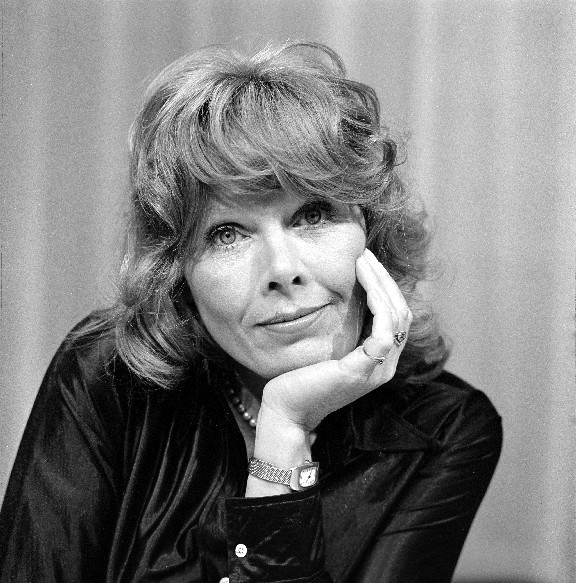
Yoka Berretty
geboren te Rotterdam in 1928

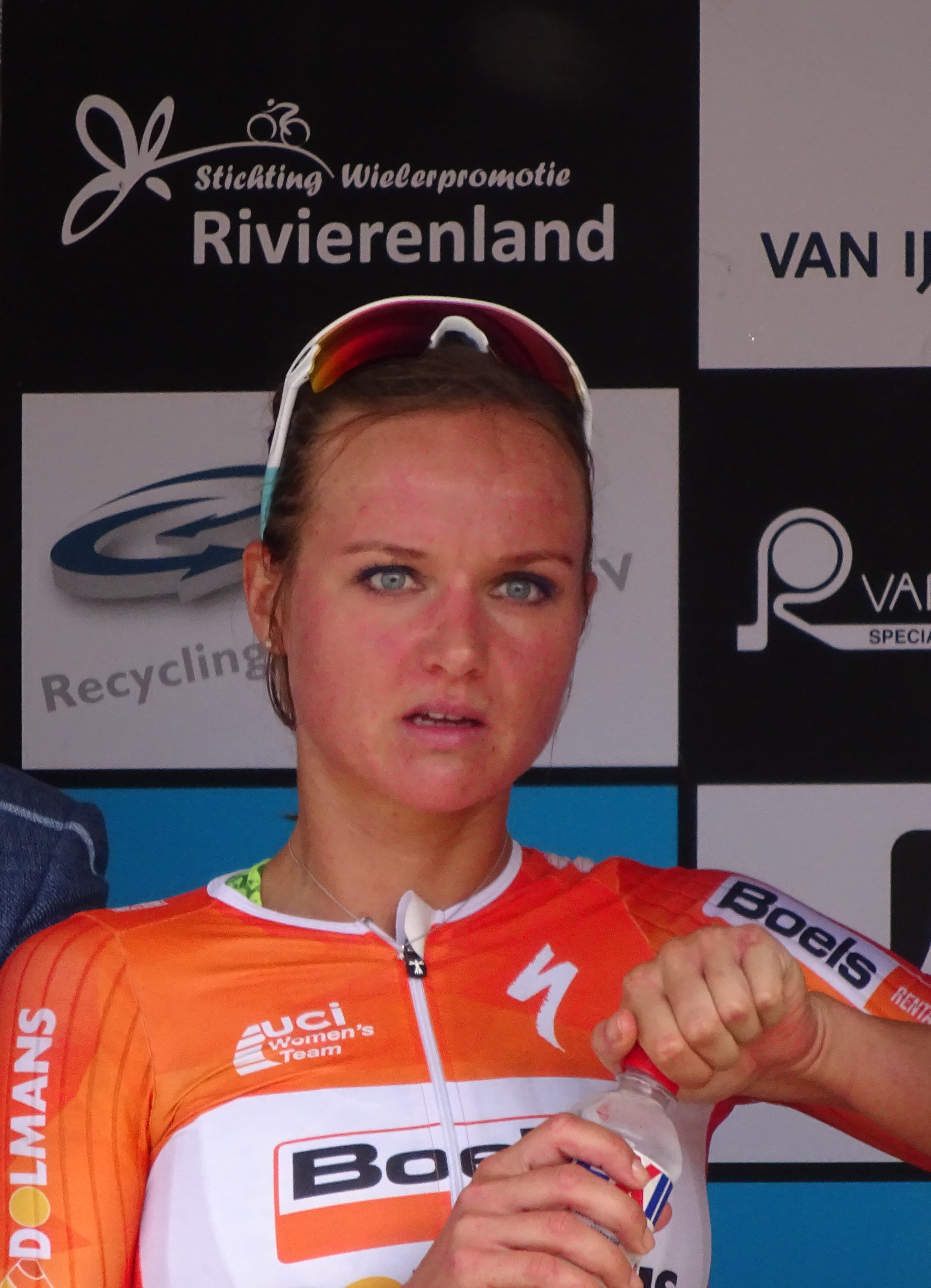
Chantal Blaak
geboren te Rotterdam in 1989

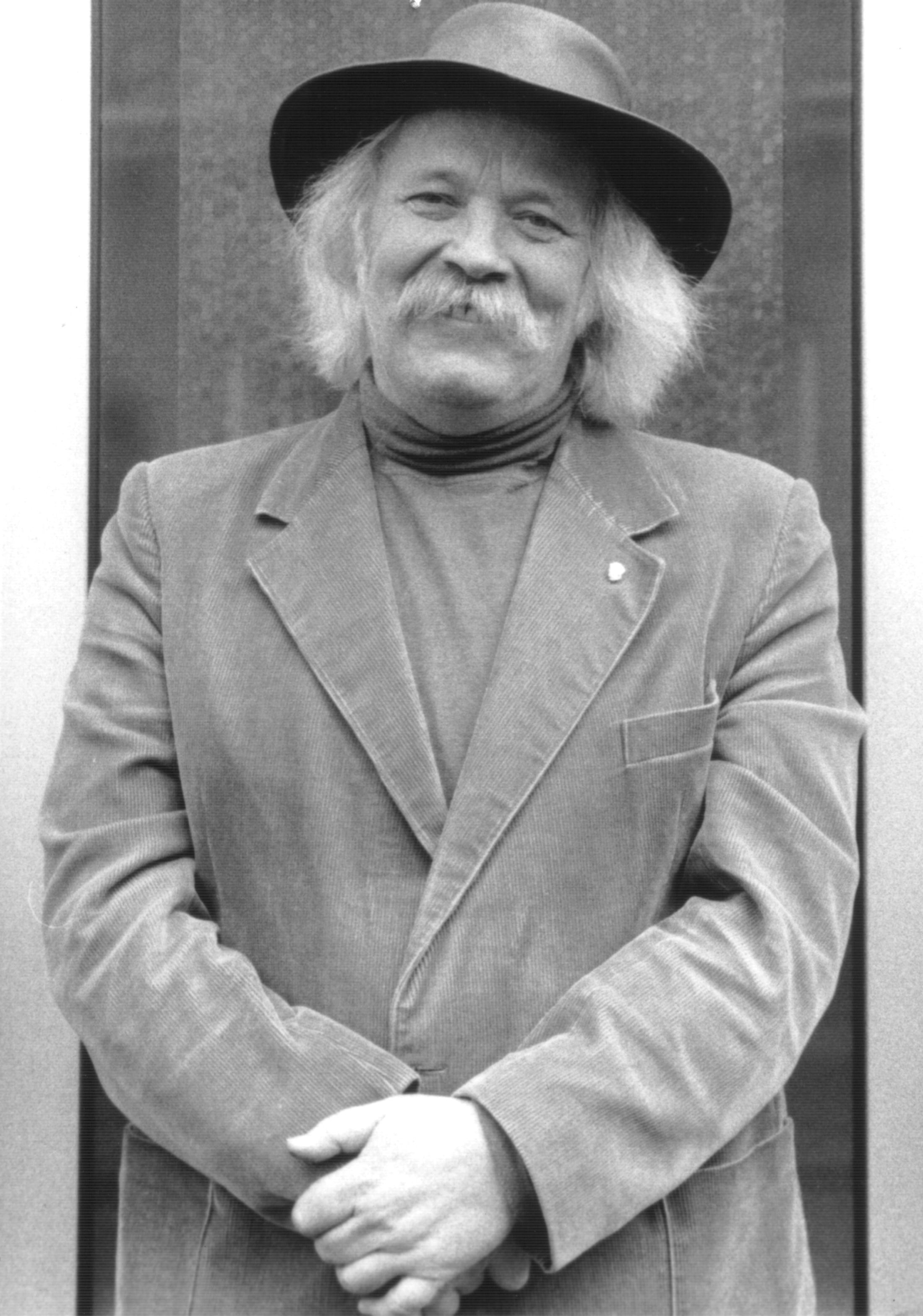
Peter Blanker
geboren te Rotterdam in 1939

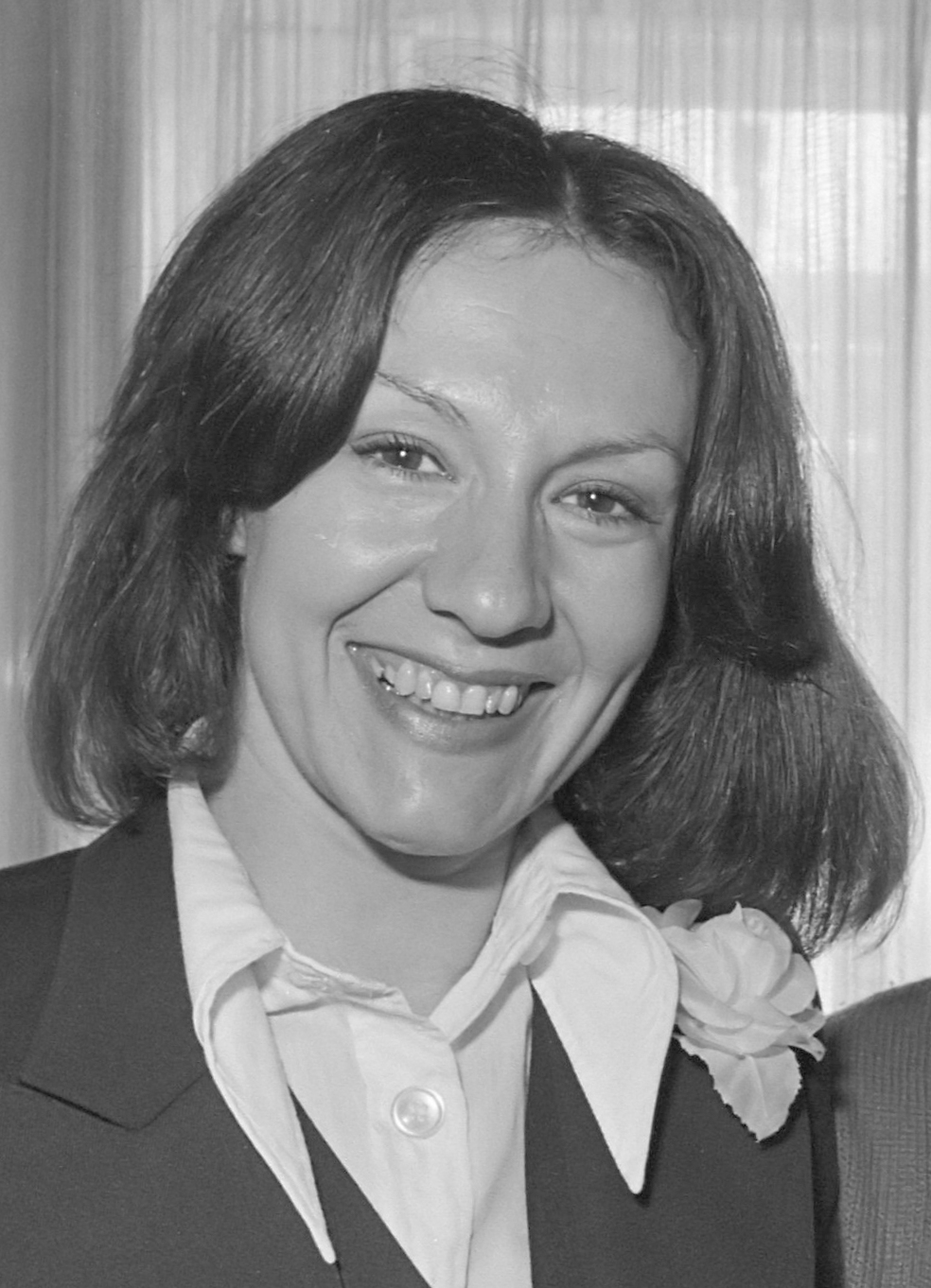
Anne Wil Blankers
geboren te Rotterdam in 1940

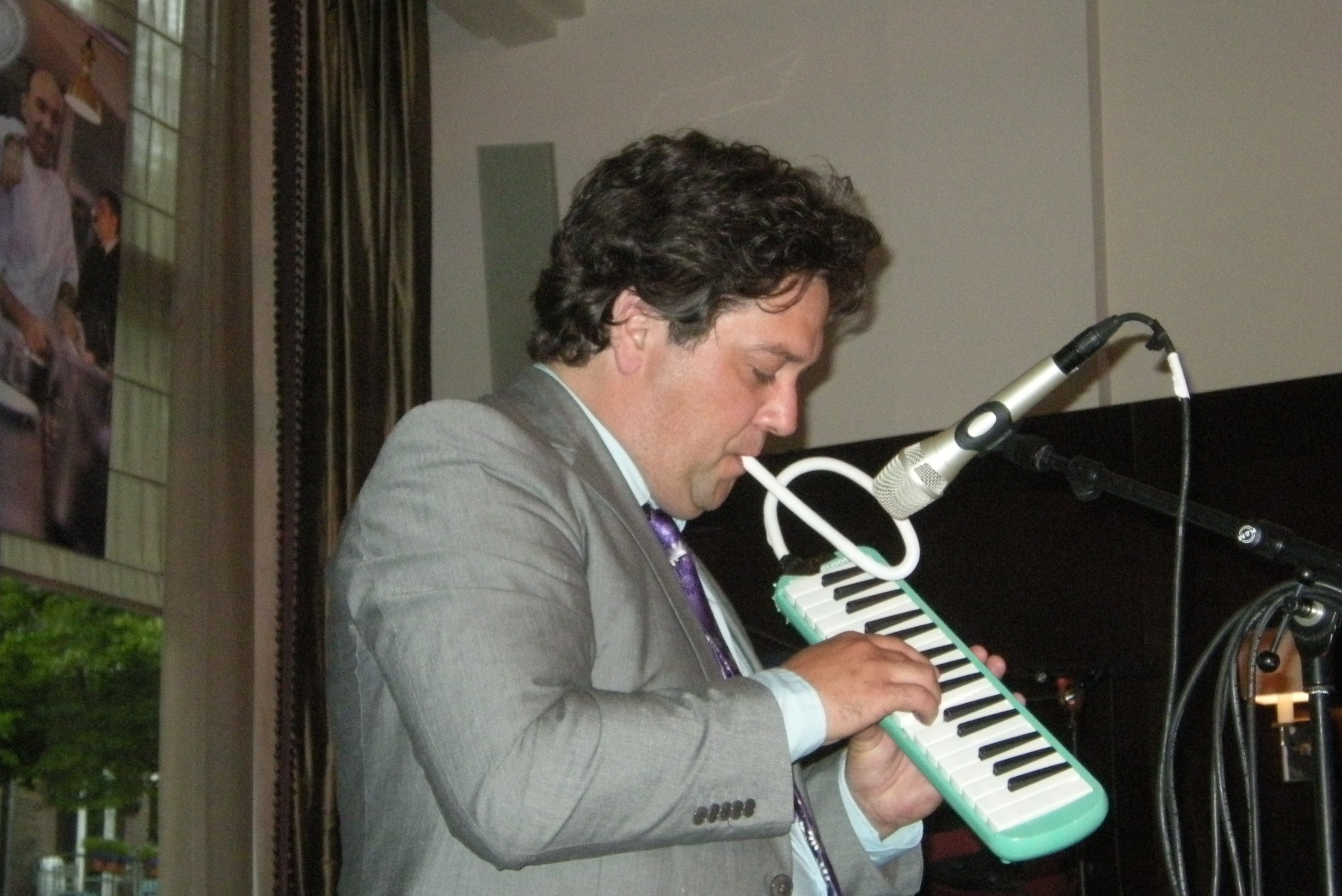
Mike Boddé
geboren te Rotterdam in 1968

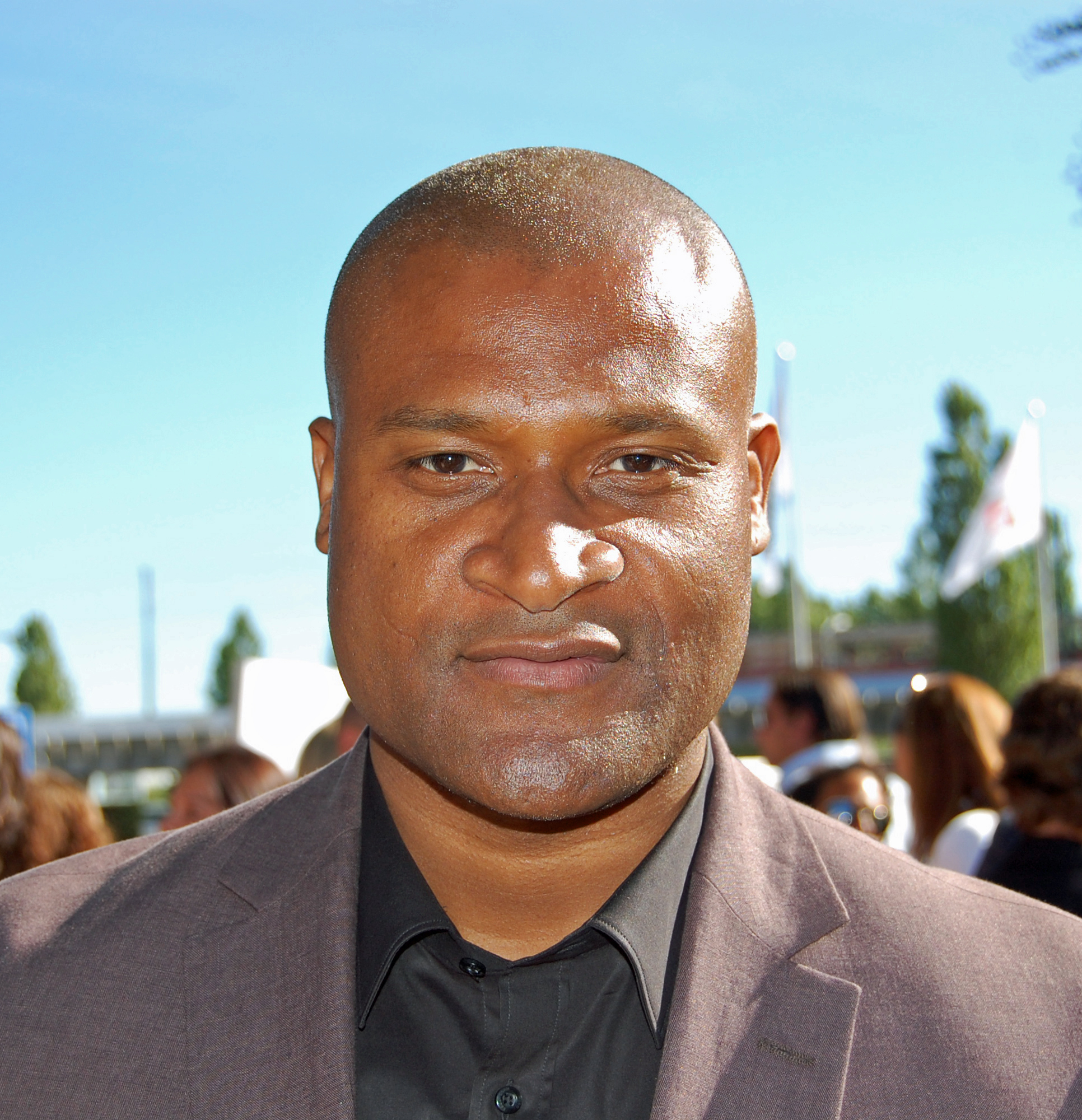
Winston Bogarde
geboren te Rotterdam in 1970

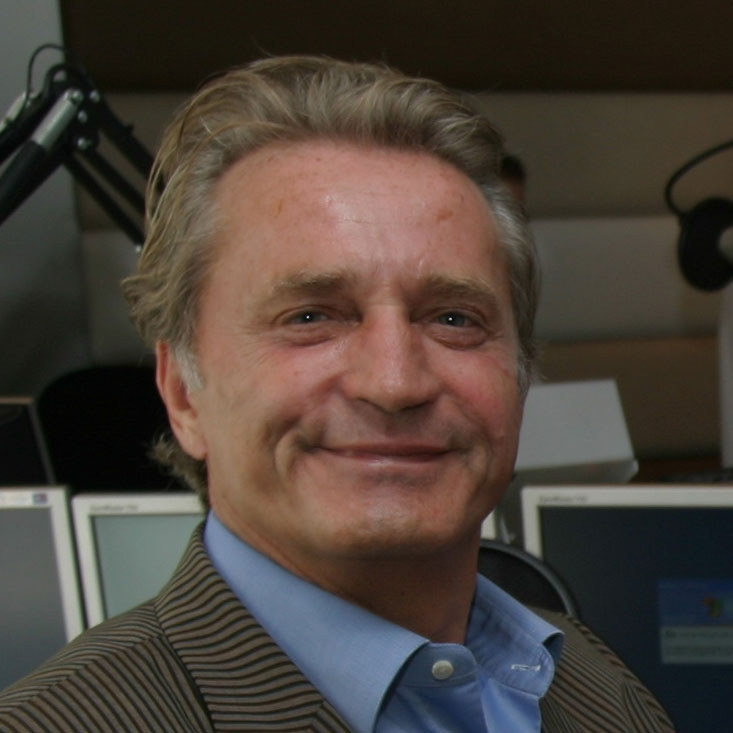
Hans Breukhoven
geboren te Rotterdam in 1946

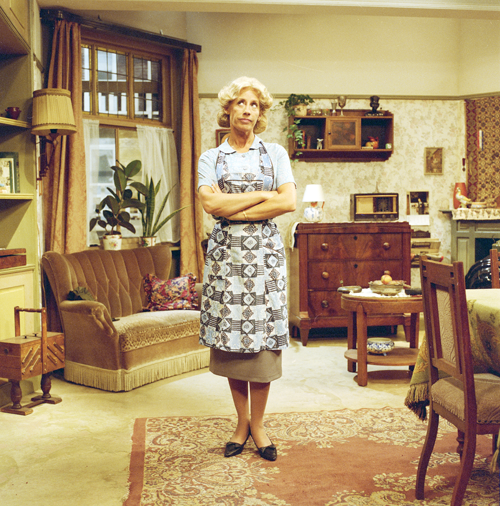
Joke Bruijs
geboren te Rotterdam in 1952

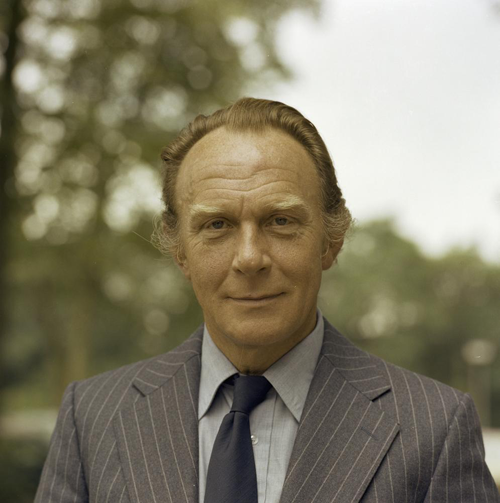
Kees Brusse
geboren te Rotterdam in 1925

- Hans van Baalen (1960-2021), politicus (VVD)
- Dave Baan (1908-1984), bokser
- Rob Baan (1943), voetbaltrainer en sportbestuurder
- Madelon Baans (1977), zwemster
- Stephan van Baarle (1991), politicus (DENK)
- Guus Baars (2003), voetballer
- Huub Baarsgarst (1909-1985), amateurbokser
- Dani Baijens (1998), handballer
- Aad Bak (1926-2009), voetballer
- Winston Bakboord (1971), voetballer
- Jaap Bakema (Groningen, 1914 - Rotterdam, 1981), architect
- Henk de Bakker (1923-2018), bodemkundige
- Piet Bakker (1897-1960), journalist en schrijver
- Theo Bakkers (1933-2024), burgemeester van Ouderkerk (VVD)
- Benno Baksteen (1948), vliegenier en president van de Vereniging Nederlandse Verkeersvliegers (VNV)
- Dirk Baksteen (1886-1971), kunstschilder en etser
- Chris Baljé (1939-2019), griffier van de Eerste Kamer der Staten-Generaal
- Jeannette Baljeu (1967), politica
- Marius Ballieux (1953), architect
- Narsingh Balwantsingh (1975), cabaretier, acteur, presentator, columnist en programmamaker van Surinaamse-Hindoestaanse origine
- Michel Banabila (1961), muzikant
- Philippe Bär (1928-2025), benedictijner monnik en bisschop van Rotterdam (1983-1993)
- Jaap Barendregt (1905-1952), voetballer
- Henk Barnard (1922-2003), schrijver van kinderboeken en televisieregisseur
- Willem Barnard (1920-2010), predikant en dichter, met pseudoniem Guillaume van der Graft
- Marie Baron (1908-1948), zwemster
- Hans Basart (1899-1988), kunsthistoricus, glazenier, directeur van de Rotterdamse academie
- Richie Basoski (1987), voetballer
- Jan Bastiaans (1917-1997), zenuwarts en hoogleraar psychiatrie
- André Batenburg (1922-2002), bankier
- Truus Baumeister (1907-2000), zwemster
- Johan Herman Bavinck (1895-1964), theoloog, predikant, zendeling en hoogleraar
- Jaap Bax (1926-2017), sportverslaggever en burgemeester
- Pierre Bayle (1647-1706), theoloog en wijsgeer
- Thea Beckman (1923-2004), schrijfster
- Arie van Beek (1951), muziekpedagoog en dirigent
- Dick Beek (1946), voetballer
- Karl Jakob van Beekum (1914-1998), beeldhouwer, schilder en tekenaar
- Janice Blok (1991), actrice en influencer
- Gerard Jacob Theodoor Beelaerts van Blokland (1843-1897), politicus
- Aiko Beemsterboer (2003), actrice
- Mario Been (1963), voetballer en voetbaltrainer
- Leo Beenhakker (1942-2025), voetballer en voetbaltrainer
- Albert Beerman (1901-1967), advocaat en politicus
- Hendrik van Beers (1890-1964), architect
- Galen Behr (1986), trance-dj en producer
- Abraham van Beijeren (ca. 1620-1690), schilder
- Marjan Beijering (1964), historica en journalist
- Tineke Beishuizen (1938-2023), schrijfster en columniste
- Iliass Bel Hassani (1992), voetballer
- Fatimazhra Belhirch (1975), politica
- Jacob van den Belt (1981), voetballer
- Ab van Bemmel (1912-1986), olympisch amateurbokser
- Jan van Bemmel (1938), hoogleraar in de medische informatica
- Bo Bendsneyder (1999), motorcoureur
- Bouke Benenga (1888-1968), olympisch zwemmer en waterpoloër
- Lamme Benenga (1886-1963), olympisch zwemmer
- Lou Benningshof (1923-1997), voetballer
- Ali Benomar (1988), voetballer
- Jan Bens (1921-2012), voetballer
- Anthony Bentem (1990), voetballer
- Jaap van Benthem (1937-2023), musicoloog
- Engelbert François van Berckel (1726-1796), politicus
- Maria van Berckel (1632-1706), echtgenote van Cornelis de Witt, ze werd de ruwaardin van het eiland Putten genoemd
- Pieter Johan van Berckel (1725-1800), burgemeester en gezant
- Lambiek Berends (1941-2023), journalist
- Ad van den Berg (1944-2023), politicus
- Gert van den Berg (1935-2024), politicus
- Jaap van den Berg (1953), voetballer
- Norbertus van den Berg (1831-1917), bankier
- Peter van den Berg (1971), voetballer
- Ron van den Berg (1960), voetballer
- Rudolf van den Berg (1949-2025), filmregisseur
- Rinus van den Berge (1900-1972), atleet
- Adrianus van Bergen (1760-1844), burgemeester
- Barbara van Bergen (1978), paralympisch sportster (rolstoelbasketbal)
- Sidney J. van den Bergh (1898-1977), zakenman en politicus
- Simon van den Bergh (1819-1907), Joods boterhandelaar die mede aan de wieg stond van het Unilever concern
- Phia Berghout (1909-1993), harpiste
- Harald Bergmann (1965), burgemeester
- Renze Bergsma (1976), politicus
- Aart Bergwerff (1961), organist en docent voor orgel en orgelbouw
- Cornelius Berkhout (1892-1958), pianist en pianopedagoog
- Karolien Berkvens (1986), schrijfster
- Bart Berman (1938), Nederlands-Israëlisch componist en pianist
- Frits Bernard (1920-2006), psycholoog en seksuoloog
- John Bernard (1937-2024), weerman
- Yoka Berretty (1928-2015), actrice en zangeres
- Henri Berssenbrugge (1873-1959), kunstschilder en fotograaf
- Adriaen Besemer, bewindvoerder van de VOC-kamer te Rotterdam
- Charlotte Besijn (1962), actrice
- Arie Dirk Bestebreurtje (1916-1983), reserve majoor bij het Wapen der Infanterie
- Pieter den Besten (1894-1972), beeldhouwer, tekenaar, kunstschilder en grafisch ontwerper
- Tim den Besten (1987), tv-presentator
- Rob den Besten (1940-2024), bestuurder en manager
- Henri Beunders (1953), journalist en hoogleraar
- Daniël George van Beuningen (1877-1955), ondernemer
- Hendrik Arend Beusekamp (1916-2000), burgemeester
- Anton Beuving (1902-1977), tekstschrijver
- Herman Thomas Bianchi (1924-2015), criminoloog
- Cornelis Johan Adriaan Bichon van IJsselmonde (1855-1923), politicus
- Marinus Cornelis Bichon van IJsselmonde (1781-1845), burgemeester en parlementariër
- Friedrich Bicknese (1863-1937), dirigent, militair kapelmeester, pianist, componist en schilder
- Jaap van der Bie (1951), priester
- Arthur van der Biezen (1962), advocaat
- Dirk-Jan Bijker (1946-2001), cameraman, tv-presentator, -regisseur en -producent
- Rebecca Bijker (1975), presentatrice, producente (dochter van Dirk-Jan Bijker)
- Henk van der Bijl (1925), voetbalkeeper
- Justin Bijlow (1998), voetbalkeeper
- Marja van Bijsterveldt (1961), politica
- Ward Bingley (1757-1818), acteur en theaterdirecteur
- Bep Binkhorst (1916), verzetsstrijder
- Kees Bitter (1919-1945), verzetsstrijder
- Chantal Blaak (1989), wielrenster
- Siegfried Blaauw (1889-1942), muziekpedagoog en pianist
- George Blake (1922-2020), Brits dubbelspion
- Anna Blaman (1905-1960), schrijfster
- Fred Blankemeijer (1926-2010), voetballer
- Piet le Blanc (1921-1996), saxofonist
- Pim Blanken (1940-2016), burgemeester
- Peter Blanker (1939), dichter en artiest
- Anne Wil Blankers (1940), actrice
- Ellen Blazer (1931-2013), televisie-redacteur en -regisseur
- Daan den Bleijker (1928-2003), voetballer
- Daan Blij (1993), voetballer
- Herman den Blijker (1958), kok en tv-presentator
- Regi Blinker (1969), voetballer
- Adri Blok (1919-1990), beeldhouwster
- Emmanuel Boakye (1985), voetballer
- Peronne Boddaert (1969-2007), jonkvrouw en predikante
- Mike Boddé (1968), cabaretier
- Gerard Boekhoven (1909-2002), politicus en verzetsstrijder
- Gerrit Boekhoven (1912-1945), verzetsstrijder
- Johannes Boelstra (1886-1951), politiefunctionaris
- Willem Richard Boer (1818-1894), advocaat, gemeenteraadslid, wethouder en burgemeester
- Eva de Boer (1982), tv-presentatrice en stemactrice / voice-over
- Henk den Boer (1919), voetballer
- Herman Pieter de Boer (1928-2014), schrijver, liedjesschrijver en journalist
- Monica den Boer (1963), hoogleraar en politica
- Piet den Boer (1958), voetballer
- Roelf de Boer (1949), politicus
- Sophia de Boer (1967), journaliste en televisiepresentatrice
- Esther de Boer-van Rijk (1853-1937), actrice
- Remco Boere (1961), voetballer
- Jean-Paul Boëtius (1994), voetballer
- Lamare Bogarde (2004), voetballer
- Melayro Bogarde (2002), voetballer
- Winston Bogarde (1970), voetballer
- Hans Böhm (1950), schaker
- Judith Bokhove (1967), GroenLinks-politica, wethouder van Rotterdam
- Leendert Bolle (1879-1942), beeldhouwer
- Frits Bom (1944-2017), programmamaker
- Jan Bonefaas (1926-2004), organist en componist
- Gershwin Bonevacia (1992), dichter en performer
- Arno Bonte (1978), politicus
- Claes Michielsz Bontenbal (1575-1623), secretaris
- Henri Bontenbal (1982), politicus
- Louis Bontes (1956), politiefunctionaris en politicus
- Annemiek van den Boogaart (1966), bowlster
- Mark van den Boogaart (1985), voetballer
- Dave Boomkens (1990), schrijver
- Elise Boot (1932-2023), rechtsgeleerde, politica en bestuurder
- Jim de Booy (1885-1969), politicus en verzetsstrijder
- Johannes Borghouts (1910-1966), ambtenaar, verzetsstrijder, officier, staatssecretaris en politicus
- Caroline Bos (1959), architecte
- Willem Hendrik van den Bos (1896-1974), Nederlands-Zuid-Afrikaans astronoom
- Dylan Boshart (1990), golfer
- Hans Boskamp (1932-2011), voetballer en acteur
- Johan Boskamp (1948), voetballer en voetbaltrainer
- Tinus Bosselaar (1936-2018), voetballer
- Hugo Borst (1962), sportjournalist
- Arjan Bosschaart (1971), voetballer
- Pascal Bosschaart (1980), voetballer
- Gino Bosz (1993), voetballer
- Koen Bots (1990), voetballer
- Frits Böttcher (1915-2008), hoogleraar scheikunde
- Rachid Bouaouzan (1984), Marokkaans-Nederlands voetballer
- Nourdin Boukhari (1980), Marokkaans-Nederlands voetballer
- Saïd Boutahar (1982), Marokkaans-Nederlands voetballer
- Daan Bovenberg (1988), voetballer
- Wim Braams (1886-1955), atleet
- Robert Braber (1982), voetballer
- Gerrit den Braber (1929-1997), liedjes- en tekstschrijver
- John den Braber (1970), wielrenner, pop- en sportjournalist en tekstschrijver
- Wilhelmus à Brakel (1635-1711), predikant
- Machiel Brandenburg (1907-1984), schilder en tekenaar
- Jan Laurens Andries Brandes (1857-1905), filoloog (oude talen), oudheidkundige en lexicograaf
- Johann Sebastian Brandts Buys (1879-1939), etnomusicoloog
- Jan Brandwijk (1932-2017), organist
- André Brantjes (1958), darter
- Mart Bras (1950), olympisch waterpolospeler
- Marie Braun (1911-1982), zwemster
- Gerda Brautigam (1913-1982), journaliste en politica
- Johan Brautigam (1878-1962), vakbondsbestuurder en politicus
- Mirjam en Karin van Breeschoten (1970), fotomodellen
- Virgil Breetveld (1967), voetballer
- George Hendrik Breitner (1857-1923), kunstschilder
- Jacques van Bremen (1984), snelwandelaar
- Ton van Bremen (1968), voetballer
- Ria Bremer (1939), journaliste en presentatrice
- Arjan Breukhoven (1962), componist, dirigent en organist
- Hans Breukhoven (1946-2017), ondernemer
- Antonia Brico (1902-1989), dirigente, pianiste
- Johan Briedé (1885-1980), grafisch vormgever
- Willy Brill (1926-2017), stemactrice, hoorspelregisseur
- Jan Brinkman (1952-1999), wegwielrenner
- Johannes Brinkman (1902-1949), architect
- Michiel Brinkman (1973-1925), architect
- David Brodman (1936-2020), Nederlands-Israëlisch rabbijn en vredesactivist
- Hendrik van den Broek (1901-1959), journalist
- Jo van den Broek (1898-1978), architect
- Kees van den Broek (1907-1945), verzetsstrijder
- Giovanni van Bronckhorst (1975), voetballer
- Eppo Brongers (1929-2017), militair en militair historicus
- Bertus Brouwer (1900-1952), olympisch marathon-atleet
- Dirk Brouwer (1902-1966), astronoom
- Gijsbregt Brouwer (1974), langlaufer, rolskiër en sportjournalist
- Ina Brouwer (1950), politica
- Johan Brouwer (1898-1943), verzetsstrijder
- Dik Brouwer de Koning (1932-2022), burgemeester
- Greta Brouwers (1914-2001), zwemster
- Franklin Brown (1961), zanger
- Rashid Browne (1993), voetballer
- Catharina Brücker (1917-2001), verpleegkundige, Holocaustoverlevende
- Inge de Bruijn (Barendrecht 1973), zwemster
- Jacobus Gerardus de Bruijn (1825-1908), politicus
- Nico de Bruijn (1934-2022), voetballer
- Joke Bruijs (1952), cabaretière, actrice en zangeres
- Eric de Bruin (1964), olympisch honkballer
- Luigi Bruins (1987), voetballer
- Jeffrey Bruma (1991), voetballer
- Marciano Bruma (1984), voetballer
- Hans van Brummen (1945), politicus
- Ellen Brusse (1950), omroepster en televisiepresentatrice
- Jan Brusse (1921-1996), journalist, columnist, schrijver, programmamaker en radioverteller
- Kees Brusse (1925-2013), acteur, filmregisseur en scenarioschrijver
- Peter Brusse (1936), journalist en schrijver
- Ytzen Brusse (1920-2008), cineast
- Dik Bruynesteyn (1927-2012), striptekenaar en cartoonist
- Cornelis Bruynzeel jr. (1900-1980), ondernemer (Bruynzeels Deurenfabriek)
- George Buff (1874-1955), atleet
- John Buijsman (1953), acteur
- Luut Buijsman (1924-2004), gitarist en zanger van de Kilima Hawaiians
- Ronald Buijt (1968), politicus
- Kathalijne Buitenweg (1970), politica
- Sheila van den Bulk (1989), voetbalster
- Abraham Cornelius Burgdorffer (1862-1932), ingenieur, stedenbouwkundige en ambtenaar (directeur Gemeentewerken Rotterdam)
- Hugo Burgerhout (1913-1988), militair
- Piet Buskens (1872-1939), architect
- Aad den Butter (1946), voetballer
- Gerrit den Butter (1943), voetballer
- Tine van Buul (1919-2009), uitgeefster en schrijfster
- Willem Cornelis van Buuren (1905-1964), verzetsstrijder
- Willem Buytewech (1591/92-1624), kunstschilder, tekenaar en etser
- Herman de By (1873-1961), olympisch zwemmer

### C
- Ellery Cairo (1978), voetballer

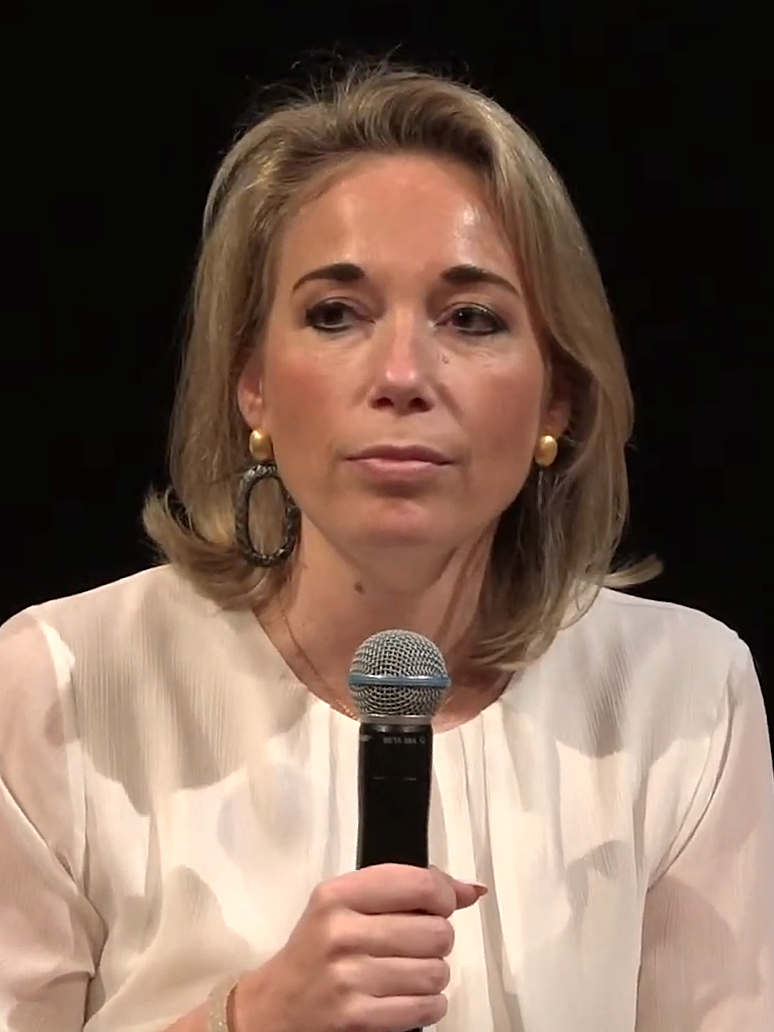
Ingrid Coenradie
geboren te Rotterdam in 1987

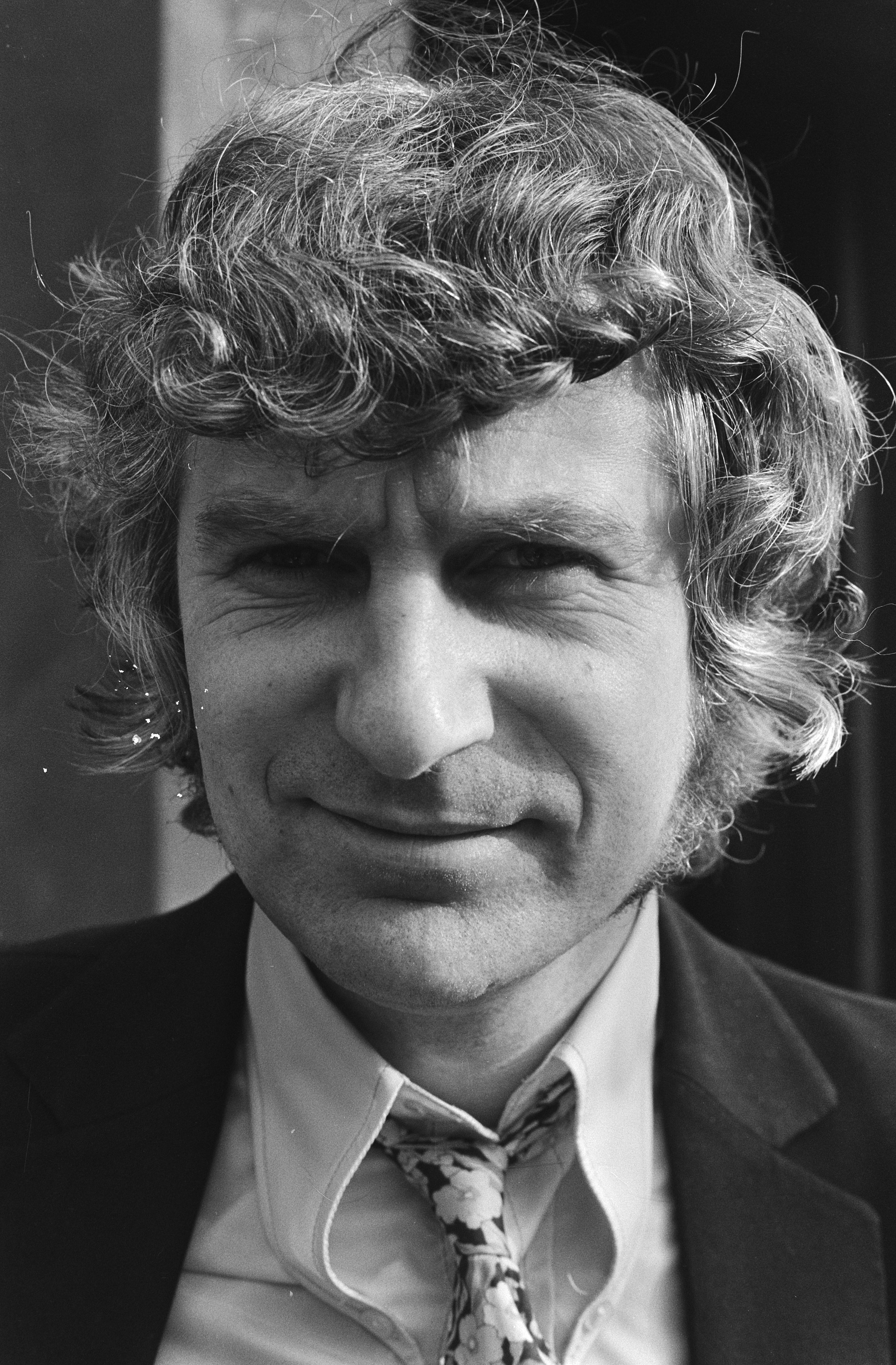
Gerard Cox
geboren te Rotterdam in 1940

- Kurt Levie Callo (1918-1945), verzetsstrijder
- Wim Cattel (1941-2023), politicus
- Mustafa Celen (1988), voetballer
- Hendrik Chabot (1894-1949), kunstschilder en beeldhouwer
- Wim Chabot (1907-1977), kunstschilder
- Nicolaas Antonie van Charante (1811-1873), predikant, schrijver en dichter
- Djennah Cherif (2006), voetbalster
- Kiki Classen (1964), actrice en presentatrice
- Frans Coenen (1826-1904), componist, violist en conservatoriumdirecteur
- Ingrid Coenradie (1987), politica (PVV)
- Dolf Cohen (1913-2004), historicus en hoogleraar
- Hendrik Cohen (1879-1945), apotheker en privaatdocent in de geschiedenis van de farmacie
- Abraham Eliazer van Collem (1858-1933), communist en dichter
- Hendrik Collot d'Escury (1773-1845), voorzitter van de Tweede Kamer
- Herbert Cool (1985), biatleet
- Nelli Cooman (1964), atlete
- Anthony Ashley Cooper (1671-1713), politicus, filosoof en schrijver
- Cor (1995), rapper
- Johannes van der Corput (1890-1975), wiskundige, die werkte aan analytische getaltheorie
- Ferry Corsten (1973), dj
- Gerard Cox (1940), acteur, cabaretier, zanger en scenarioschrijver
- Martine Crefcoeur (1935-2020), actrice
- Martin van Creveld (1946), Israëlisch militair historicus
- Walter Crommelin (1948), acteur
- Cees van Cuilenborg (1942), sportjournalist
- Edward van Cuilenborg (1967), tv-sportjournalist

### D
- Alida van Daalen (2002), atlete

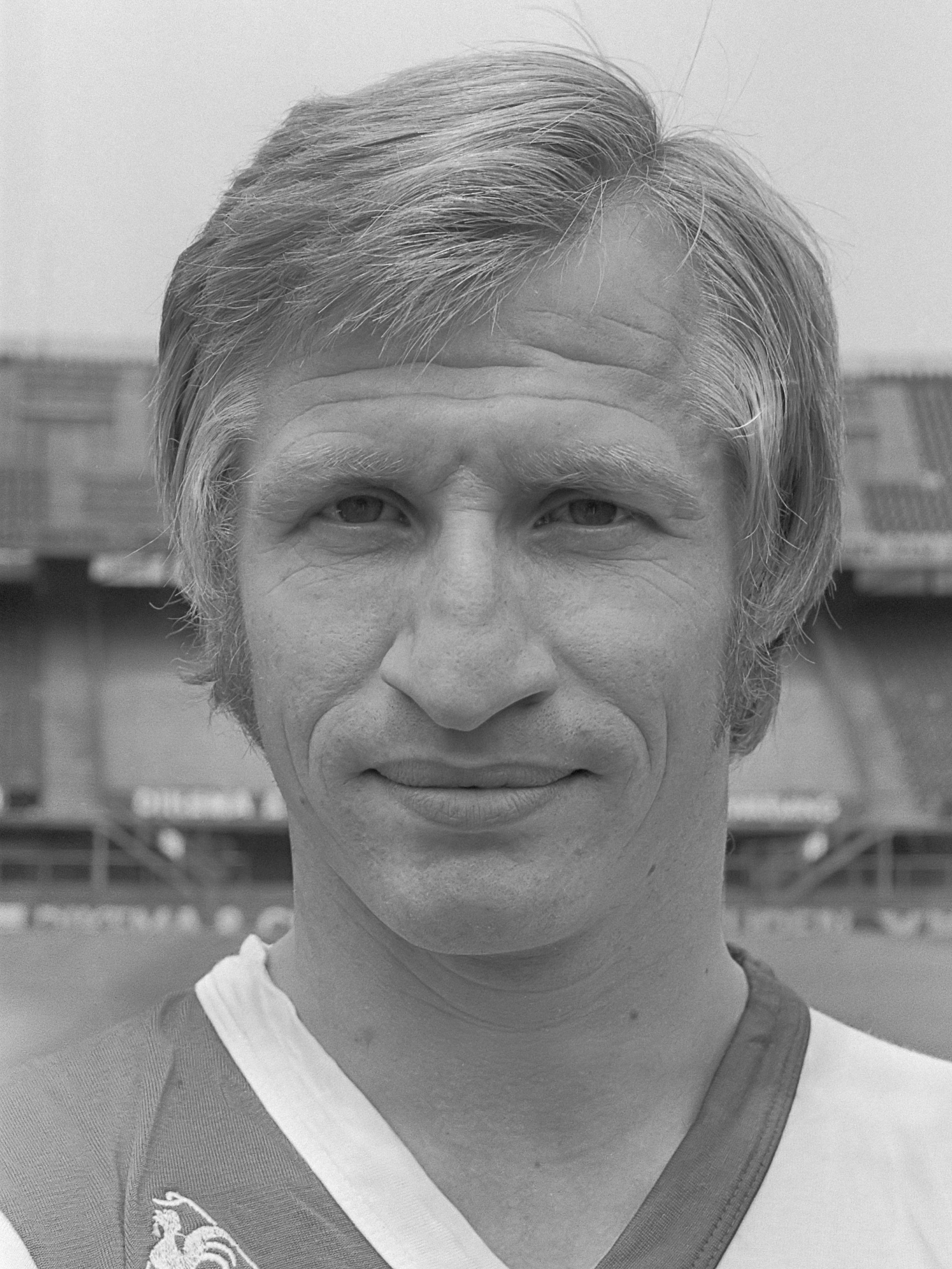
Joop van Daele
geboren te Rotterdam in 1947

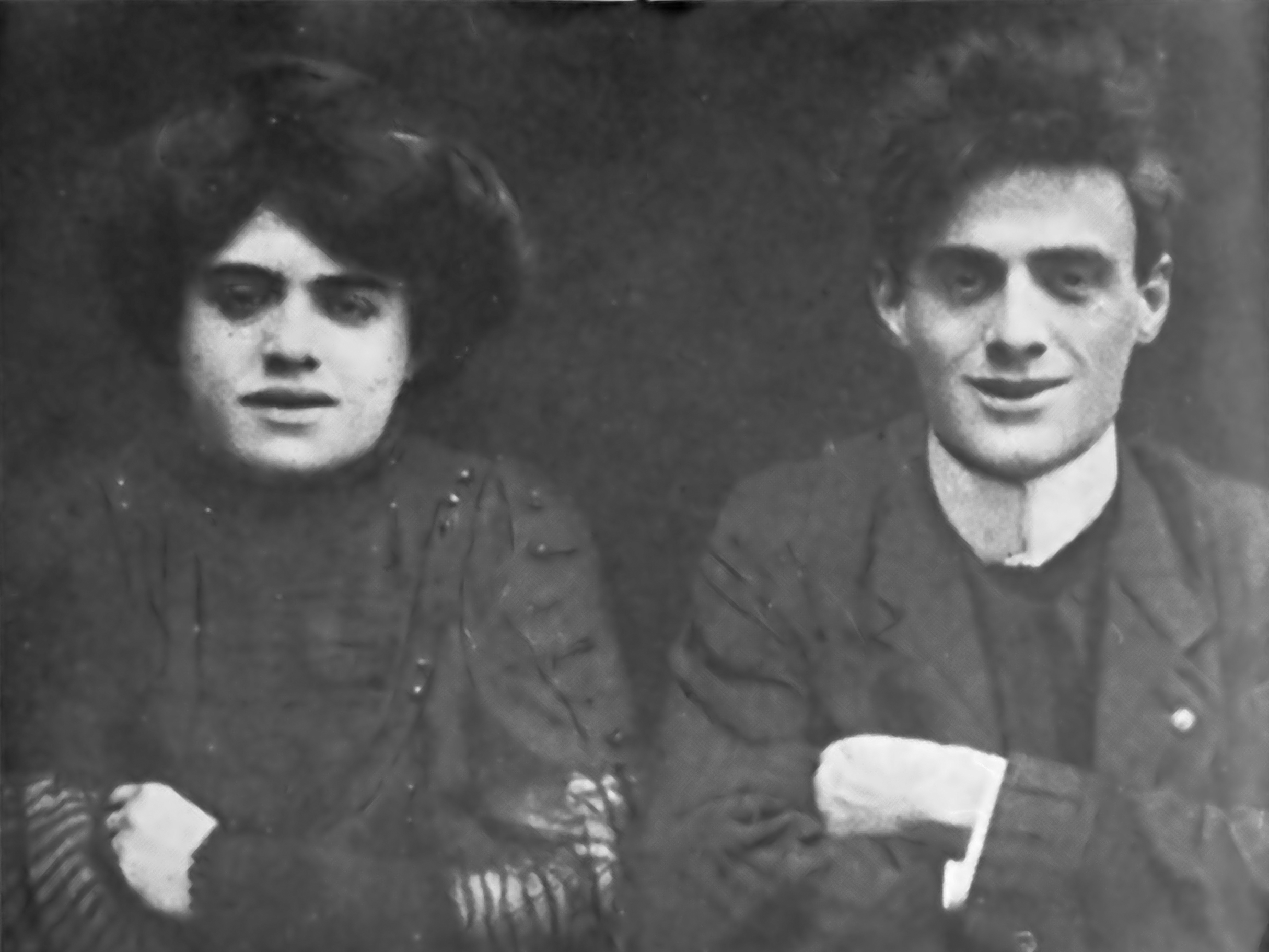
Heintje Davids en Louis Davids
geboren te Rotterdam

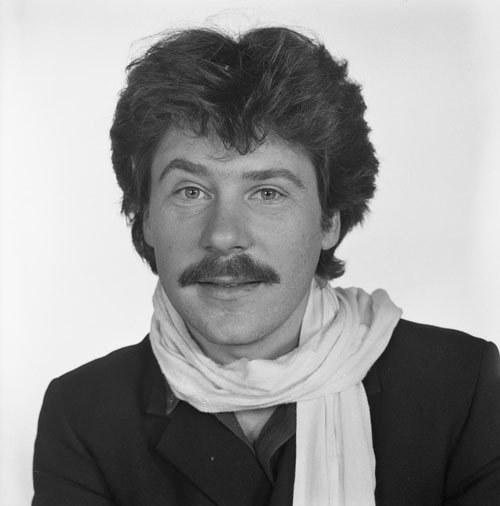
Bill van Dijk
geboren te Rotterdam in 1947

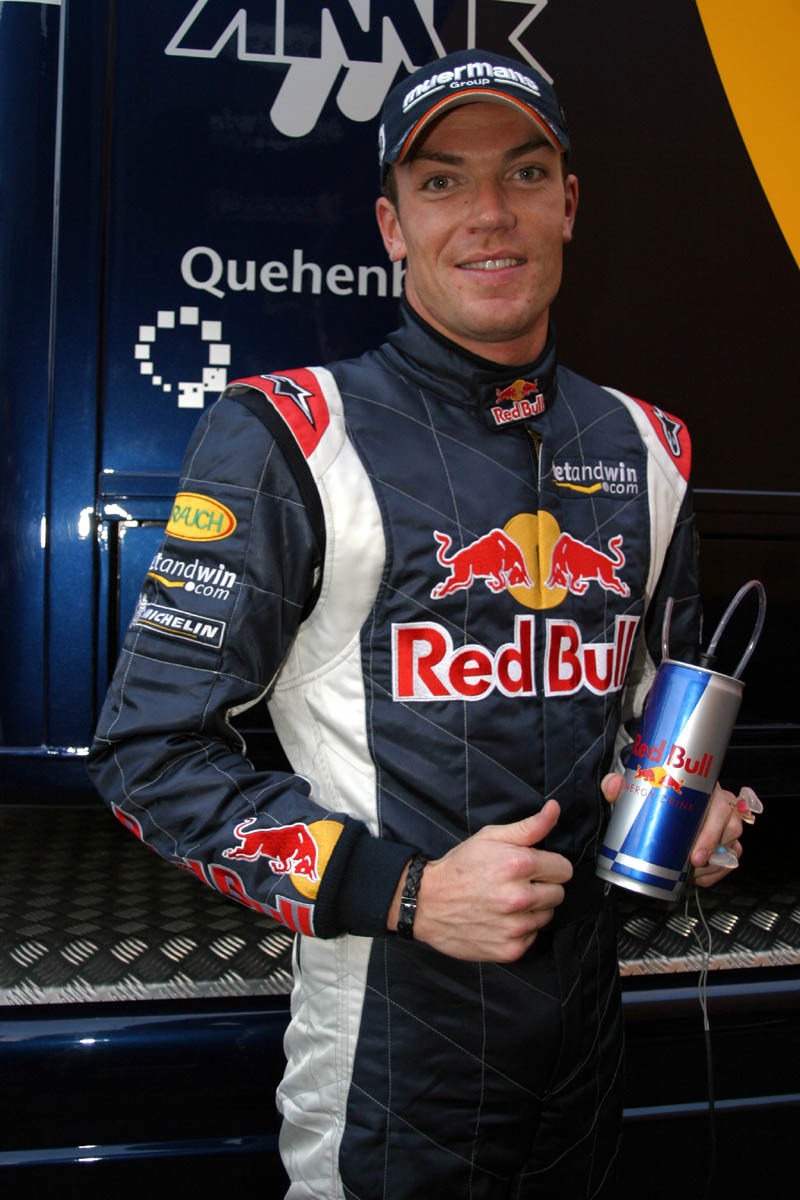
Robert Doornbos
geboren te Rotterdam in 1981

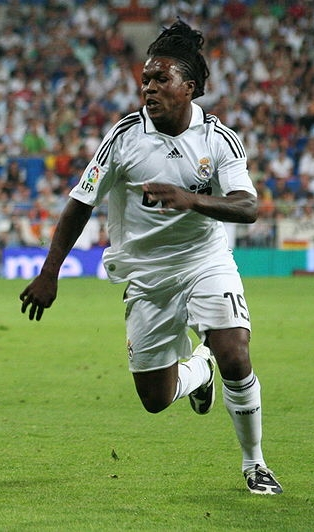
Royston Drenthe
geboren te Rotterdam in 1987

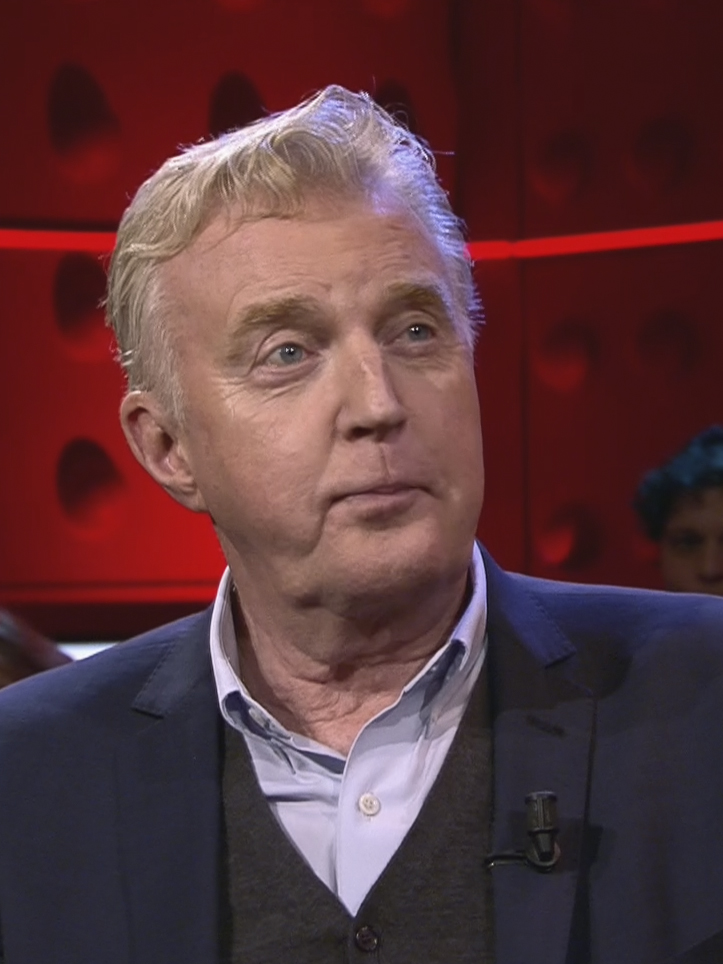
André van Duin
geboren te Rotterdam in 1947

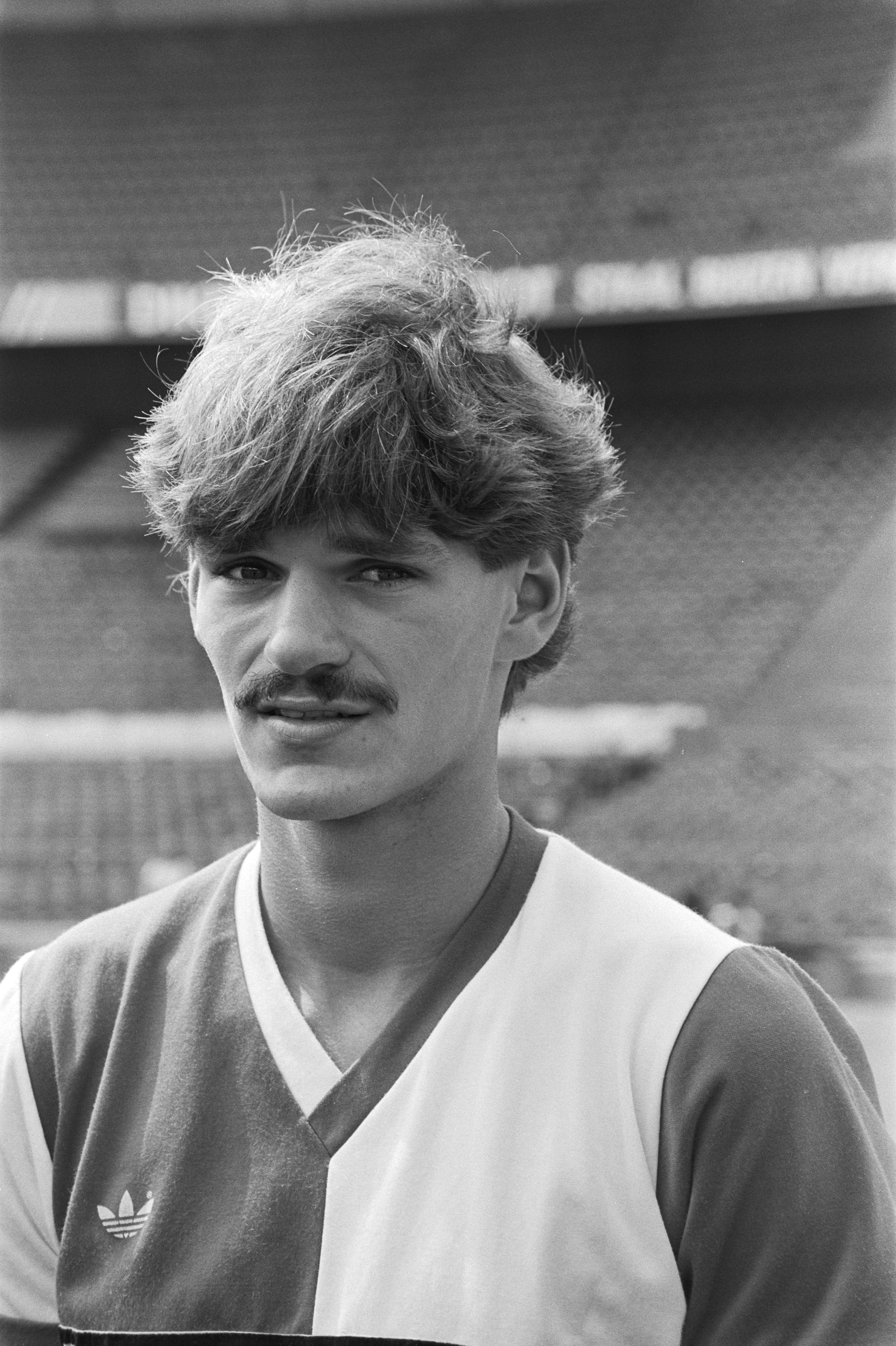
Henk Duut
geboren te Rotterdam in 1964

- Joop van Daele (1947-2025), voetballer
- Jeanine van Dalen (1986), voetbalster
- Jacky van Dam (1938-2021), zanger, pseudoniem van Jaap Plugers
- Luc van Dam (1920-1976), bokser
- Theo Damsteegt (1949), Indiakundige en surinamist
- Rachel van Dantzig (1878-1949), beeldhouwer, etser, en tekenaar
- Pieke Dassen (1926-2007), acteur en poppenspeler
- Heintje Davids (1888-1975), variétéartieste
- Louis Davids (1883-1939), revueartiest
- Rika Davids (1885-1943), variétéartieste
- Willibrord Davids (1938-2024), jurist en voorzitter van Commissie-Davids
- Nasrdin Dchar (1978), acteur en presentator
- Charlie Dée (1977), singer-songwriter
- Daniël Dee (1975), dichter
- Jules Deelder (1944-2019), dichter, schrijver en dj (nachtburgemeester van Rotterdam)
- Anton Boudewijn van Deinse (1885-1965), zoöloog
- Hens Dekkers (1915-1966), bokser
- Tin Dekkers (1916-2005), bokser
- Henri Dekking (1871-1939), journalist en schrijver
- Joy Delima (1994), actrice
- Serdar Demirbas, muzikant in Turkse volksmuziek
- Joop Demmenie (1918-1991), wielrenner
- Piet Derksen (1913-1996), zakenman en filantroop
- Halil Dervişoğlu (1999), Turks-Nederlands voetballer
- Simone Dettmeijer (1944), kunstenares
- Janice Deul (1962), journalist
- Nixon Dias (1979), voetballer
- Phiny Dick (1912-1990), schrijfster en illustratrice van kinderboeken
- Jan van Die (1956), stripscenarist, journalist en uitgever
- Isaäc Arend Diepenhorst (1916-2004), rechtsgeleerde, politicus, publicist en predikant
- Bernard van Dieren (1887-1936), componist, criticus en schrijver
- John van Diggele (1954), voetballer
- Bill van Dijk (1947), zanger, acteur en musicalster
- Jeroen van Dijk (1971), badmintonspeler
- Kees van Dijk (1931-2008), bankmedewerker, ambtenaar en politicus (onder andere minister van Binnenlandse Zaken)
- Krijn van Dijke (1910-1980), beeldend kunstenaar
- Ruud Dijkers (1950), beeldhouwer
- Elbert Dijkgraaf (1970), hoogleraar
- Jan Dijkgraaf (1962), journalist
- Gerben Dijksterhuis (1974), politicus en bestuurder, burgemeester van Borsele
- Edsger Dijkstra (1930-2002), wiskundige en informaticus
- Perry Dijkstra (1937-2010), auteur, acteur, theatermaker
- Adriaan Dijxhoorn (1889-1953), generaal en politicus
- Marc Dik (1968), televisiepresentator
- Wim Dik (1939-2022), politicus en bestuurder
- Harry Dikmans (1927-2024), acteur
- Joop Dikmans (1930-2022), clown en acteur
- Silvio Diliberto (1963), voetballer en Americanfootballspeler
- Oscar van Dillen (1958), componist en muziekpedagoog
- Eddie Dix (1970), honkballer
- Danilho Doekhi (1998), voetballer
- Pim Doesburg (1943-2020), voetbalkeeper
- Hendrik van Doesburgh (1836-1897), jurist en politiefunctionaris
- Herman van Doesburgh (1800-1874), predikant
- Hans van Dokkum (1908-1995), aquarellist, tekenaar, graficus en schilder
- Evert Dolman (1946-1993), wielrenner
- Laura van Dolron (1976), theatermaker
- Dora Dolz (1941-2008), beeldend kunstenaar
- Caroline van Dommelen (1874-1957), actrice, journaliste, schrijfster, regisseuse, boerin, feministe, politica, ruiter en redactrice
- Jeroen van Dommelen (1970), journalist
- Cees van Dongen (1932-2011), motorcoureur
- Kees van Dongen (1877-1968), kunstschilder
- Ineke Donkervoort (1953), roeister
- Leendert Antonie Donker (1899-1956), politicus
- Nico Donkersloot (1902-1965), hoogleraar Nederlands, letterkundige, schrijver, essayist, dichter (met pseudoniem Anthonie Donker) en literair vertaler
- André Donner (1918-1992), rechtsgeleerde
- Fleur van Dooren (1989-2024), hockeyster
- Robert Doornbos (1981), autocoureur
- Joke van Doorne (1948), politica en bestuurder
- Mirthe van Doornik (1982), schrijfster en documentairemaakster
- Jan van Dorp (ca. 1934-1989), politiefunctionaris
- Jean Jacques Dozy (1908-2004), geoloog, deelnemer aan de Carstensz-expeditie in Nieuw-Guinea
- Royston Drenthe (1987), voetballer
- Mels van Driel (1983), voetballer
- Raymond van Driel (1983), voetballer
- Simon van Driel (1947), politicus
- Ype Driessen (1976), fotostripmaker
- Roelof van Driesten (1944-2022), dirigent en violist
- Pieter Droogleever Fortuyn (1868-1938), zakenman en gemeentebestuurder
- Epi Drost (1945-1995), voetballer en voetbaltrainer
- Johannes Drost (1880-1954), olympisch zwemmer
- Laros Duarte (1997), voetballer
- Lerin Duarte (1990), voetballer
- Hubert Duifhuis (1531-1581), pastoor en predikant tijdens de reformatie
- Pierre van Duijl (1958), zanger
- André van Duin (1947), komiek en tv-presentator
- Dic van Duin (1954), acteur
- Niels Duinker (1985), jongleur
- Heyman Dullaert (1636-1684), schilder en dichter en leerling van Rembrandt
- Denzel Dumfries (1996), voetballer
- Bibi Dumon Tak (1964), schrijfster, voornamelijk non-fictie voor kinderen
- Charles Dupré (1827-1907), schaker, (officieus) Nederlands kampioen schaken
- Heleen Dupuis (1945), ethicus en politicus
- Jacques Dutilh (1884-1960), advocaat, bankier en gemeenteraadslid
- Kees Dutilh (1915-1944), verzetsman
- Henk Duut (1964), voetballer

### E
- Kyle Ebecilio (1994), voetballer
- Jos van Eck (1963), voetballer

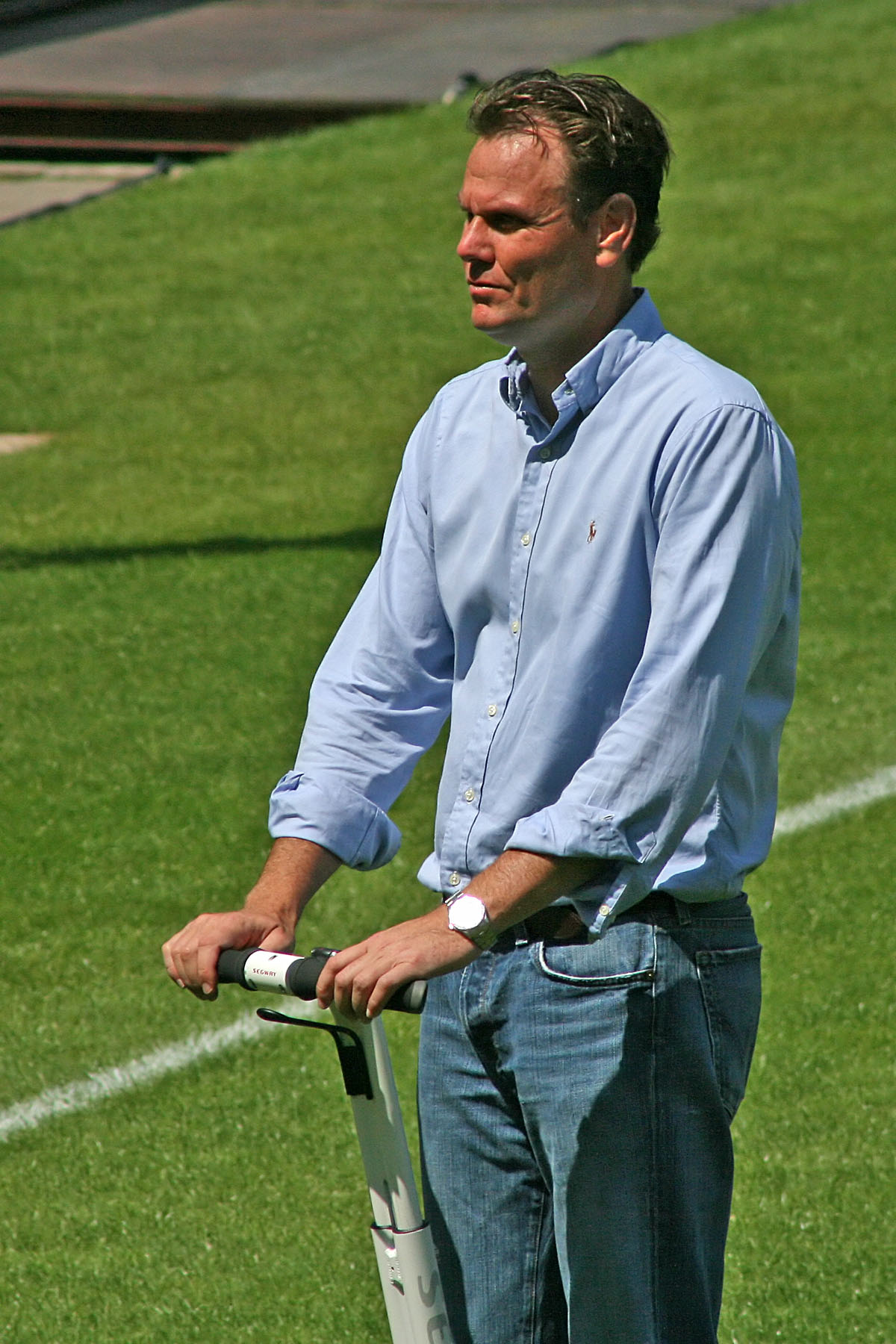
Robert Eenhoorn
geboren te Rotterdam in 1968

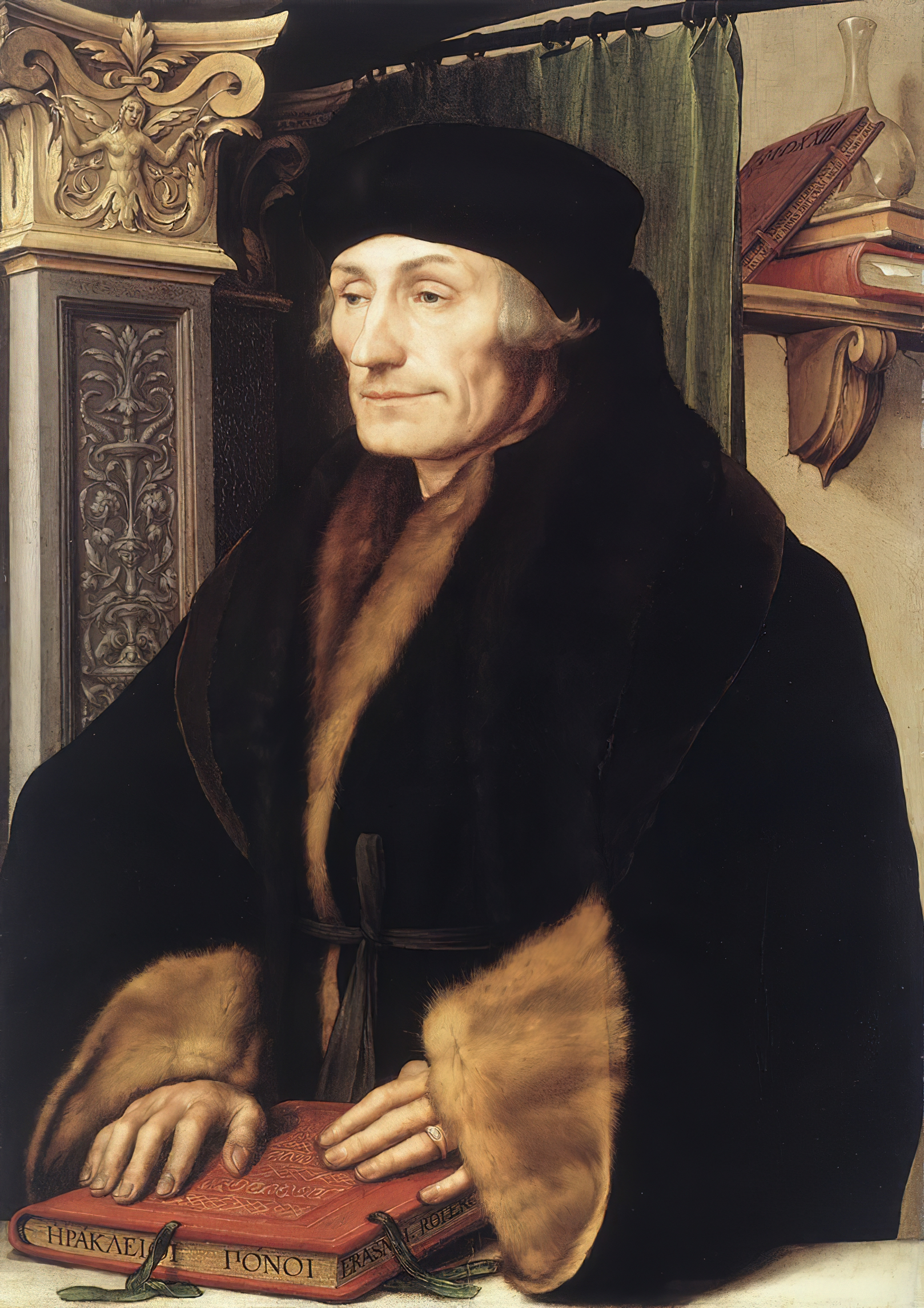
Desiderius Erasmus
geboren te Rotterdam in 1466

- René van Eck (1966), voetballer en voetbaltrainer
- Tonny van Ede (1924-2011), voetballer
- Cees Edelman (1903-1964), hoogleraar mineralogie, petrologie, geologie en agrogeologie
- W.H. van Eemlandt (1889-1955), schrijver
- Boudewijn van Eenennaam (1946), ambassadeur bij de VN
- Robert Eenhoorn (1968), sportbestuurder, honkbalcoach en voormalig honkballer
- Theo Eerdmans (1922-1977), quizmaster, journalist en schrijver
- Sandra Eggermont (1976), golfprofessional
- Jean Eigeman (1954), politicus
- Casper van Eijck (1957), chirurg en hoogleraar
- Lotte van Eijk (1998), influencer met focus op body positivity
- Steven van Eijck (1959), politicus
- Henk van Eijsden (1903-1964), politicus
- Arie Eikelboom (1948), kerkmusicus
- Wally Elenbaas (1912-2008), fotograaf en beeldend kunstenaar
- Dick Elffers (1910-1990), beeldend kunstenaar
- Mounir El Hamdaoui (1984), Marokkaans-Nederlands voetballer
- Loek Elfferich (1932-1992), journalist
- Corinne Ellemeet (1976), politica
- Dex Elmont (1984), judoka
- Guillaume Elmont (1981), judoka
- Anneke Elro (1928-2014), toneelactrice
- Joop van Elsen (1916-2006), militair, politicus en verzetsstrijder
- Cock van der Elst (1928-2021), schaatser
- Rinie van den Elzen (1961), stemacteur en zanger
- Freek Emanuels (1910-1981), Nederlands-Surinaams politicus en diplomaat
- Wim Embregts (1933), pinkstervoorganger en publicist
- Emms (Emerson Akachar, 1992), rapper
- Marvin Emnes (1988), voetballer
- Gerard Endenburg (1933-2025), ondernemer, professor en ingenieur
- Orlando Engelaar (1979), voetballer
- Adine Engelman (1937-2015), beeldhouwer
- Jacq Engels (1896-1982), politiek activist
- Anton Ent (1939), dichter, prozaschrijver en essayist
- Desiderius Erasmus (ca. 1469-1536), monnik, schrijver, humanist en filosoof
- Arjan Erkel (1970), cultureel antropoloog
- Bram van Erkel (1932), televisieregisseur
- Bruno Ernst (1926-2021), natuurkundige, publicist en wetenschapspopularisator
- Saskia Loretta van Erven Garcia (1987), Nederlands-Colombiaans schermer
- Diane van Es (1999), atlete
- Jan Everse (1954), voetballer
- Karel Eykman (1936-2022), schrijver en dichter

### F

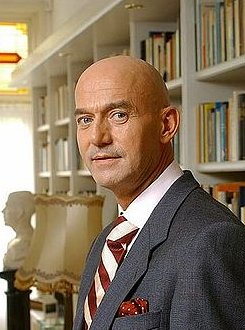
Pim Fortuyn
Woonachtig te Rotterdam van 1990-2002

- Ab Fafié (1941-2012), profvoetballer en voetbaltrainer
- Arthur Farenhout (1972), wielrenner
- Lassana Faye (1998), voetballer
- Pam Feather (1986), zangeres en songwriter
- Feis (1986-2019), rapper
- Pieter Feith (1945), diplomaat
- Pieter von Fisenne (1837-1914), politicus
- Ronnie Flex (1992), zanger, rapper en producer, pseudoniem van Ronell Plasschaert
- Sherel Floranus (1998), voetballer
- Fong Leng (1937), Chinees-Nederlands modeontwerpster
- Nouchka Fontijn (1987), boksster
- Alvin Fortes (1994), voetballer
- Carlos Fortes (1974), voetballer
- Jeffry Fortes (1989), voetballer
- Pim Fortuyn (1948-2002), politicus, socioloog en hoogleraar
- Cornelis Johannes Wijnaendts Francken (1863-1944), filosoof en publicist
- Joan Franka (1990), zangeres en songwriter
- Giovanni Franken (1977), voetbaltrainer en voormalig voetballer
- Rob Franken (1941-1983), jazzpianist
- Nelson Freitas (1975), zanger
- Marjo Frenk (1962), politica
- Theo Frenkel sr. (1871-1956), regisseur en acteur
- Gijsbert Friedhoff (1892-1970), architect en rijksbouwmeester
- Willem Frijhoff (1942-2024), historicus
- Jacobus Anthonie Fruin (1829-1884), rechtsgeleerde en hoogleraar
- Robert Fruin (1823-1899), historicus
- Leo Fuld (1912-1997), Jiddische zanger
- Albert Funke Küpper (1894-1934), politiek tekenaar, boekbandontwerper en kunstschilder
- Frans Funke Küpper (1908-1993), tekenaar, schilder, illustrator en strip- en reclametekenaar en aquarellist
- Theo Funke Küpper (1904-1977), kunstschilder, illustrator en strip- en reclametekenaar

### G

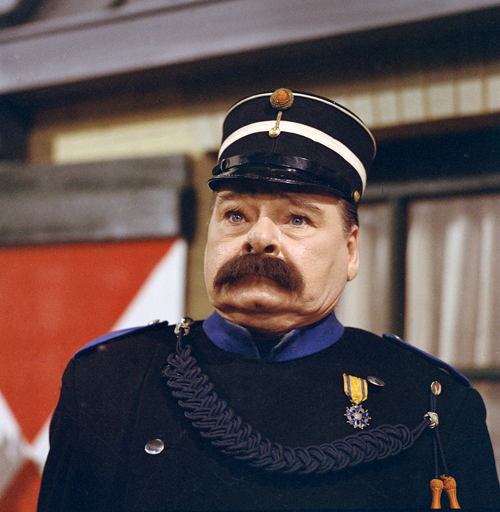
Lou Geels op de foto als Bromsnor
geboren te Rotterdam in 1908

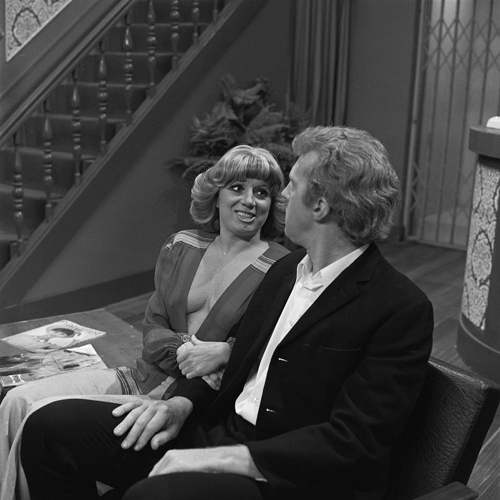
Corrie van Gorp en André van Duin
geboren te Rotterdam in 1942

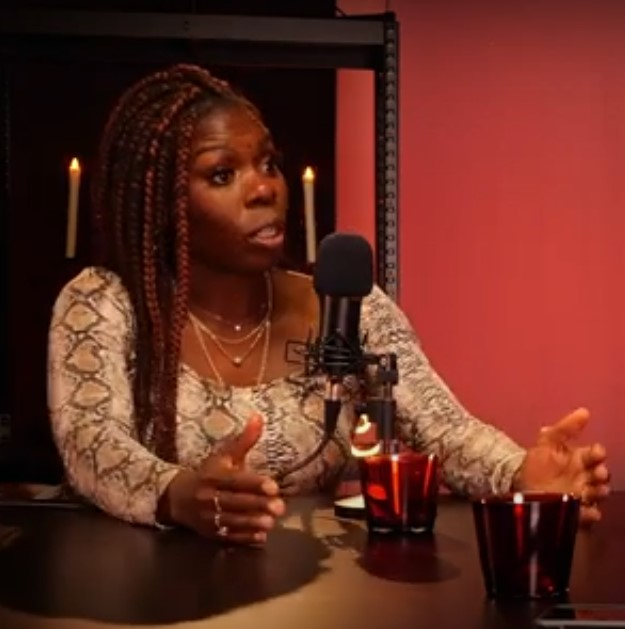
Imanuelle Grives
geboren te Rotterdam in 1985

- Robin van Galen (1972), waterpolocoach en waterpolospeler
- Til Gardeniers-Berendsen (1925-2019), politica
- Nel Garritsen (1933-2014), zwemster
- Rick van Gastel (1987), acteur
- Cocky Gastelaars (1938), zwemster
- Louis Augustaaf van Gasteren (1887-1962), toneelspeler
- Robert van Gasteren (1959), politicus
- Lou Geels (1908-1979), acteur
- Ricci Geenen (2001), voetbalster
- Sylvia Geersen (1985), model
- Lutsharel Geertruida (2000), voetballer
- Lucien van Geffen (1987), acteur
- Bram Geilman (1945), voetballer
- Cor van Gelder (1904-1969), zwemster
- Jacob de Gelder (1765-1848), wiskundige
- Wim de Gelder (1958), politicus
- Machteld van Gelder (1965), fotograaf, televisieproducent en -regisseur
- Fransjes Gelderblom (1946-2009), acteur, balletdanser en schilder
- Petrus van Geldorp (1872-1939), illustrator, tekenaar en graficus
- Leonard Geluk (1970), politicus
- Arnoldus van Gennep (1766-1846), politicus
- Maarten van Gent (1947-2025), basketbalcoach
- Netty van Gent-de Ridder (1917-1984), politicus
- Valeri Gergiev (Moskou 1953), dirigent
- Mia Gerhardt (1918-1988), mediëviste
- Soetgen Gerrits († 1572), dichter
- Sander van Gessel (1976), voetballer
- Cornelis Jacobus Geurtz (1902-2012), oudste man van Nederland
- Rob Geus (1971), kok en presentator
- Arie de Geus (1930-2019), directielid en ontwikkelaar van managementtheorieën bij Shell
- Pieter de Geus (1929-2004), politicus
- Adriaan Geuze (1960), architect
- Wouter van der Gevel (1915-1967), politicus
- François Gerard Abraham Gevers Deynoot (1814-1882), burgemeester
- Hugo Gevers (1765-1852), politicus
- Willem Theodore Gevers Deynoot (1808-1879) (1808-1879), politicus
- Daniël Théodore Gevers van Endegeest (1793-1877), jonkheer en politicus
- Grinling Gibbons (1648-1721), houtsnijder beeldhouwer
- Ru de Gier (1921-2004), beeldhouwer en schilder
- Johannes van der Giessen (1899-2008), verzekeringsmakelaar en vanaf 7 juni 2006 tot zijn overlijden, de oudste levende man van Nederland
- Chantal Gill'ard (1970-2018), politica
- Jacobus van Gils (1865-1919), architect
- Jan van Gilse (1881-1944), componist en dirigent
- Karel Marinus Giltay (1811-1891), arts
- Antoinette Gispen (1921-2015), kunstenares
- Jan Giudici (1746-1819), Italiaans architect
- Aart Glansdorp (1903-1989), schilder
- Rien Glansdorp (1913-), schilder
- Johan George Gleichman (1834-1906), politicus
- Joey Godee (1989), voetballer
- Reinoudina de Goeje (1833-1893), schrijfster
- Jo Goetzee (1884-1935), olympisch atleet snelwandelen
- Daan van Golden (1936-2017), kunstschilder
- Kaj Gorgels (1990), youtuber en tv-presentator
- Corrie van Gorp (1942-2020), actrice, zangeres
- Janni Goslinga (1969), toneel-, televisie- en filmactrice
- Karel van de Graaf (1950-2023), radio- en televisiepresentator
- Valerie van der Graaf (1992), fotomodel
- Marcel de Graaff (1962), politicus (PVV; FvD)
- Wim de Graaff (1931-2021), schaatser en schaatscoach
- Ronald Graafland (1979), voetbalkeeper
- George Graff (1900-1976), beeldhouwer
- Joukje Grandia-Smits (1917-1985), verzetsstrijder
- Cok Grashoff, pseudoniem van o.a. de schrijver Pieter Grashoff (1927-2010)
- Hendrik Barend Greven (1850-1933), jurist en econoom
- Anna Griese-Goudkuil (1903-1945), verzetsstrijdster
- Petra Grijzen (1978), journaliste en radio- en tv-presentatrice
- Bram Grisnigt (1923-2019), verzetsstrijder
- Imanuelle Grives (1985), actrice
- Richard Groenendijk (1972), cabaretier
- Rob Groenhuijzen (1941), volleyballer
- Gerrit Groenewegen (1754-1826), tekenaar en schilder
- Johan Groenewold (1906-2009), binnenvaartondernemer en riviermeester
- August Pieter van Groeningen (1866-1894), schrijver
- Gerard Johannes de Groot (1882-1950), bioloog en legerofficier
- John Groot (1961-2007), fotograaf
- Jan Arie de Groot (1923), verzetsstrijder
- Huug de Groot (1890-1957), voetballer
- Pieter de Groot (1615-1678), resident en pensionaris
- Klaas de Grooth (1852-1930), architect en ondernemer
- Cor Gubbels (1898-1975), snelwandelaar
- Hedy Gubbels (1950-2023), beeldend kunstenares
- Eric Gudde (1954), algemeen directeur bij eredivisieclub Feyenoord
- Michel van Guldener (1985), voetballer

### H

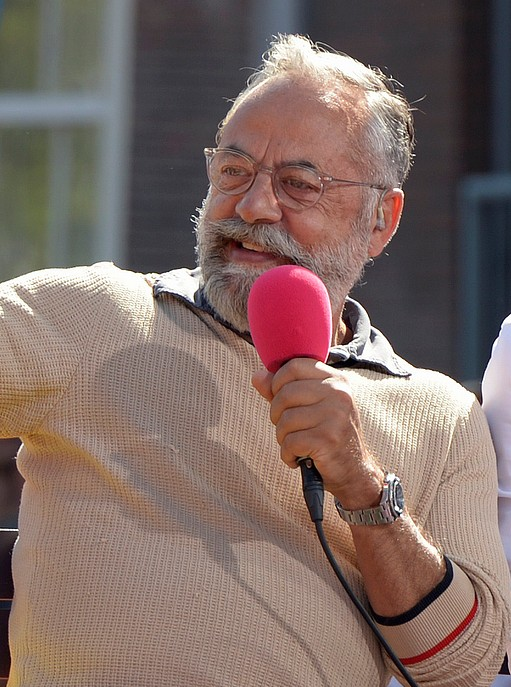
Oscar Hammerstein
Geboren te Rotterdam in 1954

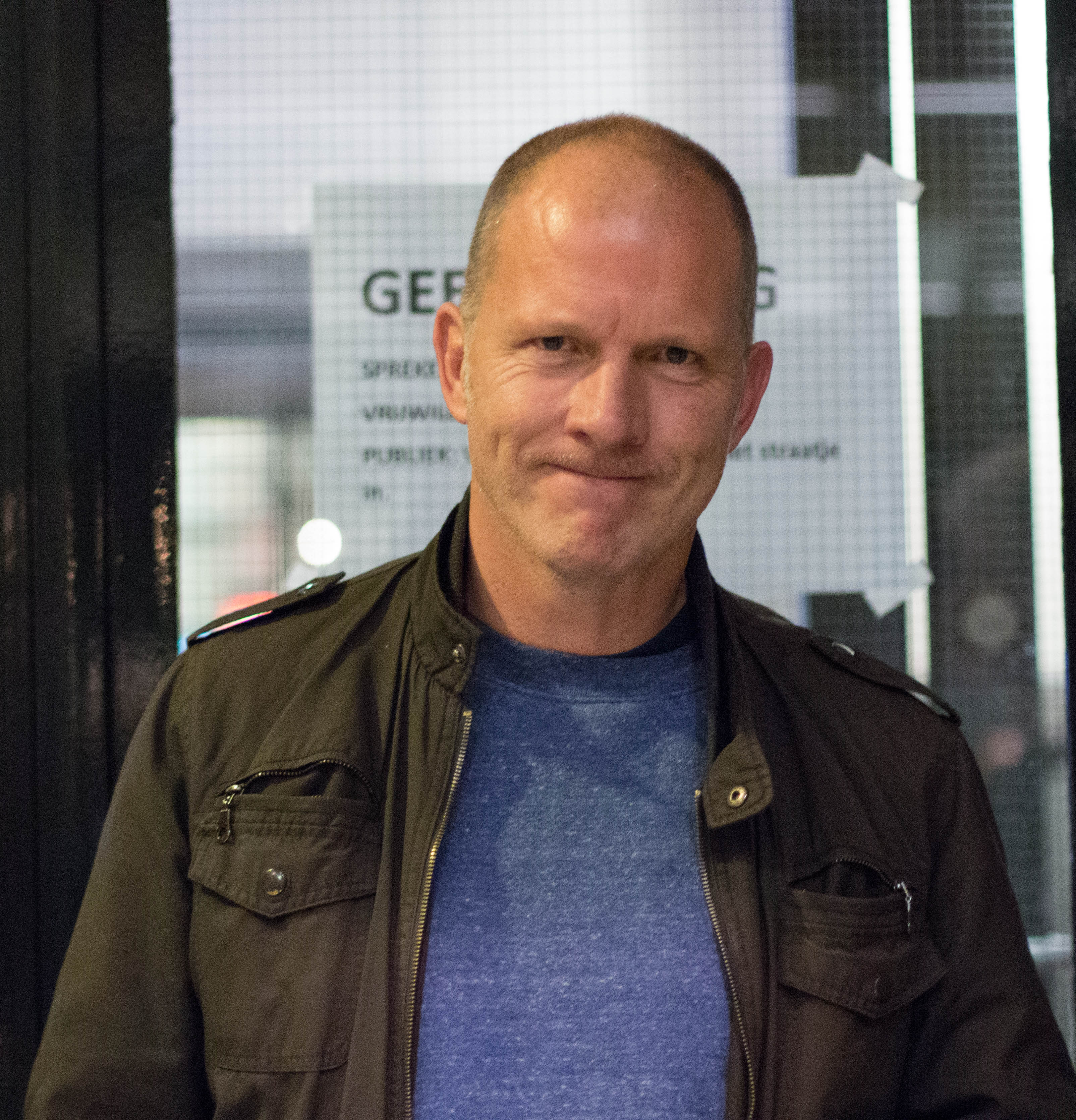
Maxim Hartman
Geboren te Rotterdam in 1963

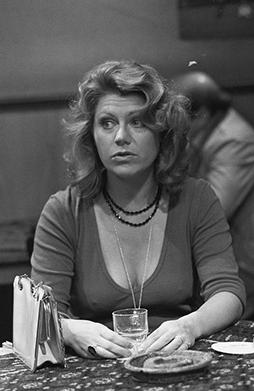
Brûni Heinke
Geboren te Rotterdam in 1940

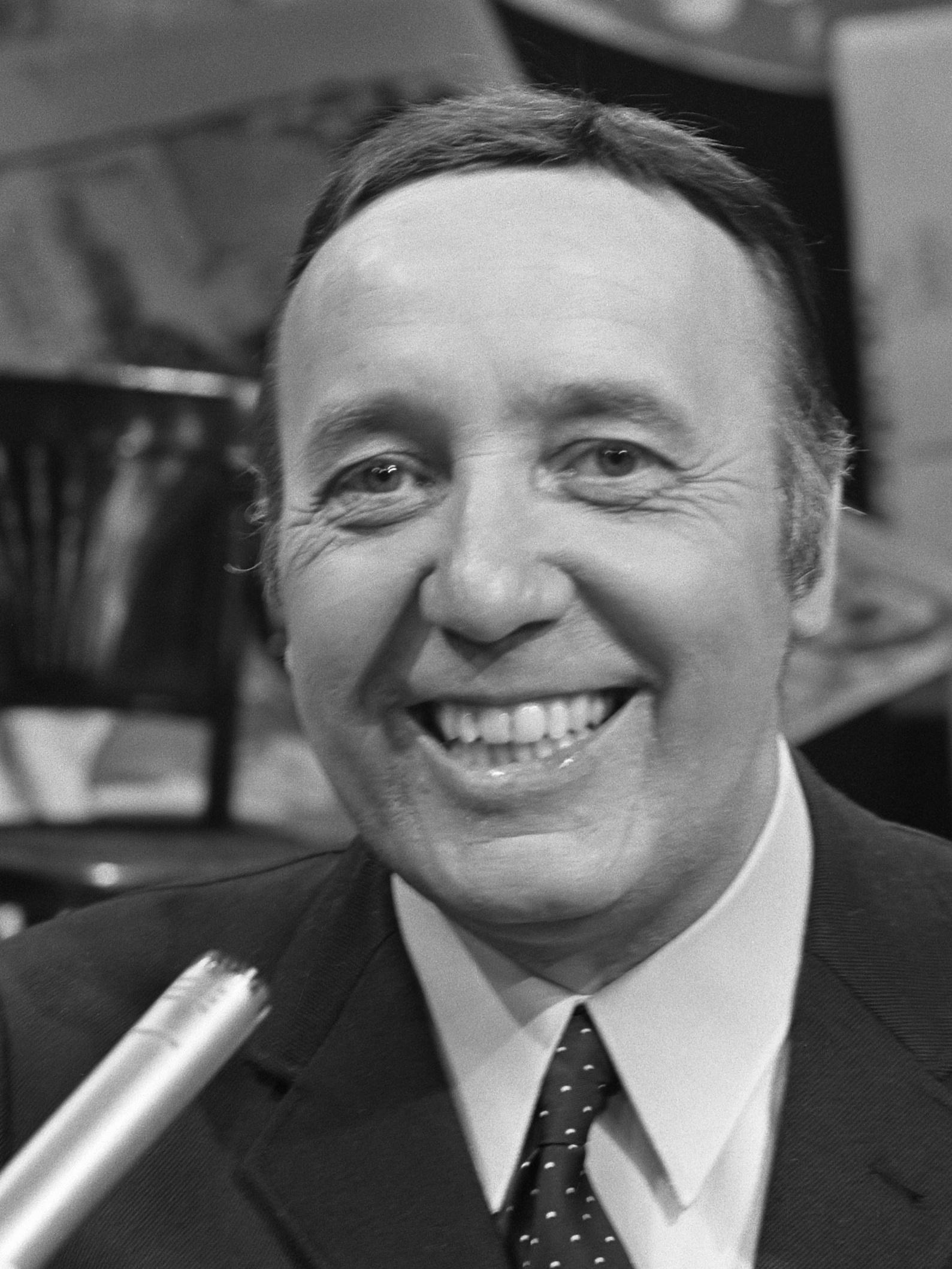
Johnny Hoes
Geboren te Rotterdam in 1917

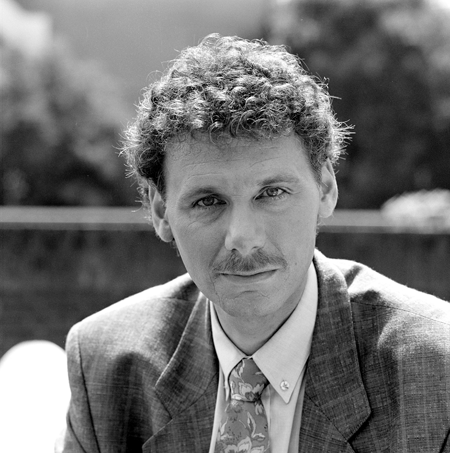
Jan de Hoop
Geboren te Rotterdam in 1954

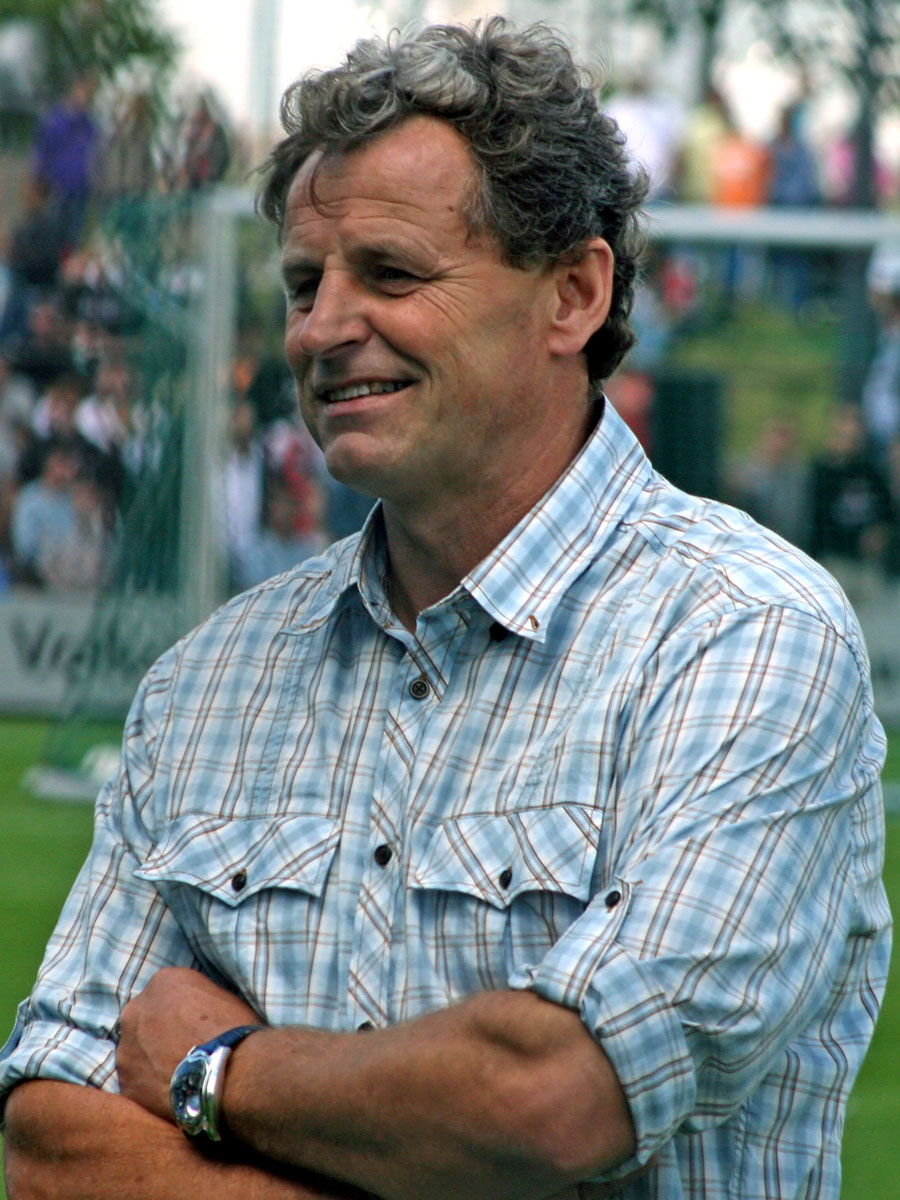
Peter Houtman
Geboren te Rotterdam in 1957

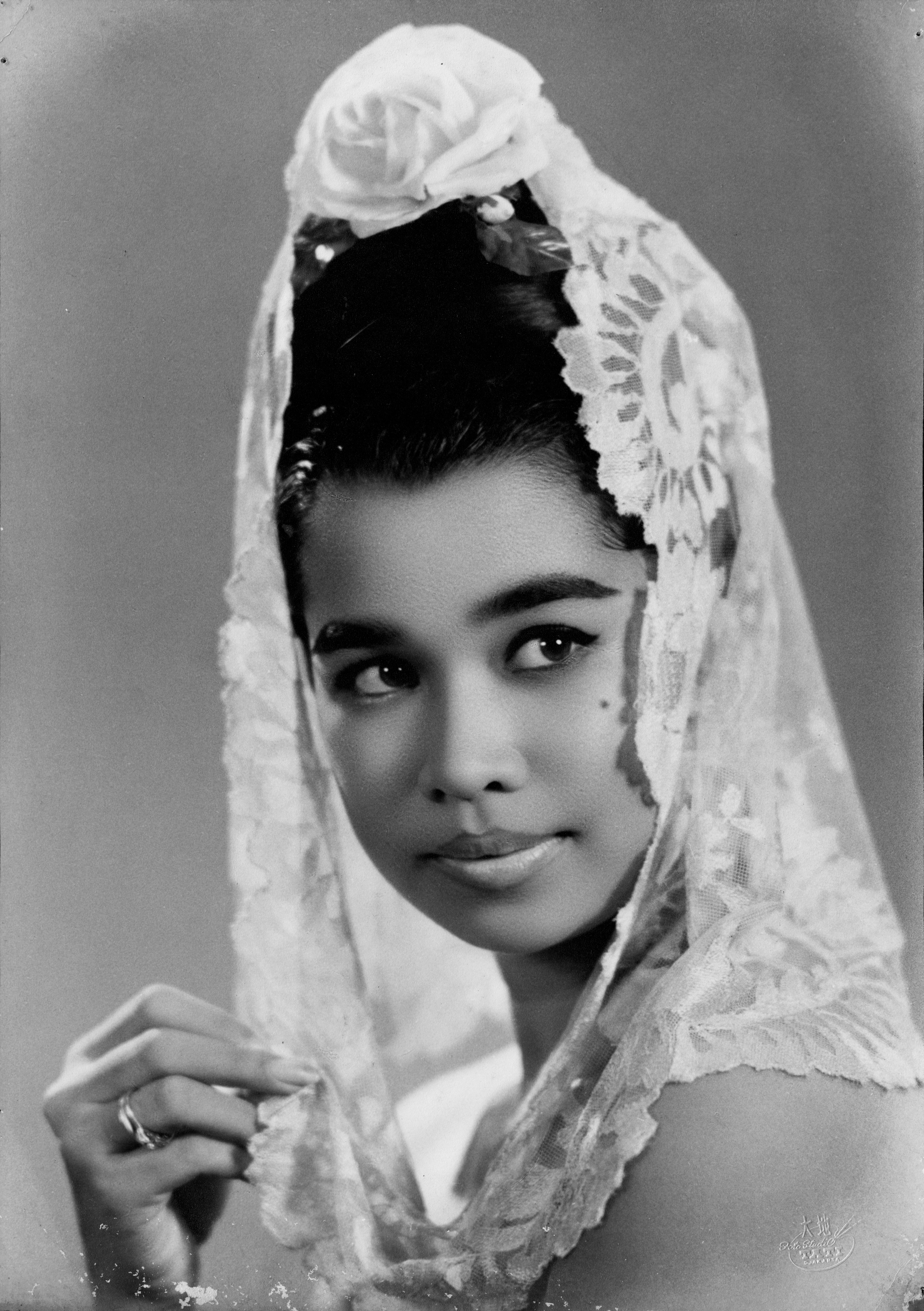
Baby Huwae
Geboren in 1939

- Jacques den Haan (1908-1982), schrijver
- Max de Haan (1942-2020), schrijver en literatuuronderzoeker
- Jan Haanstra (ca. 1937-2006), politicus
- Irene ter Haar (1952), kunstschilderes
- Aad de Haas (1920-1972), beeldhouwer, graficus en kunstschilder
- Alex de Haas (1896-1973), cabaretier
- Gerard Hadders (1954), grafisch vormgever
- Michel Hagen (1952), priester
- Linda Hagendoorn (1964-2023), judoka en fysiotherapeute
- Alfred Haighton (1896-1943), miljonair en financier
- Denzel Hall (2001), voetballer
- Flip Hallema (1941), goochelkunstenaar/cabaretier, artiestennaam FL!P
- Jan Hamel (1946), politicus
- Oscar Hammerstein (1954), advocaat
- Frederik Gerardus Hanken (1848-1930), kunstverzamelaar
- Mohamed El Hankouri (1997), voetballer
- Charlotte Hannik (1921-1996), kinderarts
- George Harinck (1958), historicus
- Toni Harthoorn (1922-2012), dierenarts en ecoloog
- Pieter Harting (1812-1885), bioloog, arts, farmacoloog, wiskundige, methodoloog en hydroloog
- Maxim Hartman (1963), presentator
- Leo de Hartogh (1916-2007), acteur
- Jacques Coenraad Hartogs (1879-1932), oprichter van de Algemene Kunstzijde Unie
- Corrie Hartong (1906-1991), danseres, danspedagoge en choreografe
- Sanneke van Hassel (1971), schrijfster
- Jorrel Hato (2006), voetballer
- Adriana van der Have (1912-1994), weduwe van de door Nederlandse militairen vermoorde Dr. Masdoelak Nasoetion
- Kitty van der Have (1920-1945), verzetsstrijdster
- Wim van der Have (1926), bestuurder en politicus
- Mariëtte Haveman (1957), kunstjournaliste en uitgeefster
- Arno Havenga (1974), olympisch waterpolospeler
- David Hendrik Havelaar (1852-1918), ingenieur, waterbouwkundige en politicus
- Jacob Petrus Havelaar (1840-1918), politicus
- Just Havelaar (1880-1930), schrijver over kunst, schilder
- Pieter Leonard Hazelzet (1908-1984), ingenieur en politicus
- Rachel Hazes (1970), weduwe van de zanger André Hazes
- Arie Heederik (1862-1937), architect, ingenieur en docent
- Puck van Heel (1904-1984), voetballer
- Hans van Heelsbergen, zakenman
- Marianne Heemskerk (1944), zwemster
- Peter van Heemst (1952), politicus
- Flip Heeneman (1932), acteur
- Johannes de Heer (1866-1961), evangelist en oprichter NCRV
- Jacqueline de Heer (1970), softbalster
- Mies de Heer (1947), actrice
- Sander de Heer (1958), acteur
- Adriaan van Hees (1910-1976), acteur en NSB'er
- Carel van Hees (1954), fotograaf en filmmaker
- Maria Heiden (1944), schrijfster en boekhandelaar
- Siem Heiden (1905-1993), schaatser
- Marian van der Heiden (1953), kinderboekenschrijfster
- Gerard Heijdra (1931-2016), burgemeester
- Nol Heijerman (1940), voetballer
- Louis Heijermans (1873-1938), sociaal geneeskundige
- Marie Heijermans (1859-1937), kunstschilderes
- Arie Heijkoop, politicus
- Henk Heijne Makkreel (1931-2025), politicus, vliegtuigbouwkundige en rechter
- Johan Adriaan van der Heim van Duivendijke (1791-1870), advocaat en politicus
- Tania Heimans (1969), auteur
- Brûni Heinke (1940-2025), actrice
- Cornelis den Held (1883-1962), atleet
- Cees Helder (Starnmeer, 1948), 3-sterren topkok
- Gerard Helders (1905-2013), politicus en van 21 augustus 2012 tot zijn dood de oudste man van Nederland
- Abraham Hellenbroek (1658-1731), gereformeerd predikant
- Pieter Hellendaal, componist, organist, vioolpedagoog en violist
- Willem Helsdingen (1850-1921), politicus
- Roelof Hemmen (1963), radio- en televisiepresentator
- Bram van Hemmen (1973), politicus
- Fons Hendriks (1986), verslaggever en presentator
- J.P.L. Hendriks (1895-1975), architect
- Kim Hendriks (1999), voetbalster
- Johannes Hendrikse (1920-1945), verzetsstrijder
- Gerke Henkes (1844-1927), kunstschilder
- Dolf Henkes (1903-1989), schilder en beeldend kunstenaar
- Jacques Herb (1946), zanger
- Ben Herbergs (1947), auteur, publicist en uitgever
- Opoe Herfst (Petronella Herfst) (1841-1948), was van 1946 tot haar dood de oudste inwoner van Nederland
- Jaap van den Herik (1947), informaticus en hoogleraar
- Fiona Hering (1965), journaliste en schrijfster
- Adry Hermans (1917-2007), schoonheidsspecialiste
- Damien Hertog (1974), voetballer
- Jeroen Hertzberger (1986), hockeyer
- Rosanne Hertzberger (1984), microbioloog, politica en schrijver
- Ilse Heus (1976), actrice
- Sabine Heusdens (1988), handbalster
- Aad van den Heuvel (1935-2020), journalist, programmamaker en schrijver
- Piet Heyn (1577-1629), Nederlandse zeerover/zeeheld
- Joop Hiele (1958), keeper van het Nederlands voetbalelftal en keeperstrainer
- Abraham Albert Hijmans van den Bergh (1869-1943), medicus en hoogleraar
- Delano Hill (1975), voetballer
- Fred van der Hilst (1946), acteur
- Guillermo Hilversum (1991), acteur en danser
- Anthony van Hoboken (1756-1850), reder
- Theo Hochwald (1918-2002), decorateur
- Chanella Hodge (1977), actrice
- Daniël den Hoed (Gouda 1899-1950), arts
- Leanne van den Hoek (1958), eerste Nederlandse vrouwelijke opperofficier
- Martyn van den Hoek (1954-2022), componist, pianist en pedagoog
- Hans van der Hoek (1933-2017), voetballer
- Liebje Hoekendijk (1931-2021), programmamaakster en schrijfster
- Francis Hoenselaar (1965), dartsspeelster
- Abbey Hoes (1994), actrice
- Johnny Hoes (1917-2011), zanger, producer en componist/tekstschrijver
- Annita van der Hoeven (1964), tv-presentatrice en tv-producente
- Jochem van der Hoeven (1975), voetballer
- Ad Hoeymans (1934-2011), acteur
- Willem Jan op 't Hof (1947), predikant en theoloog
- Bert van 't Hoff (1900-1979), archivaris
- René van 't Hof, acteur
- Jacobus Henricus van 't Hoff (1852-1911), scheikundige en Nobelprijswinnaar (1901)
- Paulus van 't Hoff (1919-1965), wethouder
- Robert van 't Hoff (1887-1979), architect en architectuurtheoreticus
- J.F. Hoffmann sr. (1759-1825), directeur en wethouder
- Johan Frederic Hoffmann (1791-1870), directeur en burgemeester
- Henk Hofland (1927-2016), journalist en columnist
- Florentijn Hofman (1977), kunstenaar
- Robin Hofman (1986), voetballer
- Petrus Hofstede (1716-1803), gereformeerd theoloog en predikant
- Jesper Hogedoorn (1985), voetbalkeeper
- Daniël van Hogendorp (1604-1673), bestuurder
- Gijsbert Karel van Hogendorp, politicus en auteur
- Johan François van Hogendorp van Heeswijk (1746-1831), parlementariër en burgemeester
- Willem van Hogendorp (1656-1733), bewindvoerder van de VOC-kamer
- Willem van Hogendorp (1735-1784), bestuurder
- Robert Holl (1947), zanger, componist en zangpedagoog
- Adriaantje Hollaer (1610-1693), koopmansdochter
- Jan Willem Holsbergen (1915-1995), auteur
- Jeroen Holtrop (1991), presentator, journalist en youtuber
- Pieter de Hooch (1629-ca. 1684), kunstschilder
- Steven Hoogendijk, natuurkundige
- Andries van Hoogenhuysen (1628-1707), boekdrukker, uitgever en boekverkoper
- Wendy-Kristy Hoogerbrugge (1987), Miss Nederland Earth 2013, model, televisiepresentatrice
- Han Hoogerbrugge (1963), beeldend kunstenaar, animator, illustrator en internetkunstenaar
- Sebastiaan Hoogewerff (1847-1934), hoogleraar organische chemie
- Jan Hoogstad (1930-2018), architect
- David van Hoogstraten (1658-1724), arts, dichter en taalkundige
- Jan van Hoogstraten (1662-1756), dichter
- George Frans Hooijer (1924-1945), verzetsstrijder
- Barend Hooijkaas jr. (1855-1943), architect
- Chris Hooijkaas (1861-1926), zeiler
- Adrianus de Hoop (1927), hoogleraar elektromagnetische theorie en toegepaste wiskunde
- Jan de Hoop (1954), tv-journalist
- Adriaan van der Hoop jr. (1802-1841), dichter en literatuurcriticus
- Thomas Hope (1704-1779), bankier en bewindhebber van de VOC
- Pieter Hoppen (1919-1943), onderduiker
- Arnold Hörburger (1886-1966), voetballer
- Gerhard Hormann (1961), schrijver
- Ria van der Horst (1932), zwemster
- Peter Houtman (1957), voetballer en voetbaltrainer
- Ambrosius Hubrecht (1853-1915), hoogleraar zoölogie en vergelijkende anatomie
- Bramine Hubrecht (1855-1913), schilderes
- Helmi Huijbregts-Schiedon (1948), politica
- Mickey Huibregtsen (1940-2022), topman en sportbestuurder
- Bernard Huijbers (1922-2003), musicus, uitgetreden jezuïet en componist
- Jan Huijgen (1886-1964), snelwandelaar
- Isidoor Huijkman (1909-1944), verzetsstrijder
- Rien Huizing (1931), nieuwslezer NOS journaal
- Mimi van den Hurk (1919-2001), verzetsstrijder
- Peter van den Hurk (1919-2014), verzetsstrijder
- Willem Hussem (1900-1974), schilder, beeldhouwer en dichter
- Richard Hutten (1967), ontwerper
- Baby Huwae (1939-1989), model, actrice en zangeres

### I
- Alexander Willem Frederik Idenburg (1861-1935), politicus
- Willem van Iependaal (1891-1970), schrijver en dichter
- Johanna Maria IJssel de Schepper-Becker (1885-1979), roman- en toneelschrijfster
- Bernardus IJzerdraat (1891-1941), verzetsstrijder
- Clazien Immink (1946), beeldend kunstenaar

### J

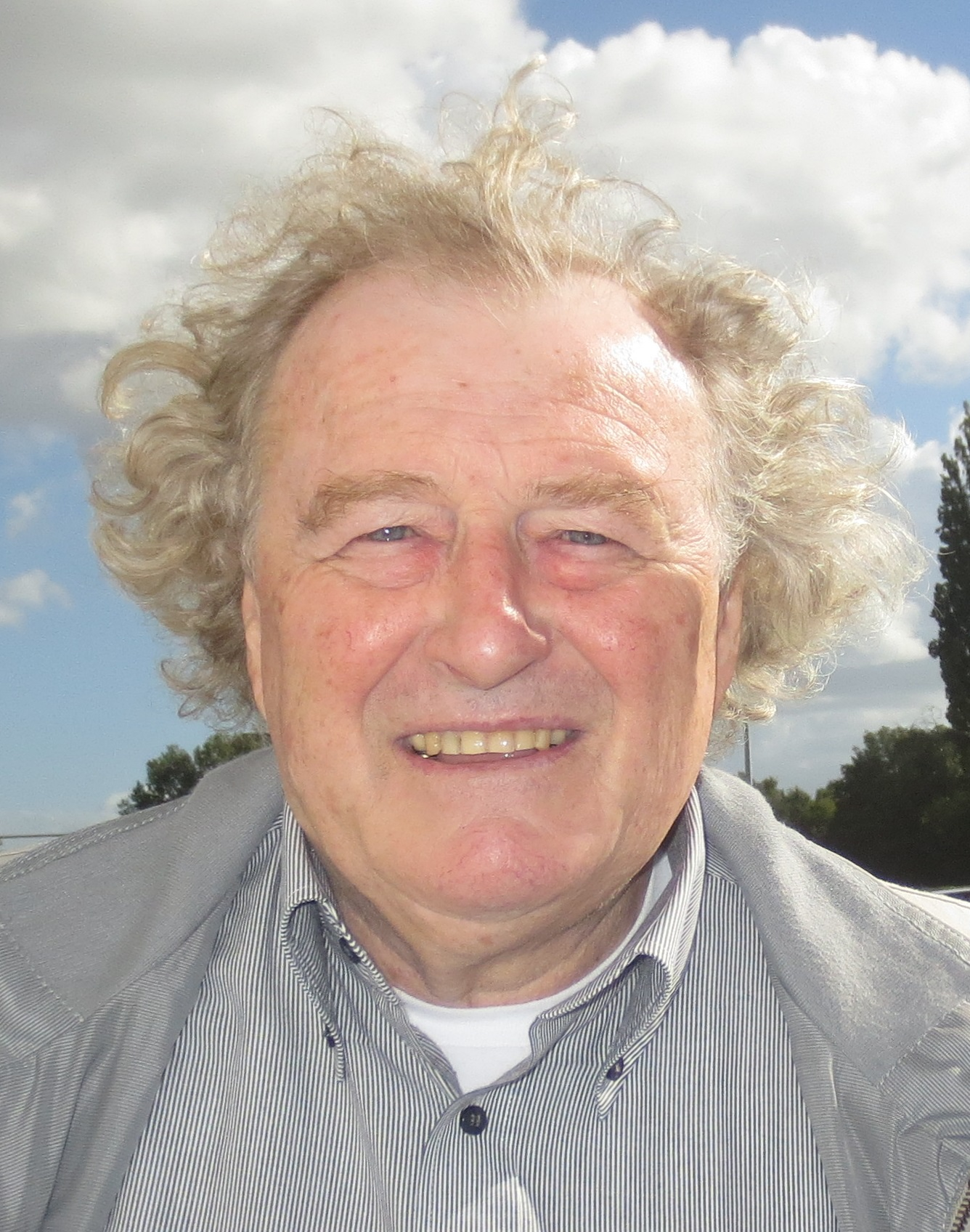
Wim Jansen
geboren te Rotterdam in 1946

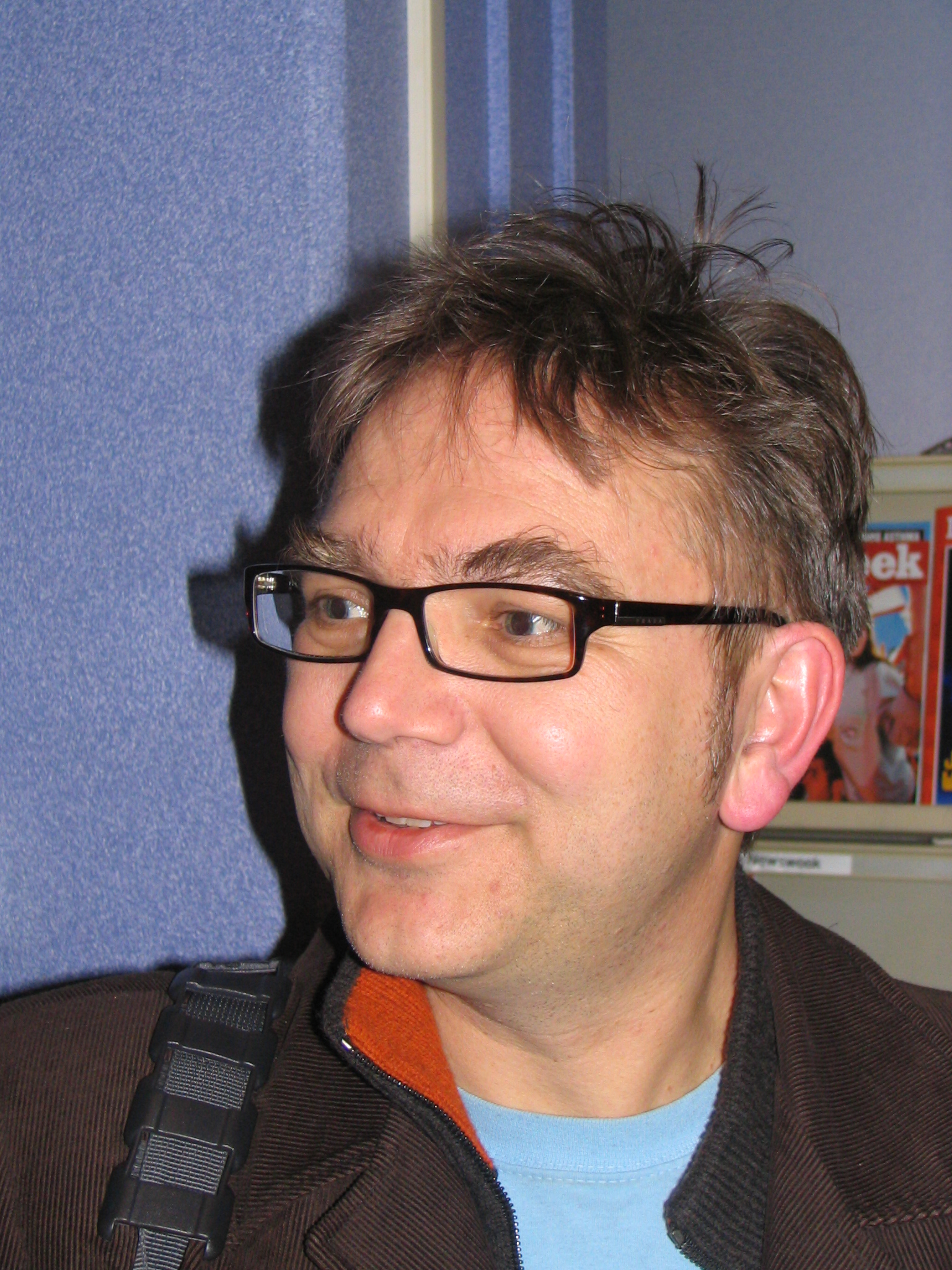
Francisco van Jole
geboren te Rotterdam in 1960

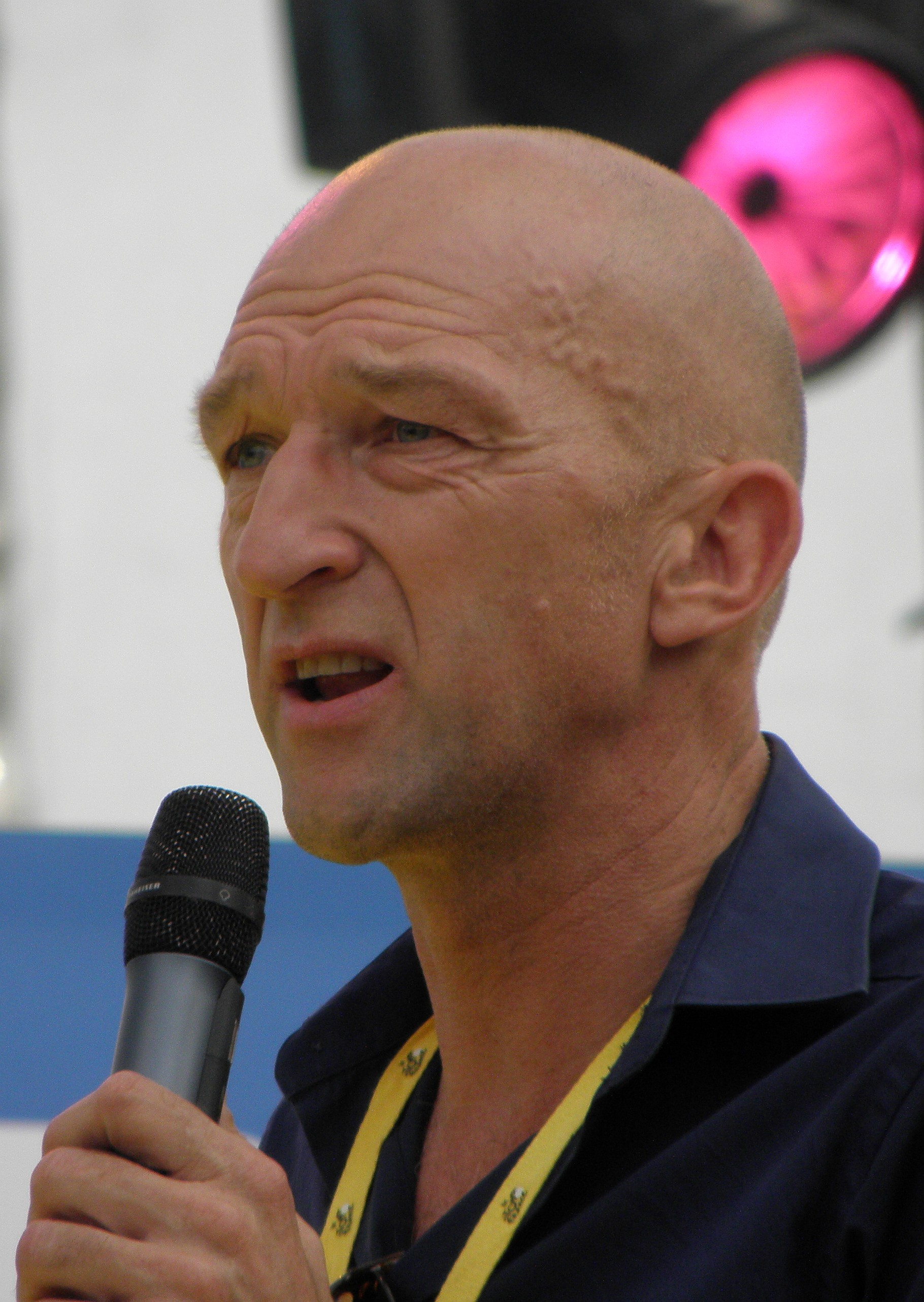
Wilfried de Jong
geboren te Rotterdam in 1957

- Piet Jabaay (1912-1992), schilder, tekenaar
- Jack (2000), rapper
- Frederik Bernard s'Jacob (1850-1935), politicus en burgemeester
- Marius Jacobs (1929-1983), botanicus en natuurbeschermer
- Rob Jacobs (1943), voetballer en voetbaltrainer
- Emile Jaensch (1968), politicus
- Jan van der Jagt (1924-2001), politicus
- Kew Jaliens (1978), voetballer
- Nico Jalink (1964), voetballer
- Rangelo Janga (1992), voetballer
- Bob Janse (1920-2008), voetbalcoach
- Gaite Jansen (1991), actrice
- Herman Gerard Jansen (1859-1934), architect
- Leen Jansen (1930-2014), bokser
- Leny Jansen-van der Gevel (1942), politica, burgemeester
- Martinus Jansen (1905-1983), de eerste bisschop van het bisdom Rotterdam
- Piet Jansen (1882-1956), botanicus, wiskundige en directeur
- Ries Jansen (1943), politicus (onder andere wethouder van Rotterdam 1982-1990)
- Thijs Jansen (2001), voetballer
- Frank Jansen (1946), presentator
- Wim Jansen (1946-2022), voetballer en voetbaltrainer
- Conny Janssen (1958), danseres, choreografe en artistiek leider
- Denise Janzée (1966), filmproducente en documentairemaakster
- Felino Jardim (1985), voetballer
- Nico Jesse (1911-1976), fotograaf
- Joshua John (1988), voetballer
- Francisco van Jole (1960), journalist, essayist en publicist
- Aart Anne de Jong (1907-1992), accountant en hoogleraar
- Hantje de Jong (1906-1944), predikant en verzetsstrijder
- Mijke de Jong (1959), filmregisseuse en scenarioschrijfster
- Raoul de Jong (1984), schrijver, columnist, programmamaker en danser
- Sjoerd de Jong (1960), journalist en publicist
- Wilfried de Jong (1957), theatermaker, tv-programmamaker, -presentator, acteur en schrijver
- Johan Antoni de Jonge (1864-1927), kunstschilder
- Gerrit de Jongh (1845-1917), directeur en architect
- Jorrit Jorritsma (1945-2012), schaatser, schaatscoach en sportverslaggever
- Jos Joosten (1964), hoogleraar Nederlandse letterkunde
- Jozo (1995), rapper
- Eline Jurg (1973), bobsleester
- Pierre Jurieu (ca. 1636-1713), hugenoots predikant en professor
- Katarina Justić (1978), actrice

### K

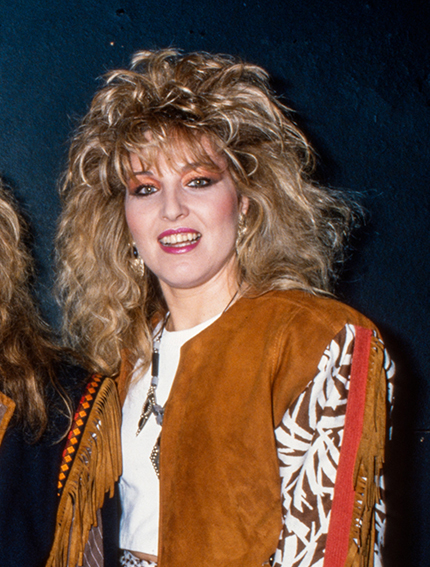
Yvonne Keeley
Geboren te Rotterdam in 1952

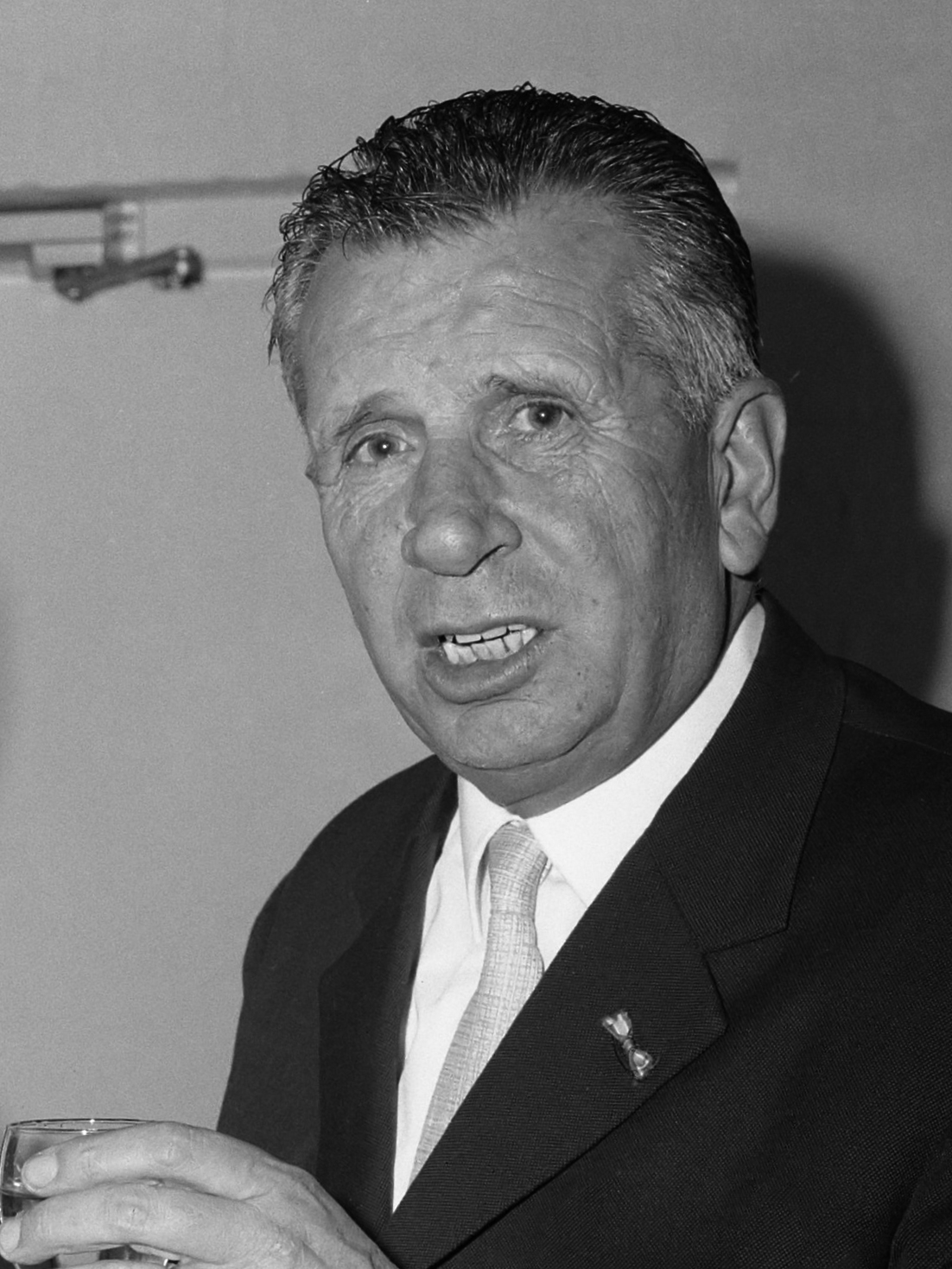
Cor Kieboom
Feyenoord-voorzitter van 1939-1967

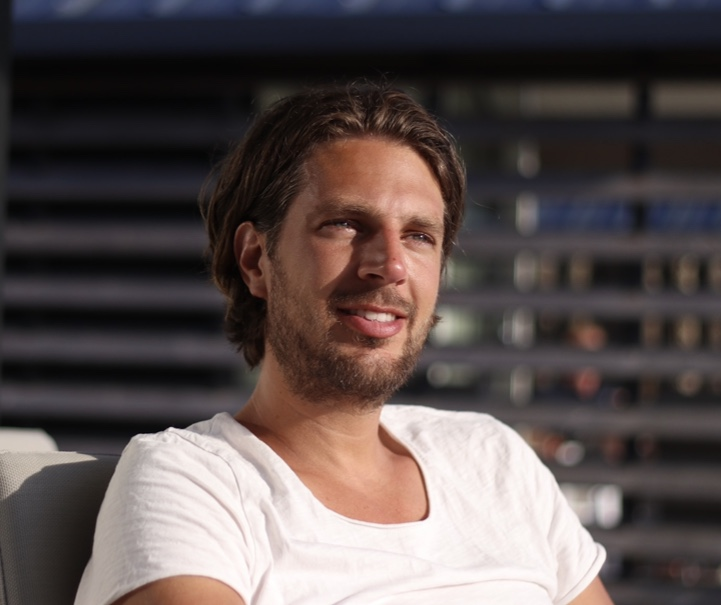
Renze Klamer
Geboren te Rotterdam in 1989

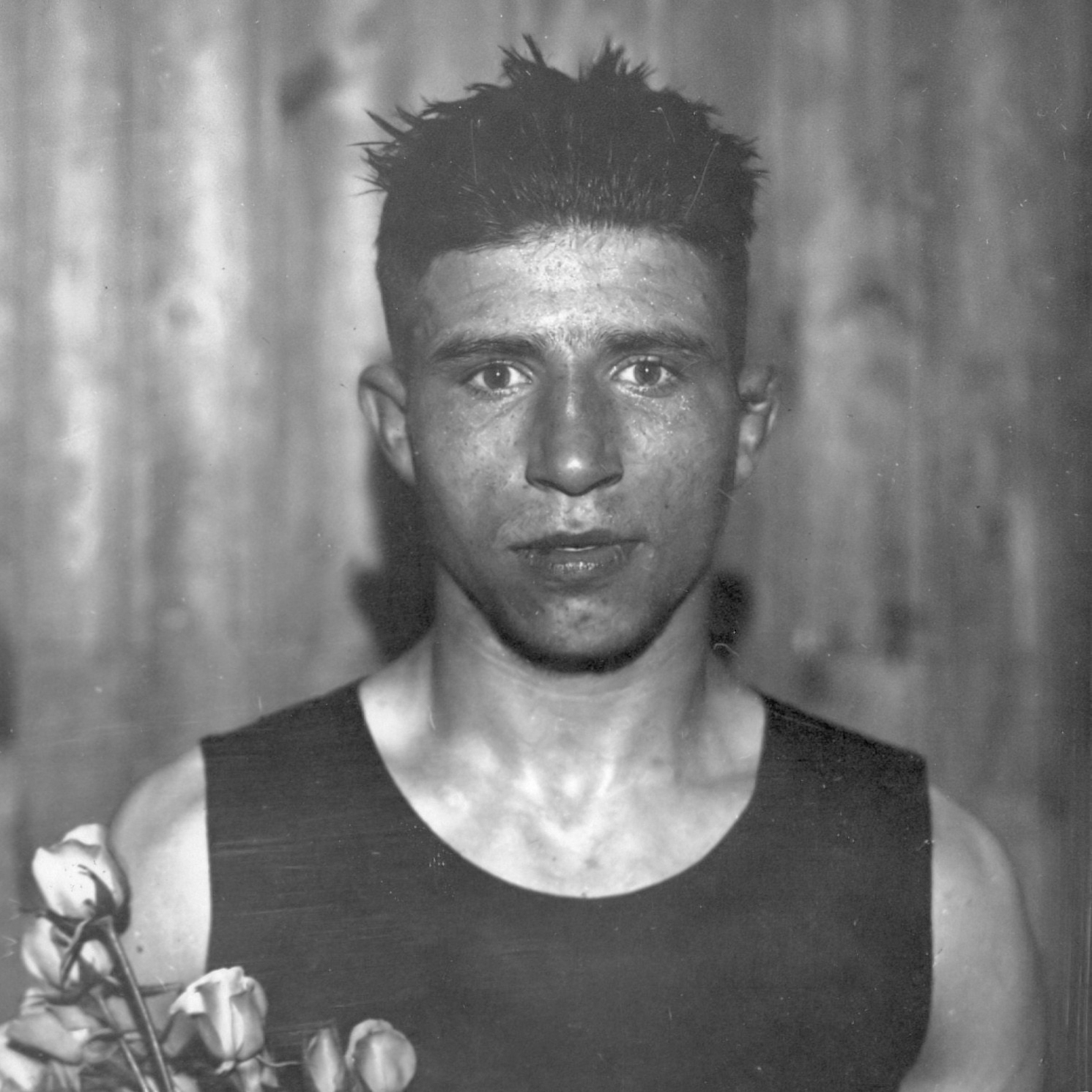
Bep van Klaveren
Geboren te Rotterdam in 1916

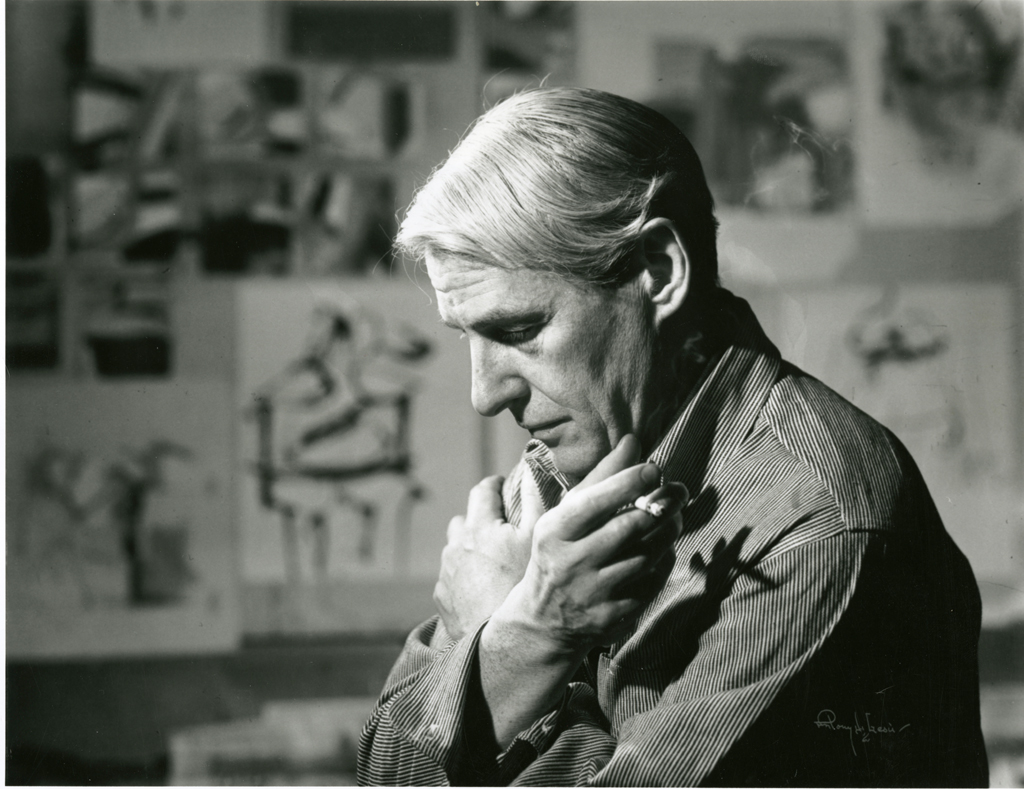
Willem de Kooning
Geboren te Rotterdam in 1904

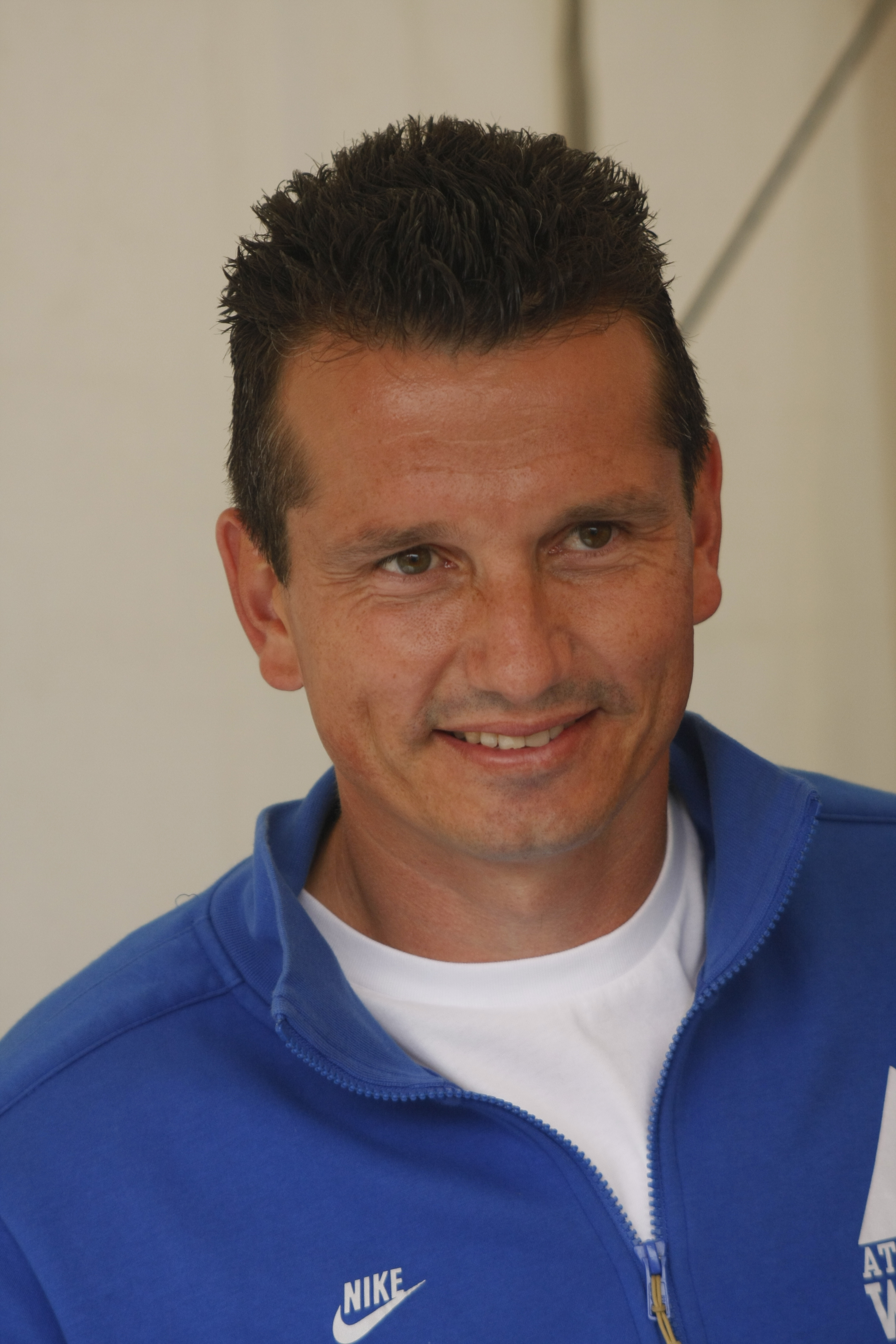
Richard Krajicek
Geboren te Rotterdam in 1971

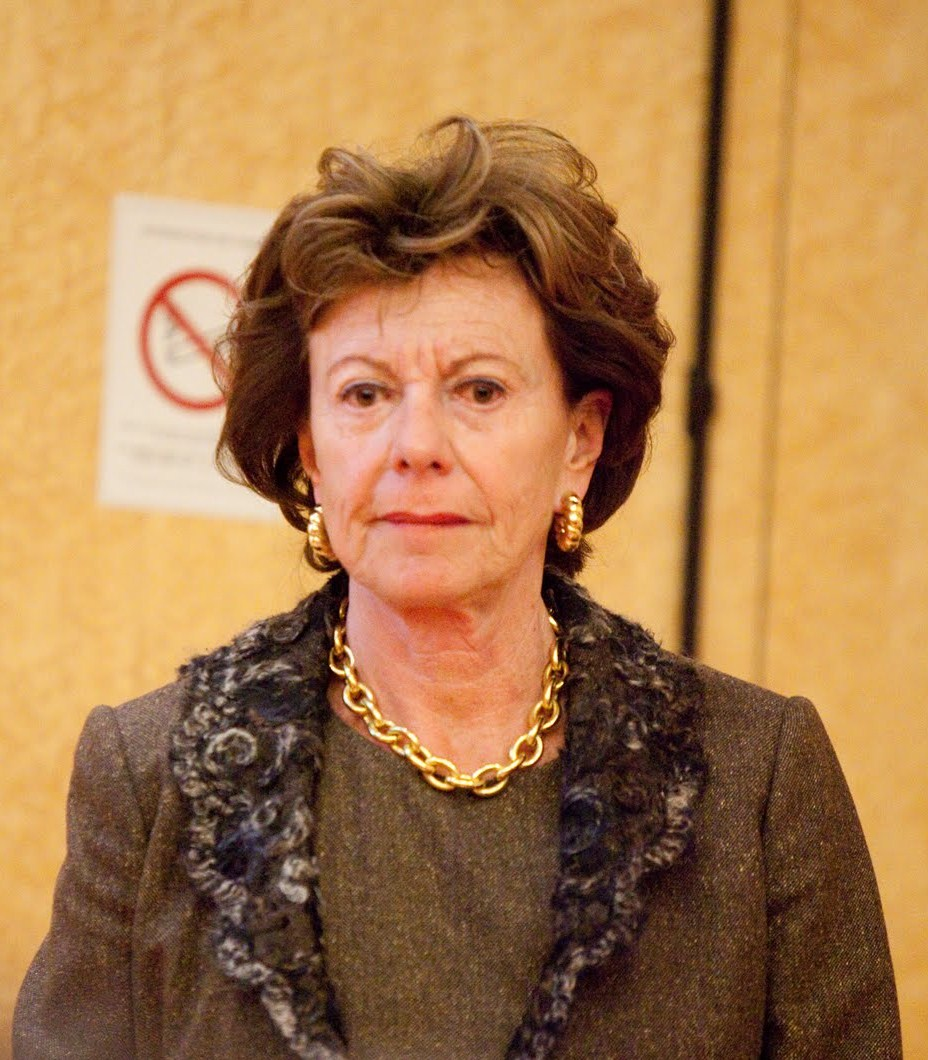
Neelie Kroes
Geboren te Rotterdam in 1941

- Daan Kagchelland (1914-1998), olympisch zeiler
- Petra Kagchelland (1978), actrice
- Gerda van der Kade-Koudijs (1923-2015), atlete
- Willem Kalf (1609-1693), kunstschilder
- Paul Kalma (1948), politicus
- Rienk Kamer (1943-2011), beleggingsdeskundige
- Jan Coenraad Kamerbeek (1907-1998), hoogleraar Griekse taal- en letterkunde
- Bert van de Kamp (1947-2020), muziekjournalist
- Mischa Kamp (1970), filmregisseur
- Petra Kamstra (1974), tennisster
- Piet de Kant (1965), voetballer
- Fred Kaps (1926-1980), goochelaar
- Frank Karreman (1983), voetballer
- Theo Kars (1940-2015), schrijver en vertaler
- Gervane Kastaneer (1996), voetballer
- Theo ten Kate (1931-2022), jurist
- Barbara Kathmann (1978), politica
- Greetje Kauffeld (1939), jazzzangeres
- Sophia Henriëtte Kautzmann-van Oosterzee (1852-1934), schrijfster
- Yurtcan Kayis (1975), Turks-Nederlands voetballer
- Yvonne Keeley (1952), zangeres en dj
- Joop Keesmaat (1943), acteur
- Marieke Keijser (1997), roeister
- Toon Kelder (1894-1973), schilder, tekenaar en beeldhouwer
- Hans Kemna (1940-2024), casting-director
- Bart de Kemp (1959-2005), componist
- Johannes Theodorus van der Kemp (1747-1811), militaire arts en zendeling
- Eva van Kempen (1976), edelsmid en sieradenontwerper
- Frederik Hendrik van Kempen (1879-1969), burgemeester
- Eric Kemperman (1964), politicus
- Wim Kerkhof (1953), muzikant
- Gerard Kerkum (1930-2018), voetballer, voorzitter van de voetbalclub Feyenoord
- Hans Kesting (1960), acteur en presentator
- Eveline Ketterings (1965), performer, cineast en beeldend kunstenaar
- Niek Ketting (1938), politicus en bestuurder
- Piet Ketting (1904-1984), componist, pianist, dirigent en muziekcriticus
- Kevin (de Gier) (1994), rapper
- Rachid El Khalifi (1979), voetballer
- Abdenasser El Khayati (1989), voetballer
- Pim Kiderlen (1868-1931), wielerpionier
- Cor Kieboom (1901-1982), voorzitter van de voetbalclub Feyenoord
- Fleur van der Kieft (1974), actrice
- Aren Kievit (1882-1955), transportarbeider, politicus en vakbondsbestuurder
- Johan Kievit (1627-1692), regent
- Marian Kievits (1944-2008), beeldhouwer
- Bert Kik (1939), voetballer
- Willem Kind (1947-2024), beeldhouwer
- Niclas Kindvall (1967), Zweeds voetballer
- Cor Kint (1920-2002), zwemster
- Corine Kisling (1954), auteur en literair vertaalster
- Kizzy (1979), zangeres, actrice en presentatrice
- Renze Klamer (1989), presentator
- Truus Klapwijk (1904-1991), zwemster en schoonspringster
- Aad Klaris (1939-2025), muzikant, zanger, liedjesschrijver en producer
- Bep van Klaveren (1907-1992), bokser
- August Klawer (1883-1969), beeldhouwer
- Arie Kleijwegt (1921-2001), journalist en presentator
- Dirk de Klerk (1852-1920), politicus
- Theo Kley (1936-2022), beeldend kunstenaar
- Tanja Klip-Martin (1954), politica
- Kitty Kluppell (1897-1982), actrice en zangeres
- Amanda Kluveld (1968), geschiedkundige, columniste en dierenactiviste
- Manuel Kneepkens (1942), dichter, politicus, jurist-criminoloog
- Andro Knel (1967-1989), voetballer
- Priscilla Knetemann (1992), (musical)actrice
- Hendrik Kobell (1751-1779), schilder, tekenaar en etser
- Cees Koch (1936-2021), atleet
- Anthoon Johan Koejemans (1903-1982), journalist, schrijver en politicus
- Frank Koenegracht (1945), psychiater en dichter
- Cornelis Eliza van Koetsveld (1807-1893), schrijver en predikant
- Danny Koevermans (1978), voetballer
- Mark Koevermans (1968), tennisspeler
- Antony Kok (1882-1969), schrijver en dichter
- Marja Kok (1944), actrice, schrijfster en regisseuse voor theater en films
- Gualtherus Johannes Kolff (1846-1918), oprichter van de Nederlandse Blindenbibliotheek
- Wouter Kolff (1976), politicus
- Ans Koning (1923-2006), olympisch atlete speerwerpen
- Hans de Koning (1960), voetballer en voetbaltrainer
- Kasper Kooij (1983), radiopresentator
- Jan Kooijman (1981), acteur en danser
- Aart Kool (1787-1862), officier der Genie
- Rem Koolhaas (1944), architect
- Ryan Koolwijk (1985), voetballer
- Willem de Kooning (1904-1997), Nederlands-Amerikaans kunstschilder
- Adriaan Koonings (1895-1963), voetballer en voetbalcoach
- Jaap Koopmans (1933-1996), journalist, dichter en romancier
- Wim Koopmans (1941-2012), jazz- en easylisteningzanger en crooner
- Jacqueline Koops-Scheele (1970), juriste en politica
- Metten Koornstra (1912-1978), graficus en kunstschilder
- Jos van der Kooy (1951), organist
- Frans Kordes (1926), president van de Algemene Rekenkamer
- Tjeerd Korf (1983), voetballer
- Leen Korpershoek (1904-1989), zwemmer
- Abraham de Korte (1898-1945), verzetsstrijder
- Joke de Korte (1935), zwemster
- Adriaan Kortlandt (1918-2009), etholoog
- Bok de Korver (1883-1957), voetballer en voetbalbestuurder
- Rudy Kousbroek (1943-2022), galeriehouder en exploitant raamprostitutie in Arnhem
- Dirk Kouwenhoven (1916-1941), verzetsstrijder
- Axel van der Kraan (1949), beeldend kunstenaar (van het duo Axel en Helena van der Kraan)
- Hanna Kraan (1946-2011), kinderboekenschrijfster
- Cor Kraat (1946), beeldend kunstenaar
- Richard Krajicek (1971), tennisser
- Cor van Kralingen (1908-1977), beeldhouwer, illustrator en kunstschilder
- Michiel Kramer (1988), voetballer
- Rachel Kramer (1980), zangeres
- Sander de Kramer (1973), journalist, schrijver en tv-presentator
- Karin Krappen (1973), dartster
- Carl Kratz (1893-1962), olympisch waterpolospeler
- Hans Kreijns (1928-2012), bridgespeler
- Hugo van Krieken (1951-2009), radiopresentator
- Jantine Kriens (1954), politica
- Neelie Kroes (1941), politica (onder andere gemeenteraadslid van Rotterdam, minister en eurocommissaris)
- Ewald Krolis (1947-2006), Surinaams zanger en percussionist
- Anton Kröller (1862-1941), echtgenoot van de Duitse Helene Kröller-Müller en directeur
- Rindert Kromhout (1958), kinderboekenschrijver
- Willem Kromhout (1864-1940), architect
- Joost Kroon (1981), drummer
- Andrea Kruis (1962), striptekenaar, illustrator en schrijfster
- Jan Kruis (1933-2017), striptekenaar
- Rinske Kruisinga (1949), politica en bestuurder
- Jacques Kruithof (1947-2008), schrijver
- Adriaan Kruseman (1875-1964), kunstschilder
- Nicolaas Kuiper (1920-1994), wiskundige
- Abe Kuipers (1918-2016), beeldend kunstenaar en typograaf
- Emile Alexis Marie van der Kun (1853-1914), politicus
- Johannes Petrus Künckel (± 1750–1815), orgelbouwer
- Andreas Kunstein (1967), componist
- Carl Erich Eberhard Kuntze (1896-1976), jurist en burgemeester
- Carl Friedrich Harry Kuntze (1922-2006), olympisch roeier
- Theo Kurpershoek (1914-1998), kunstschilder, grafisch ontwerper en docent
- Wouter Kurpershoek (1964), journalist
- Bas Kurvers (1980), ambtenaar en politicus
- Georg Rudolph Wolter Kymmell (1930), werktuigbouwkundige en burgemeester

### L

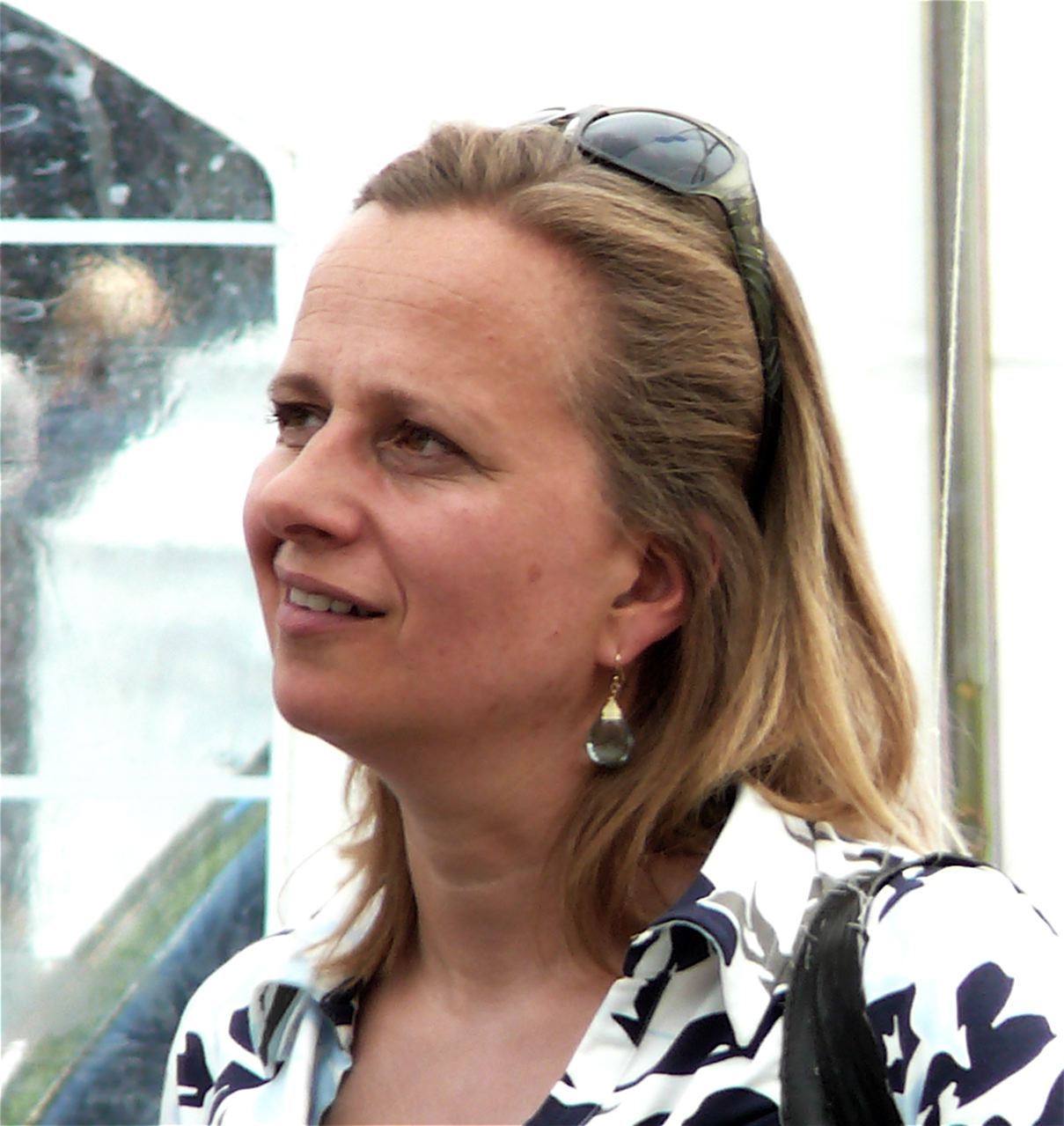
Lousewies van der Laan
geboren te Rotterdam in 1966

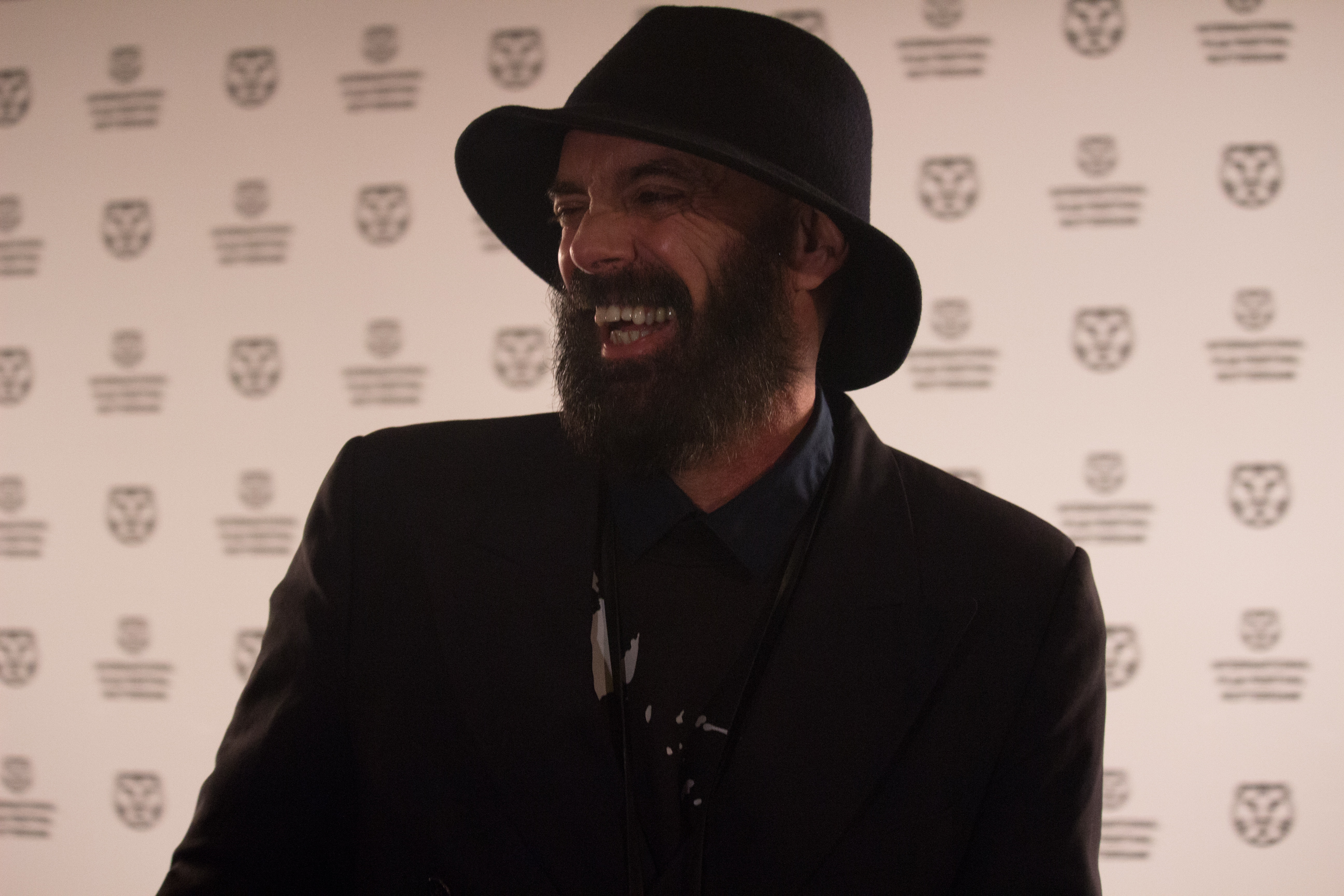
Ted Langenbach
geboren te Rotterdam in 1959

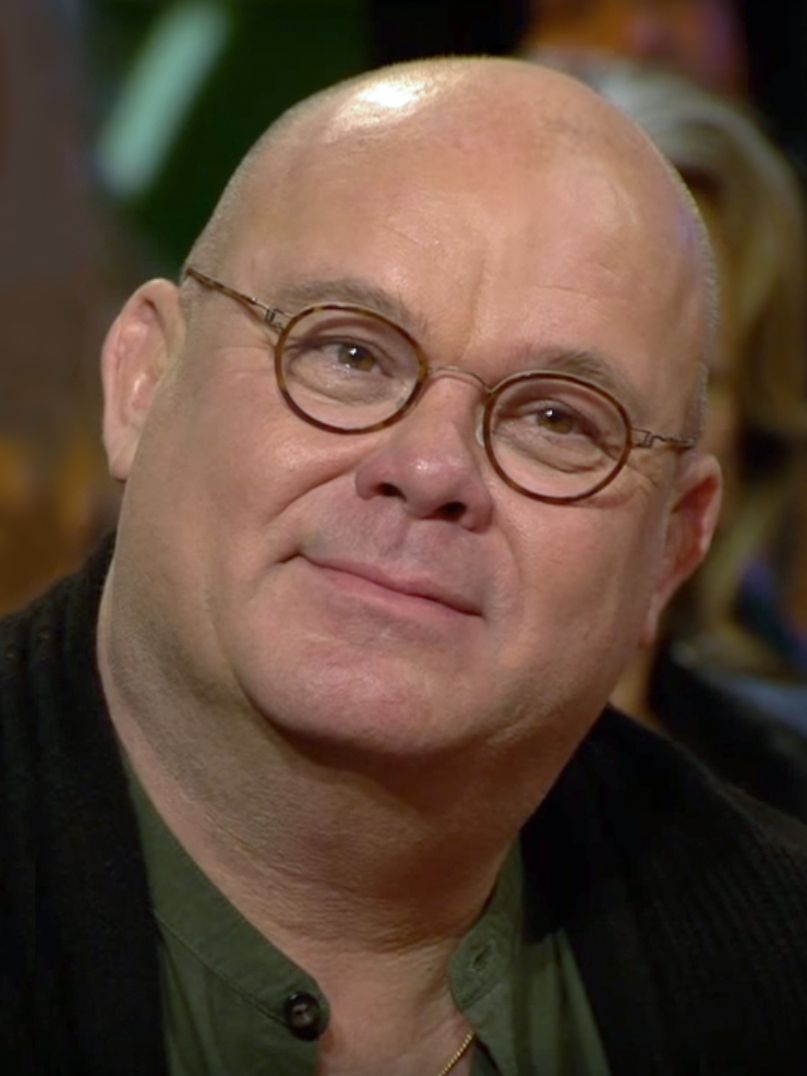
Paul de Leeuw
geboren te Rotterdam in 1962

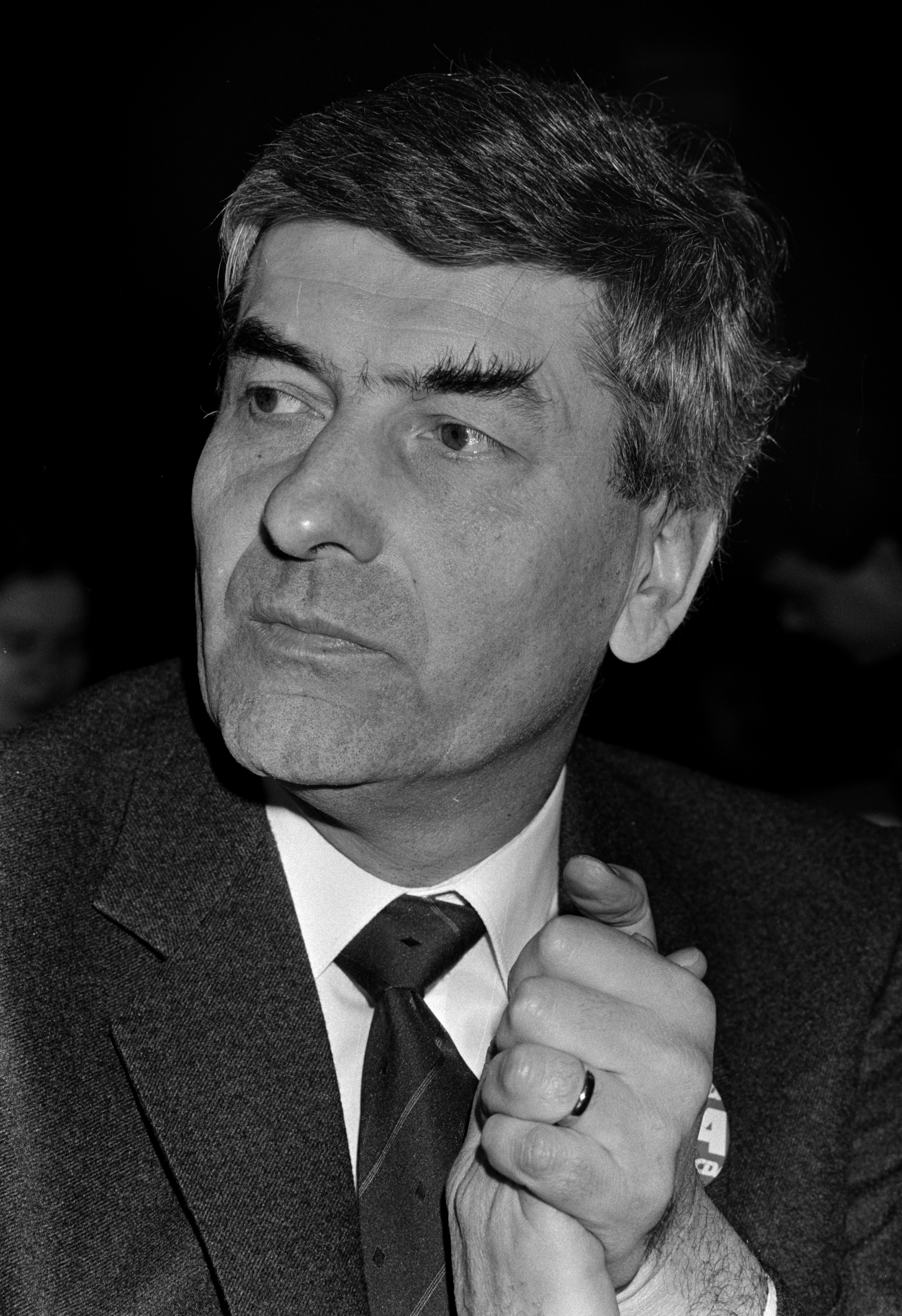
Ruud Lubbers
geboren te Rotterdam in 1939

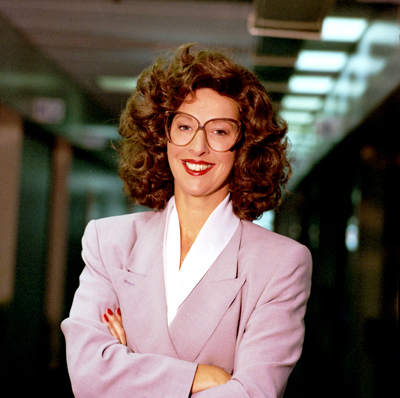
Loes Luca
geboren te Rotterdam in 1953

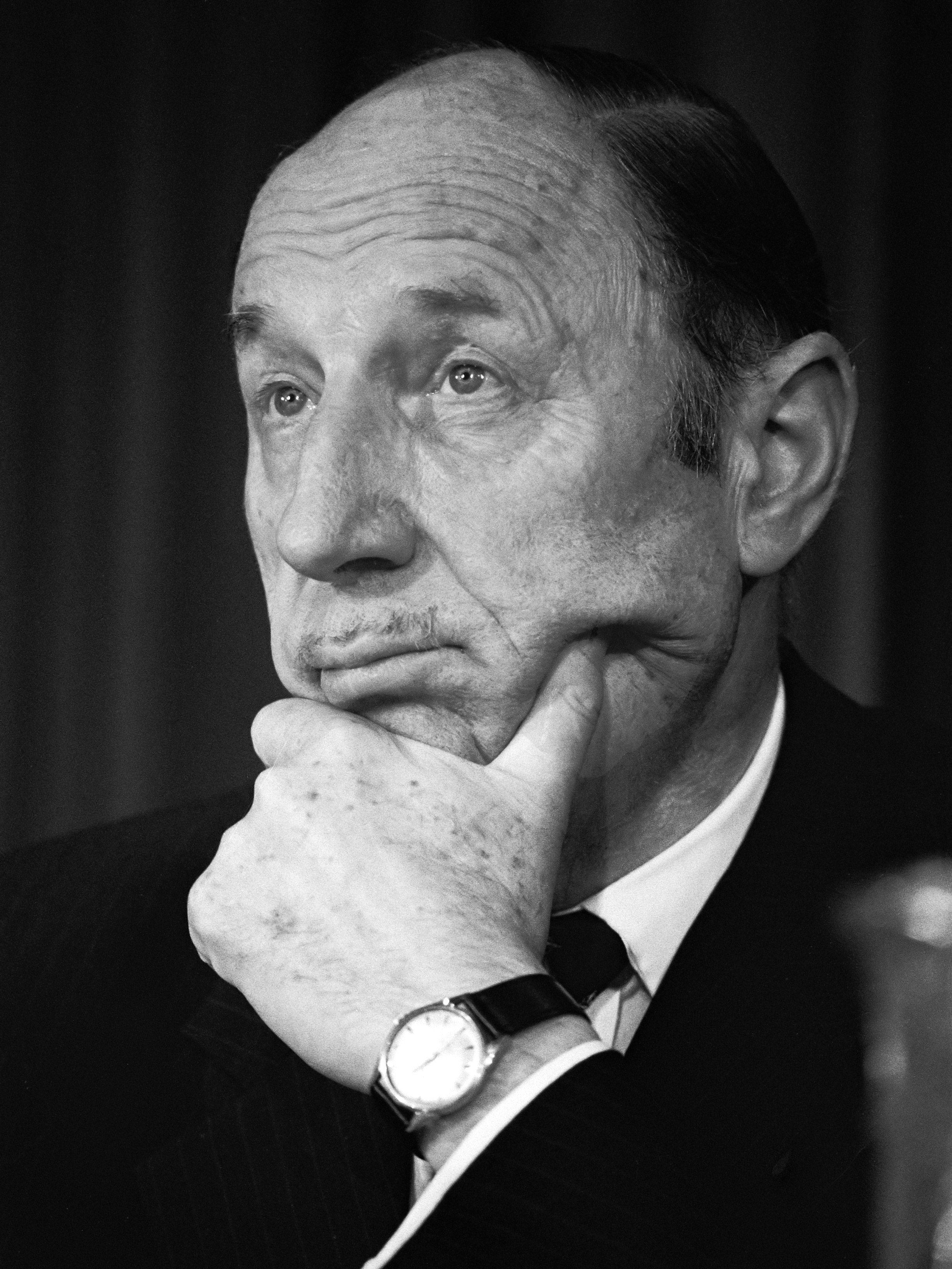
Joseph Luns
geboren te Rotterdam in 1911

- Jan ter Laan (Slochteren 1872-1956), politicus
- Lousewies van der Laan (1966), politica en ambtenaar
- Wim Lagendaal (1909-1987), voetballer en politiefunctionaris
- Ger Lagendijk (1941-2010), voetbalmakelaar
- Toshio Lake (2001), voetballer
- Jan 't Lam (1937), kinderboekenschrijver en televisiemaker
- Erwin van Lambaart (1963), directeur
- Jan Lamberts (1911-1990), huisarts en politicus
- Anna Lambrechts-Vos (1876-1932), componist
- Cor Lamers (1956), politicus
- Jo Landheer (1900-1986), dichteres
- Janneke Johanna Landman (1919-2007), dovenactiviste
- Wim Landman (1921-1975), voetballer
- Joop Landré (1909-1997), omroepman, oprichter en eerste directeur van de TROS
- Anny de Lange (1917-1987), actrice
- Bob de Lange (1916-1978), televisieacteur
- Gijs de Lange (1956-2022), acteur en regisseur
- Jan de Lange (1960-2014), moordenaar
- Samuel de Lange jr. (1840-1911), musicus
- Sanne Langelaar (1984), actrice
- Ted Langenbach (1959), artistiek directeur van de Now&Wow
- Dirk Langendijk (1748-1805), tekenaar, schilder en etser
- Willy Langestraat (1914-1995), muzikant, componist, orkestleider en muziekverzamelaar
- Magda Lagerwerf (1946), beeldend kunstenaar
- Carl Lans (1913-1995), auteur
- Frans Lanting (1951), natuurfotograaf
- Jordan Larsson (1997), Zweeds voetballer
- Robert Lathouwers (1983), atleet
- Giovanni Latooy (1998), youtuber
- Patrick Laureij (1982), acteur, cabaretier
- Eliza Laurillard (1830-1908), dichter en dominee
- Lauwtje (1993), rapper
- Lambertus Gerardus Cornelis Ledeboer (1808-1863), predikant, stichter van de 'lederboeriaanse' Kruisgemeenten
- Henk van der Lee (1926 of 1927-2012), zanger, componist en tekstschrijver
- Arnold Leeflang (1871-1942), beeldhouwer
- Floor Leene (1982), actrice
- Pleun van Leenen (1901-1982), olympisch langeafstandsloper
- Fred van Leer (1976), Nederlandse stylist, dragqueen en presentator
- Ancilla van de Leest (1985), activiste, model en politica
- Paul de Leeuw (1962), acteur en tv-presentator
- Ton de Leeuw (1926-1996), componist
- Cees van der Leeuw (1890-1973), fabrikant
- Dick van der Leeuw (1894-1936), fabrikant
- Koos van der Leeuw (1893-1934), theosoof
- Ferry van Leeuwen (1962), zanger, songwriter en gitarist
- Henk van Leeuwen (1951), voetballer
- Luigi van Leeuwen (1939), politicus
- Nans van Leeuwen (1900-1995), tekenares en illustratrice
- Louis Th. Lehmann (1920-2012), dichter
- Frans Leijnse (1947), politicus
- Lien Lelyveld (1884-1978), pianiste
- Ton Lemaire (1941), cultureel antropoloog en cultuurfilosoof
- Elies Lemkes-Straver (1957), bestuurster en politica
- Robert Lemm (1945), vertaler en auteur
- Cor Lems (1961), voetballer
- Fong Leng (1937), modeontwerpster
- Ronald Lengkeek (1960), voetballer
- Kim Leoni, half-Indonesisch/half-Nederlands zangeres
- Max Léons (1921-2019), verzetsstrijder
- J.H. Leopold (1865-1925), dichter en classicus
- Nanouk Leopold (1968), filmregisseur en scenarioschrijfster
- Herman Lerou (1942), architect
- Jan Liber (1902-1976), sportjournalist
- Patricia Libregts (1966), olympisch waterpolospeelster
- Raymond Libregts (1964), voetballer en voetbaltrainer
- Thijs Libregts (1941), voetballer en trainer
- Franz Lichtenauer (1900-1987), ondernemer en politicus
- Cornelis de Liefde (1617-1673), kapitein
- Johan de Liefde (1619-1673), viceadmiraal van Holland en West-Friesland
- Jasper Liefhebber (1591-1641), admiraal
- Johannes van Lier (1726-1799), politicus, jurist, belastingontvanger en gedeputeerde
- Christiaan Lindemans (1912-1946), dubbelspion
- Antoine van der Linden (1976), voetballer
- Gerard van der Linden (1981), olympisch roeier
- Maritzka van der Linden (1962), zwemster
- Frits Linnemann (1946-2011), kunstenaar
- Jan Linssen (1913-1995), voetballer
- Hannie Lips (1924-2012), televisieomroepster
- Jacobus Lips (1847-1921), ondernemer
- Isaac Lipschits (1930-2008), politicoloog en geschiedkundige
- Derck Littel (1960), cellist
- Martin Lodewijk (1939), stripauteur (Agent 327) en reclametekenaar
- Johann Heinrich Adolf Logemann (1892-1969, politicus
- Gozewijn Jan Loncq (1758-1835), politicus
- Bart Looije (1968), hockeyer
- Hendrik Willem van Loon (1882-1944), historicus, journalist, auteur, tekenaar en boekillustrator
- Henk de Looper (1931-1998), beeldend kunstenaar
- Hans Loovens (1959), voetballer
- Cecilio Lopes (1979), voetballer
- Santinho Lopes Monteiro (1979), Kaapverdisch voetballer
- Saskia Loretta Garcia (1987), Nederlands-Colombiaans schermster
- John Francis Loudon (1821-1895), Kamerheer des Konings in buitengewone dienst en Hofmaarschalk
- Marco Louwerens (1966), televisiebestuurder
- Bart Lubbers (1965), ondernemer
- Ria Lubbers (1940-2024), echtgenote van oud-premier Ruud Lubbers
- Ruud Lubbers (1939-2018), oud-premier
- Suzanna Lubrano (1975), zangeres
- Loes Luca (1953), actrice
- Andreas van Luchtenburg (1643-1709), astronoom, wiskundige en almanakberekenaar
- Cor van der Lugt Melsert (1882-1969), acteur en toneelleider
- Minny Luimstra-Albeda (1935-2024), politica
- Amandus Lundqvist (1945), (voetbal)bestuurder
- Joseph Luns (1911-2002), politicus (onder andere minister van Buitenlandse Zaken) en diplomaat (onder andere secretaris-generaal van de NAVO)
- Theo Luns (1910-1973), kunstschilder
- Jan Lutz (1888-1957), illustrator en boekbandontwerper
- Joris Lutz (1965), acteur
- Luc Lutz (1924-2001), acteur
- Pieter Lutz (1927-2009), acteur
- Ad van Luyn (1935), de vierde bisschop van Rotterdam
- Cock Luyten (1936-2023), voetballer

### M

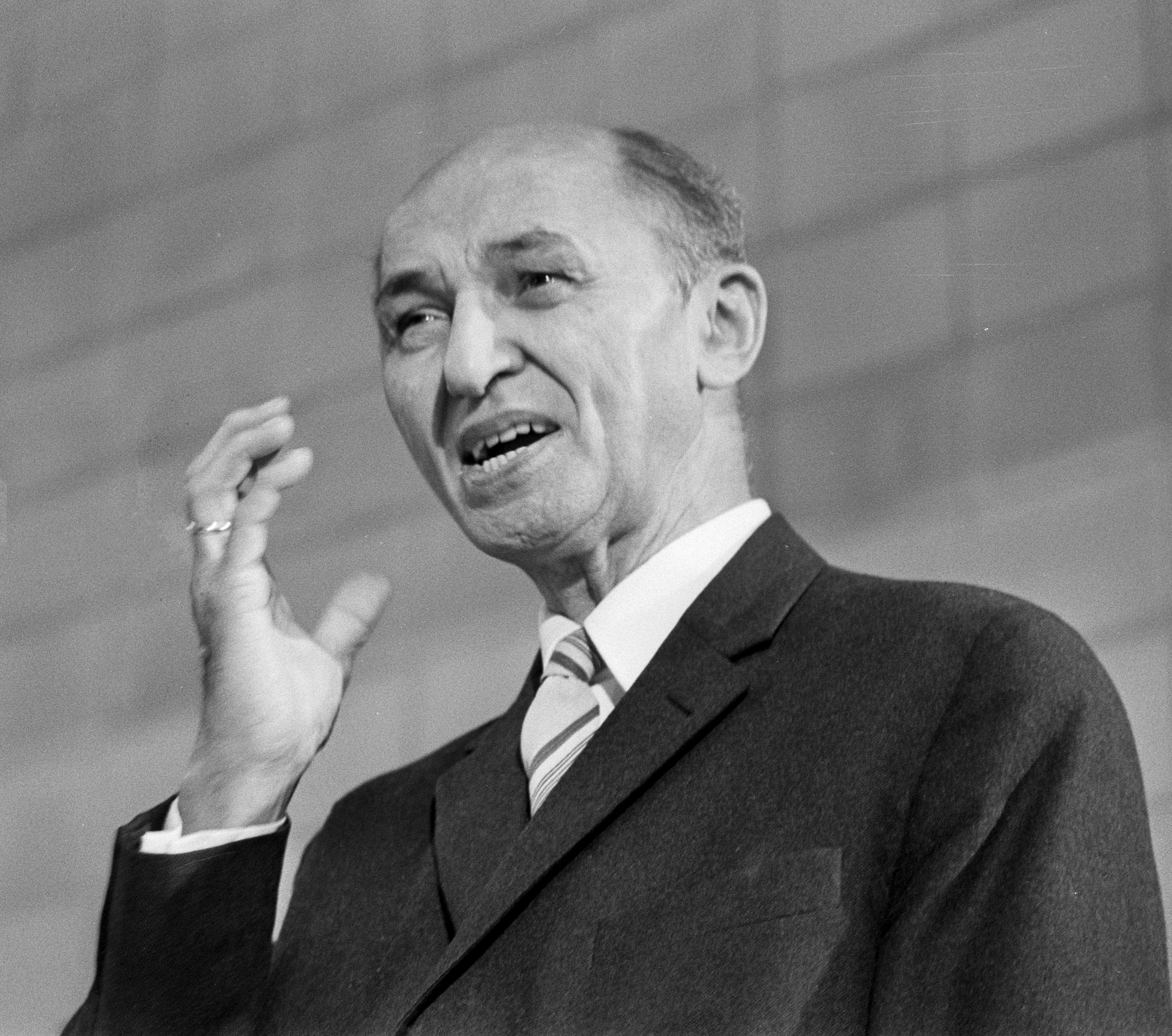
Johan Manusama
overleden te Rotterdam in 1995

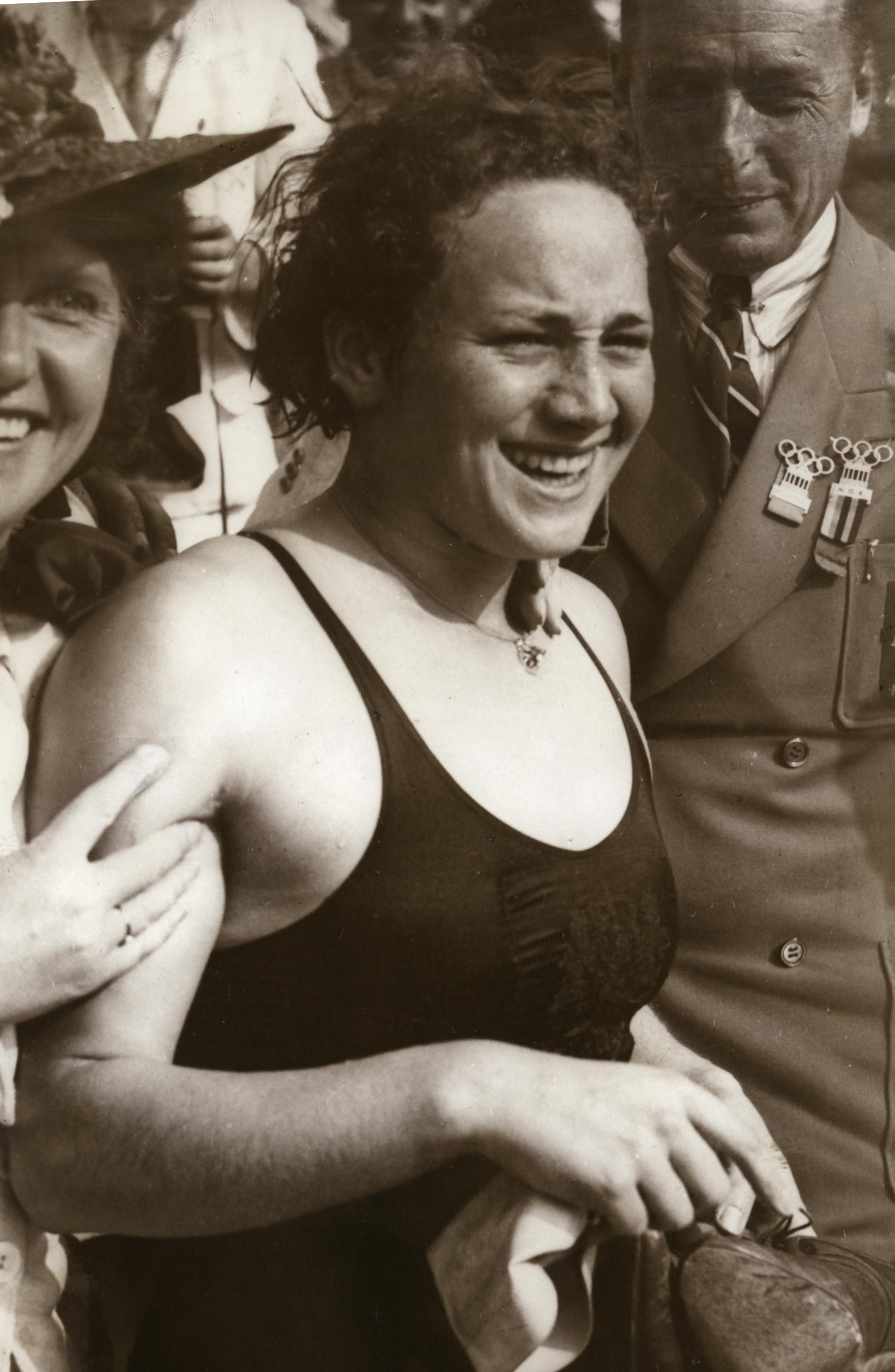
Rie Mastenbroek
Geboren te Rotterdam in 1919

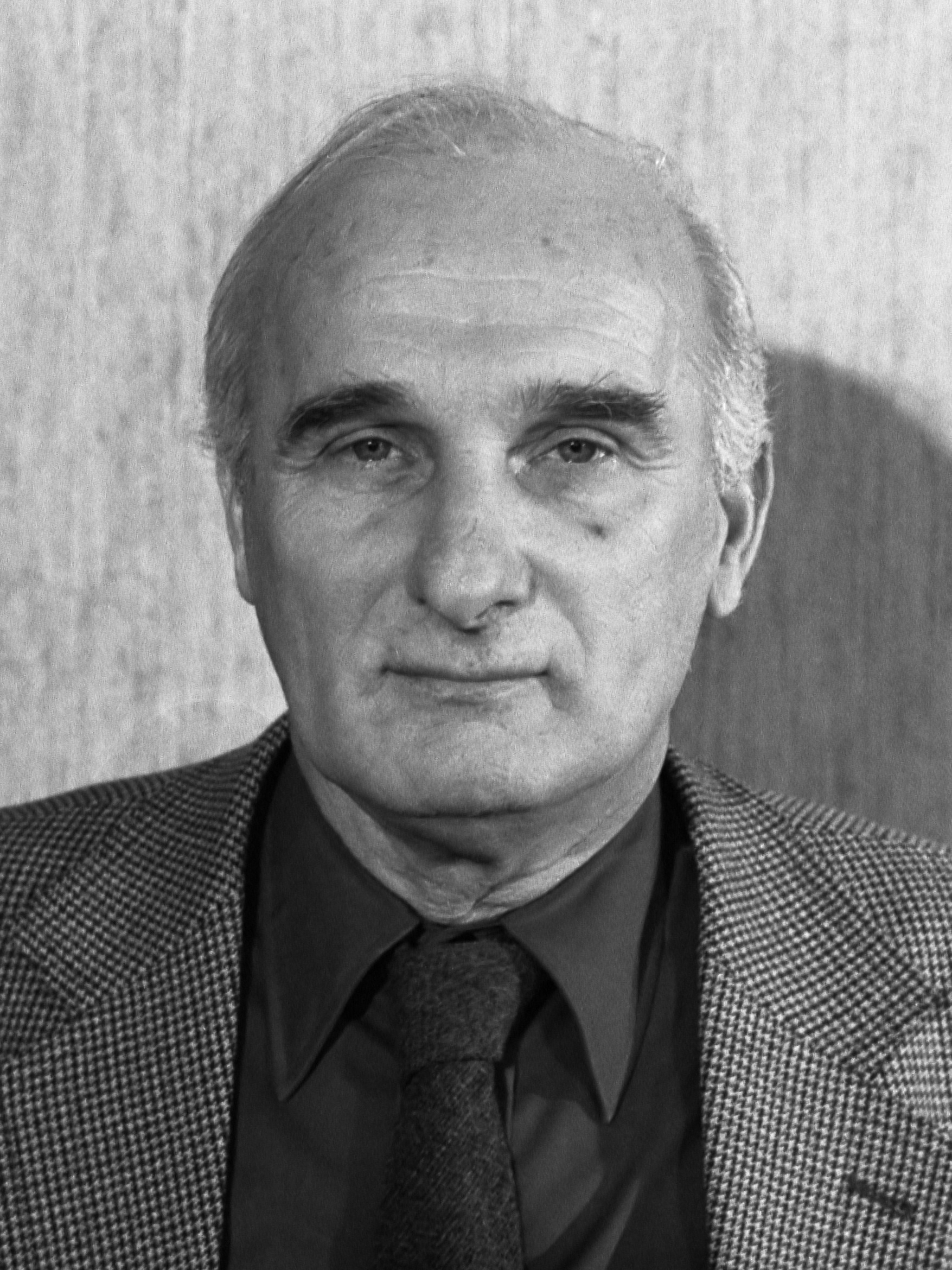
Chiel von Meijenfeldt
Geboren te Rotterdam in 1923

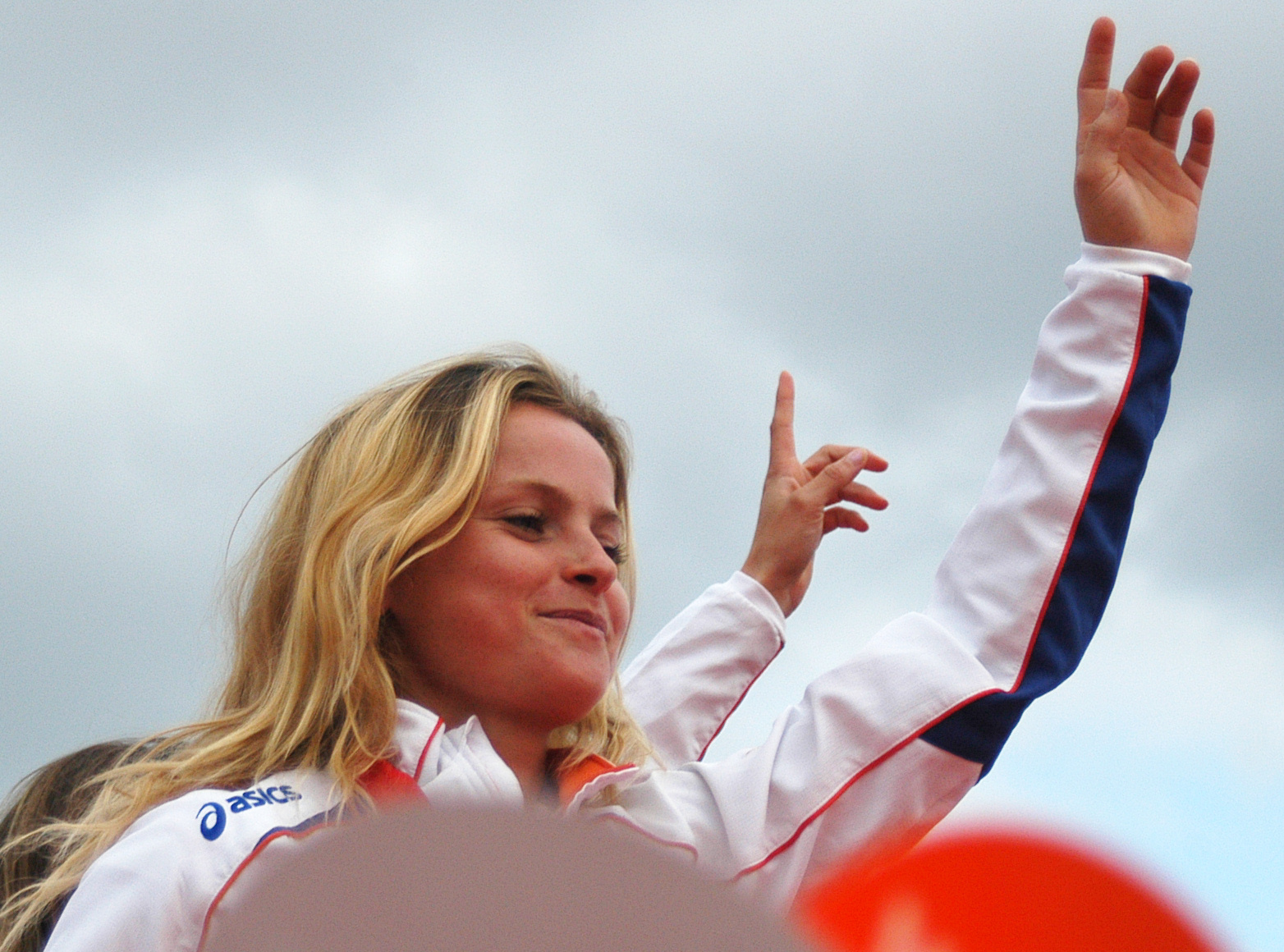
Fatima Moreira de Melo
Geboren te Rotterdam in 1978

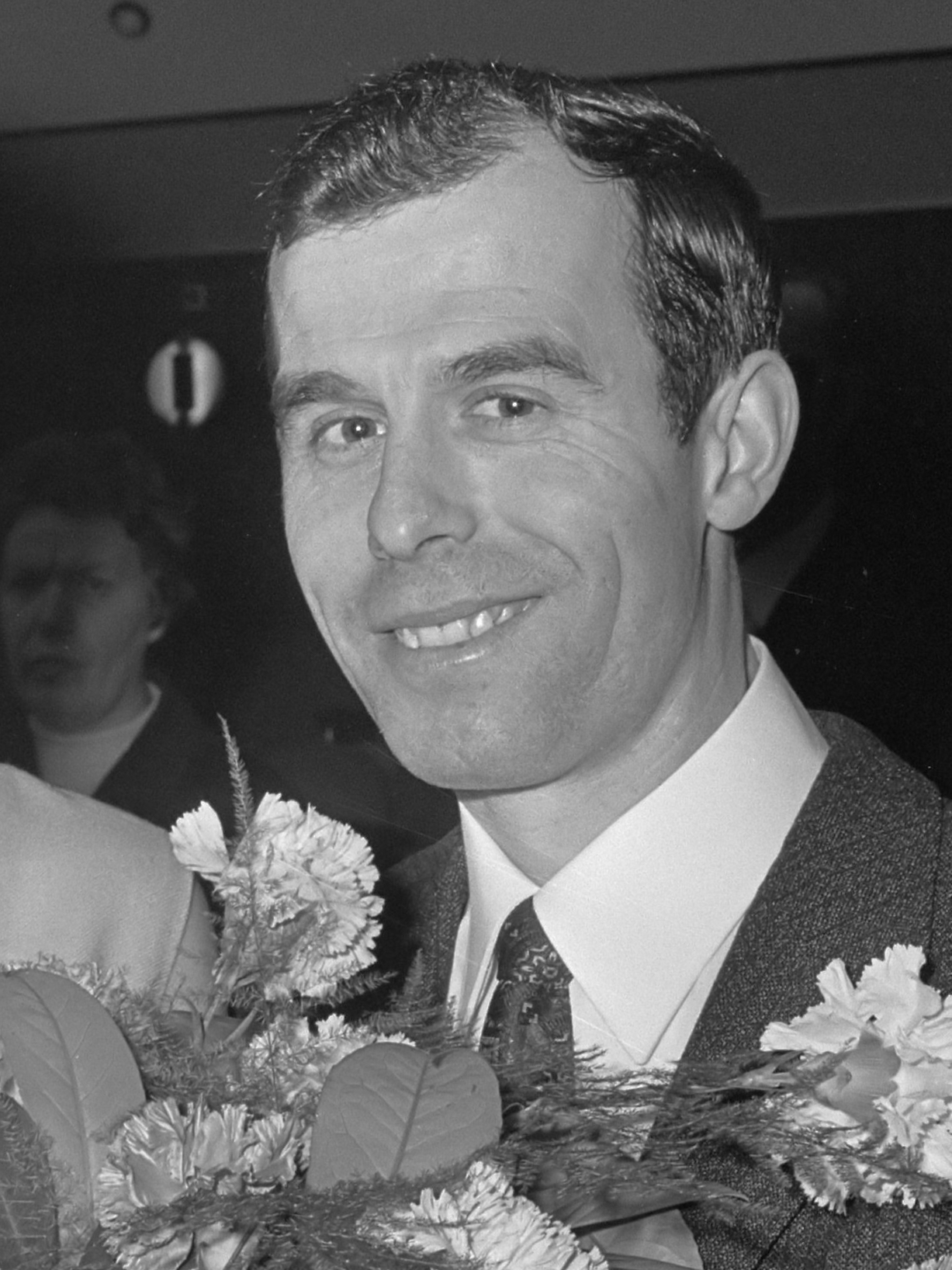
Coen Moulijn
Geboren te Rotterdam in 1937

- Arnold Maas (1909-1981), missionaris en kunstenaar
- Nell Ginjaar-Maas (1931-2012), politica en onderwijsdeskundige
- Johan Maasbach (1918-1997), voorganger en evangelist
- Koos Maasdijk (1968), roeier
- Hugh Maaskant (1907-1977), architect
- Arie Maasland (Malando) (1908-1980), componist en musicus
- Marie Henri Mackenzie (1878-1961), kunstschilder
- Jan van der Made (1909-1981), schrijver en essayist
- Sacco van der Made (1918-1997), acteur
- Gé Madern (1921-2004), decorontwerper en -bouwer
- Vicky Maeijer (1986), politica
- Wim Mager (1940-2008), fotograaf en ondernemer
- Tyrell Malacia (1999), voetballer
- Adri van Male (1910-1990), voetballer
- Annet Malherbe (1957), actrice
- San Fu Maltha (1958), filmproducent
- Karel Paul van der Mandele (Delft, 1880-1975), advocaat, directievoorzitter en president-commissaris; voorzitter van de Rotterdamse Kamer van Koophandel
- Bernard Mandeville (1670-1733), arts (psychiater) en filosoof
- Johan Manusama (1910-1995), president in ballingschap van de Republik Maluku Selatan
- Evert Margry (1841-1891), architect
- Albert Margry (1857-1911), architect
- Jos Margry (1888-1982), architect
- Joost Margry (1922-2015), architect-stedenbouwkundige
- Rutger van Mazijk (1934-2024), organist en beiaardier
- Simon van Marion (1907-1984), politicus
- Jan Hendrik Maronier (1827-1920), predikant en publicist
- Hasna El Maroudi (1985), publiciste
- Henri Martin (1793-1882), dompteur en eerste directeur van Diergaarde Blijdorp
- Cuco Martina (1989), voetballer van Antilliaanse afkomst
- Jan Masséus (1912-1999), componist, muziekpedagoog, pianist en muziekcriticus
- Rie Mastenbroek (1919-2003), zwemster
- Mat Mathews (1924-2009), jazz-accordeonist
- Jurgen Mattheij (1993), voetballer
- Margriet Matthijsse (1977), zeilster
- Maxine (1970), zangeres
- Kizzy McHugh (1979), zangeres, actrice, presentatrice
- Marinus van Meel (1880-1958), vliegtuigbouwer
- Toon Meerman (1933-2023), voetballer
- Ita Mees (1891-1971), kunstnaaldwerkster, toneelactrice
- Marten Mees (1828-1917), bankier, kassier en makelaar in assurantiën
- Friso Meeter (1936-2025), advocaat-curator en politicus
- Dick van Meeuwen (1954), onderwijsbestuurder en politicus
- Louis Meeuwessen (1903-1985), olympisch amateurbokser
- Chiel von Meijenfeldt (1923-1990), generaal
- Menno Meijer (1930-2022), edelsmid en beeldhouwer
- Mary Meijer-van der Sluis (1917-1994), Nederlands kampioen schermen op floret
- Marjolein Meijers (1958), zangeres, muzikante, actrice, theatermaker en songschrijver
- Rob Meijster (1952), voetballer
- Harry Melis (1957), voetballer
- Manon Melis (1986), voetbalster
- David Mendes da Silva (1982), voetballer
- Johannes Mendlik (1935-2022), jurist
- Pieter Menten (1899-1987), zakenman, SS'er, oorlogsmisdadiger en kunstverzamelaar
- Vincent Mentzel (1945), fotograaf
- Jaap van de Merwe (1924-1989), journalist, tekstschrijver en cabaretier
- Erika Mes (1961), bodybuilder
- Jan Mesdag (1953-1988), zanger/kleinkunstenaar
- Loekie Metz (1918-2004), beeldhouwster en medailleur
- Rosey Metz (2001), zwemster
- Johan Frederik Metzelaar, architect en ingenieur
- Willem Metzelaar (1849-1918), architect en ingenieur
- Manouk van der Meulen (1961), actrice
- Bea Meulman (1949-2015), actrice
- Anita Meyer (1954), zangeres
- Davina Michelle (1995), zangeres en youtuber
- Henny Michielsen (1951) voetballer
- Simon Middelhoek (1931), natuurkundige, ingenieur en hoogleraar
- Ruud van Middelkoop (1945), politicus
- Johannes Henricus Midderigh (1753-1800), wijnhandelaar en vrijmetselaar
- Simon Miedema (1860-1934), beeldhouwer
- Lodewijk van Mierop (1870-1930), religieus-anarchist
- Antoni Milambo (2005), voetballer
- Bill Minco (1922-2006), verzetsstrijder
- Hendrik van Minderhout (1632-1696), kunstschilder van zeegezichten
- Henri Minderop (1870-1946), schilder en architect
- Fahid Minhas (1988), politicus
- Kees Moeliker (1960), bioloog
- Kevin Moeliker (1980), voetballer
- Aart-Jan Moerkerke (1965), politicus
- Aart Moerkerken (1947-2024), theoloog en predikant
- Petrus Marius Molijn (1819-1849), kunstschilder, etser en lithograaf
- Jan van der Molen (1867-1939), onderwijzer en politicus
- Rogier Molhoek (1981), voetballer
- Bernard Möller (1923-1999), priester en bisschop
- Joop Mom (1952), voetballer
- Jacques Monasch (1962), verkiezings- en communicatiestrateeg
- Engel Pieter de Monchy (1793-1883), politicus
- Salomon Jean René de Monchy (1880-1961), esperantist en stadsbestuurder
- Ricardo Moniz (1964), voetballer en nu voetbaltrainer
- Olaf Mooij (1958), beeldend kunstenaar
- Pieter Cornelis de Moor (1866-1953), beeldend kunstenaar
- Kate More (1978), pornografisch actrice
- Fatima Moreira de Melo (1978), hockeyster
- Iderlindo Moreno Freire (1985), voetballer
- Barend Moret (1851-1915), ondernemer
- André Moss (1934-1989), saxofonist
- Karim Mossaoui (1988), voetballer
- Isaäc Mossel (1870-1923), cellist
- Kaat Mossel (1723-1798), historisch persoon
- Richard Moti (1979), politicus
- Coen Moulijn (1937-2011), voetballer
- Marian Mudder (1958), actrice, therapeute en schrijfster
- Jan Mulder (1963), pianist en componist
- Hendrik Pieter Nicolaas Muller (1859-1941), koopman, wereldreiziger, etnograaf, publicist, diplomaat en filantroop
- Peter Paul Muller (1965), acteur
- Cornelis Musch (ca. 1593-1650), griffier van de Staten-Generaal

### N

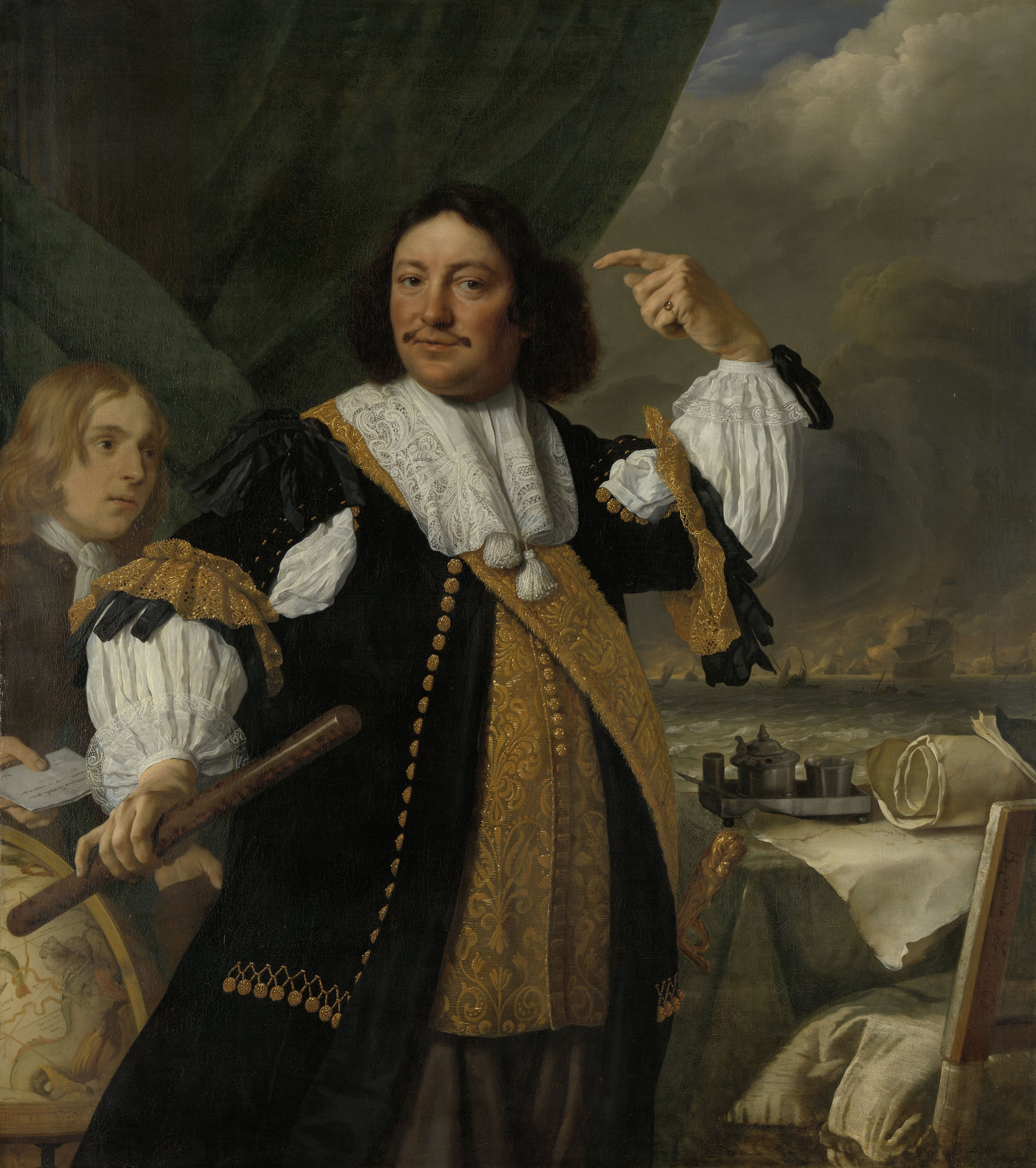
Aert Jansse van Nes
Geboren te Rotterdam in 1626

- Wilma Nanninga (1958), journaliste en tv-presentatrice
- Ramsey Nasr (1974), dichter, schrijver, essayist, acteur, regisseur, librettist en vertaler
- Willem en Marianna der Nederlanden (resp. 1818-1902 en 1820-1900), worden door sommigen verondersteld onwettige kinderen te zijn van koning Willem II
- Arie Nederlof (1908-1988), classicus en schoolbestuurder
- Bert Nederlof (1946-2018), sportjournalist
- Daan de Neef (1977), politicus
- Pieter Neleman (1936-2021), jurist
- Robin Nelisse (1978), voetballer
- Angelo Nelstein (1982), voetballer
- Aert Jansse van Nes (1626-1693), marineofficier
- Jan Jansse van Nes (1631-1680), admiraal
- Denis Neville (Londen 1915 - Rotterdam 1995), Engels voetballer en voetbaltrainer
- Gijsbert Rudolphi van Nideck (1656-1669), pensionaris en advocaat
- Meindert Niemeijer (1902-1987), schaakcomponist, mecenas en verzamelaar van schaakliteratuur
- Caroline van Nieuwenhuyze-Leenders (1967), hockeyster
- Gerrit Nijland (1931), kunstschilder
- Dionys van Nijmegen (1705-1798), kunstschilder
- Elias van Nijmegen (1667-1755), kunstschilder
- Joannes Nolet de Brauwere van Steeland (1815-1888), dichter en schrijver
- Regillio Nooitmeer (1983), voetballer
- Nelleke Noordervliet (1945), schrijfster
- Piet Noordijk (1932-2011), saxofonist
- Ed de Noorlander (1945-2024), atleet
- Gerrit Noordzij (1931-2022), typograaf en letterontwerper
- Nel Noordzij (1923-2003), schrijfster en dichteres
- Rien van Noppen (1900-1966), acteur
- Paul Nouwen (1934-2009), topfunctionaris en bestuurder (oud-hoofddirecteur van de ANWB)
- Willem Nuis (1947), burgemeester

### O

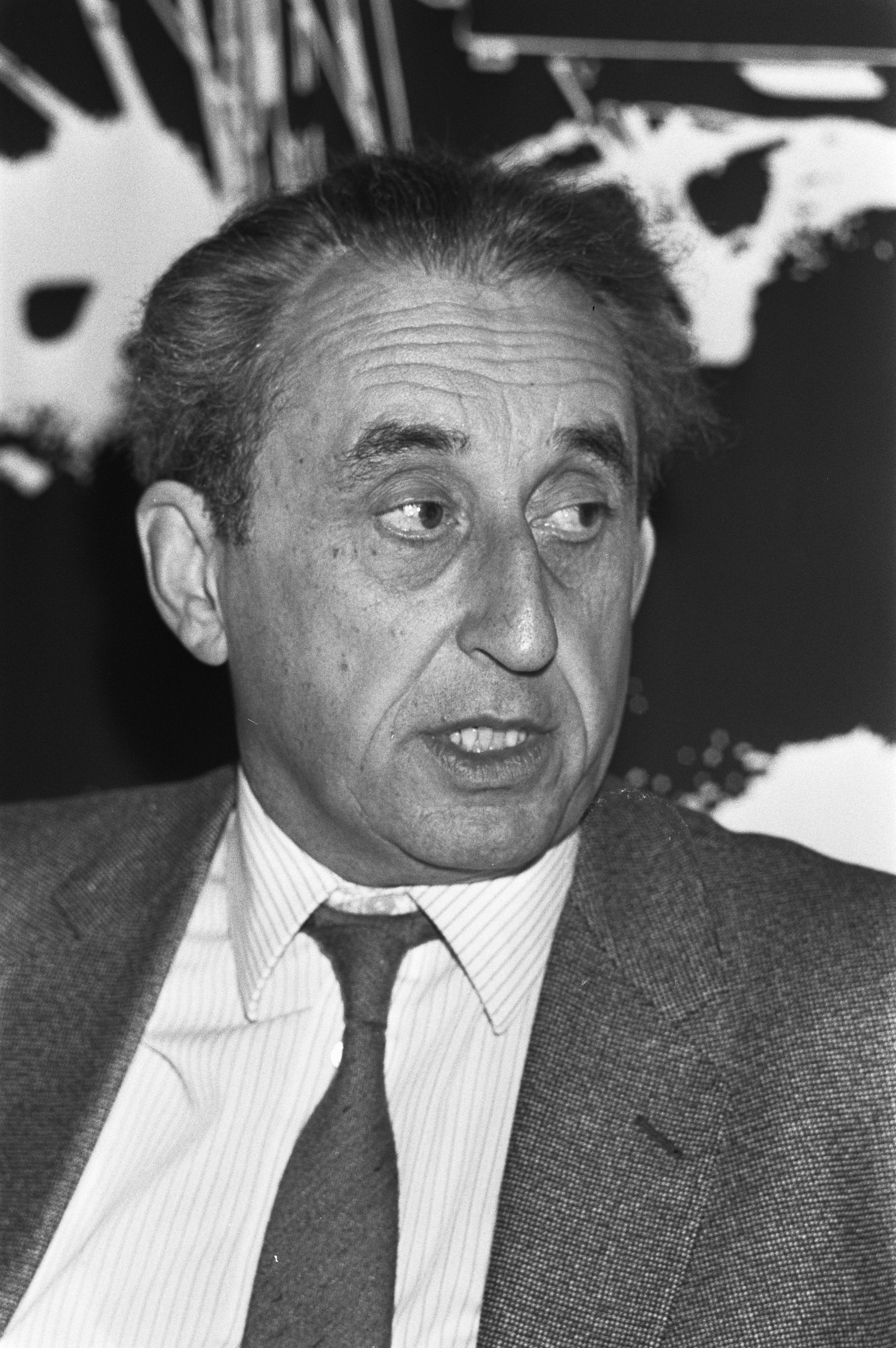
Ad Oele

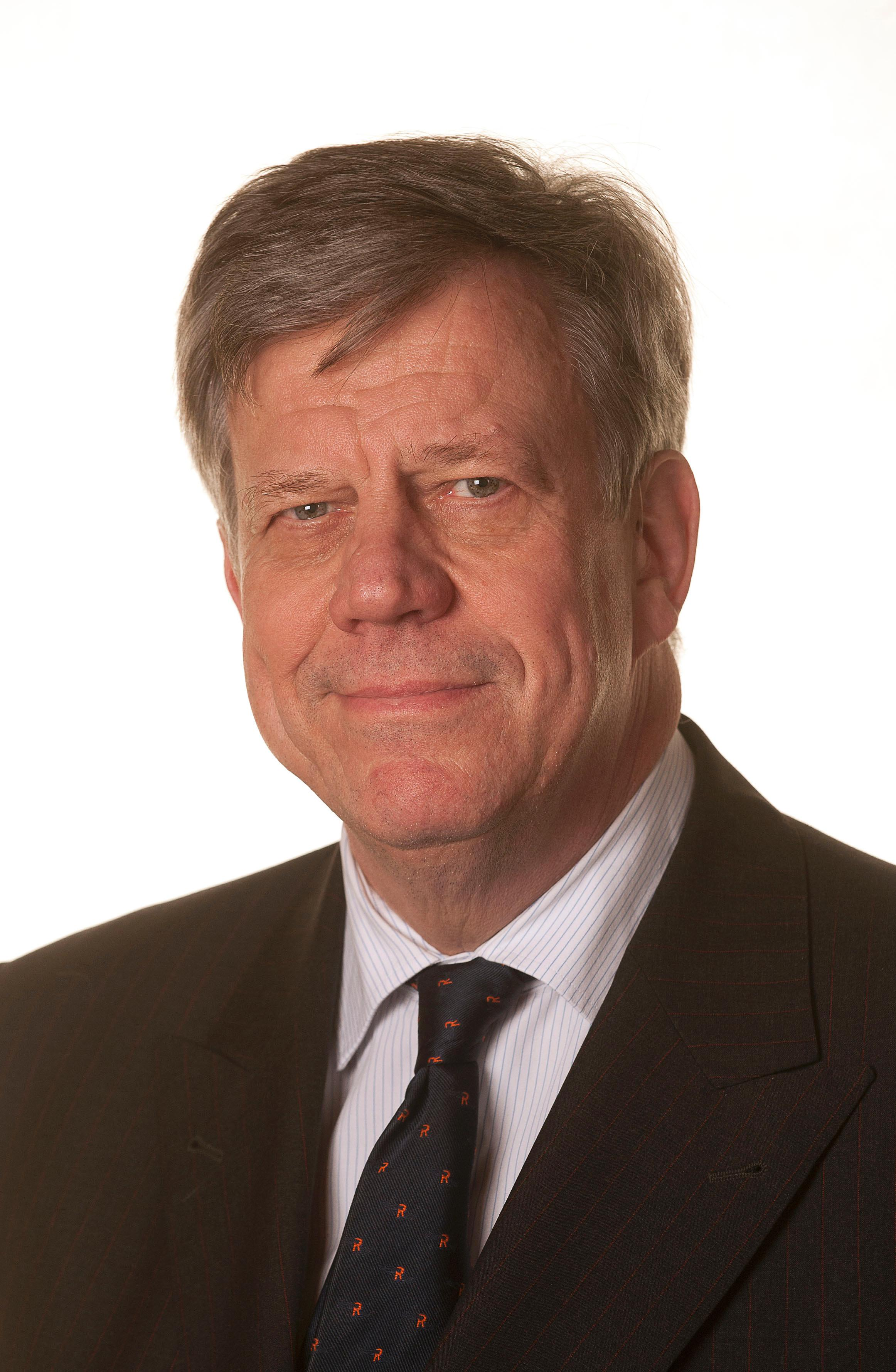
Ivo Opstelten
Geboren te Rotterdam in 1944

- Jacob Ochtervelt (1634-1682), schilder en tekenaar
- Olga Oderkerk (1924-1987), keramiste
- Ad Oele (1923-2017), politicus
- Willem Okkerse (1946-2018), bedrijfskundige en bedenker van de OK-Score
- Johan van Oldenbarnevelt (1547-1619), raadpensionaris van Rotterdam
- Geert Jan van Oldenborgh (1961-2021), klimatoloog en natuurkundige
- Kees Oldenburg (1900-1954), voetballer
- Jade Olieberg (1993), actrice
- Astrid Oosenbrug (1968), politica en bestuurder
- Harry van Oosterhout (1947-2024), voetballer
- Henk Oosterling (1952),  filosoof en schrijver
- Nelis Oosterwijk (1945), kunstenaar
- Jan Wouter van Oosterzee (1845-1917), rijksambtenaar, griffier en rechter
- Johannes Jacobus van Oosterzee (1817-1882), theoloog, predikant en dichter
- Ivo Opstelten (1944), ambtenaar en burgemeester (van onder andere Rotterdam)
- Cornelis Willem Opzoomer (1821-1892), jurist, filosoof, logicus en theoloog
- Josua Ossendrijver (1943), schrijver en uitgever
- Guus Oster (1915-1984), acteur en producer
- Joannes Josephus Osy (1792-1866), Belgisch bankier, lid van het Nationaal Congres en parlementslid
- Leo Ott (1898-1987), hoofdredacteur Rotterdamsch Nieuwsblad, muzikant en schrijver
- Jo Otten (1901-1940), schrijver
- Timo Ottevanger (1988), acteur en regisseur
- Bert Otto (1949), kunstschilder
- Hildebrand Otto (1947), organist
- Hans Oud (1919-1996), ingenieur, architect en publicist
- Pieter Oud (1886-1968), geschiedschrijver en politicus (onder andere burgemeester van Rotterdam)
- Joachim Oudaen (1628-1692), dichter, toneelschrijver, theoloog, oudheidkundige en tegelbakker
- Willy den Ouden (1918-1997), zwemster
- Ayoub Oufkir (2006), voetballer
- Eddy Ouwens (1946), zanger, componist en muziekproducent
- Valentijn Ouwens (1947), acteur
- Puck Oversloot (1914-2009), olympisch rugslagzwemster

### P

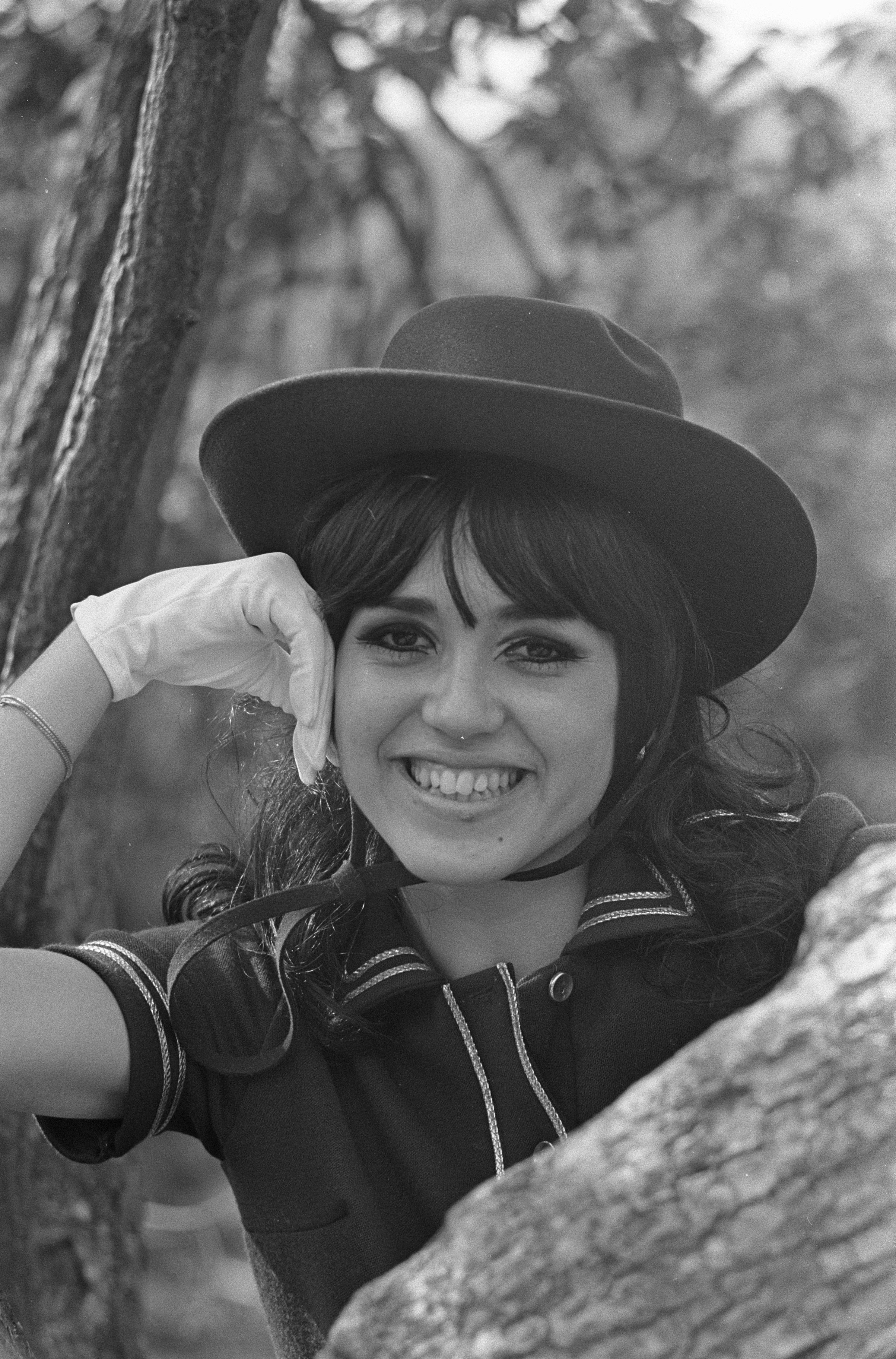
Patricia Paay
Geboren in 1949

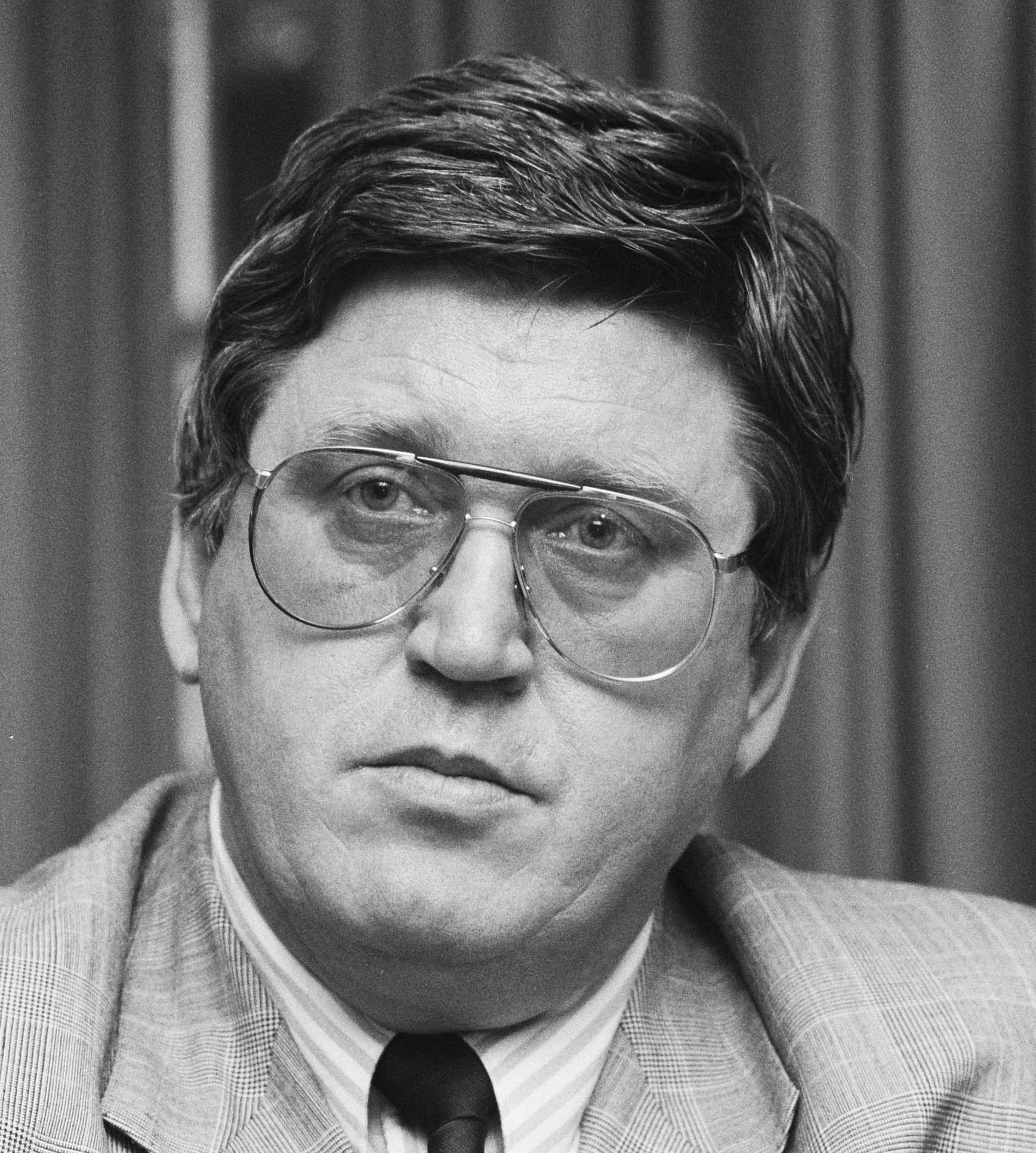
Bram Peper
burgemeester van Rotterdam van 1982-1998

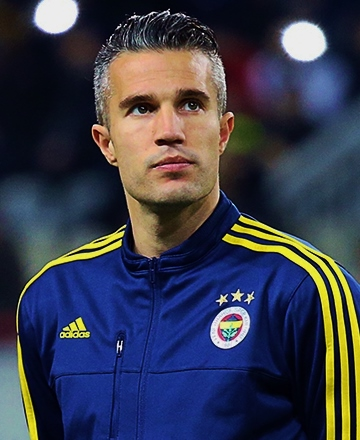
Robin van Persie
Geboren te Rotterdam in 1983

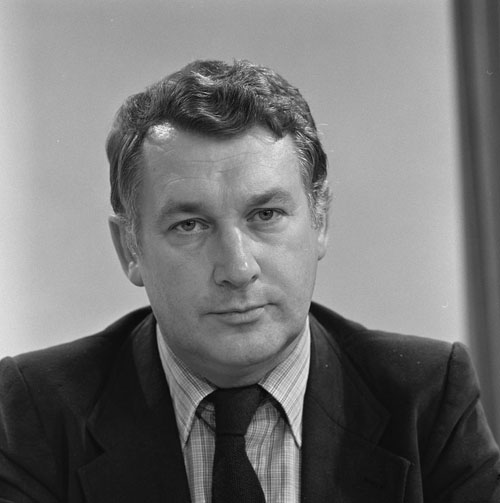
Koos Postema
Geboren in 1932

- Anton Paauwe (1939-2006), paragnost
- Bas Paauwe (1911-1989), voetballer en voetbaltrainer
- John Paay (1925-2019), bandleider, componist en arrangeur
- Patricia Paay (1949), zangeres en mediapersoonlijkheid
- Adriaen Paets (1657-1712), bewindvoerder van de VOC en Ambachtsheer van Schotelbosch
- Cock van der Palm (1936-2004), zanger en tekstdichter
- Johannes van der Palm (1763-1840), dichter, theoloog, staatsman en hoogleraar
- Jan Paparazzi (1963), radio-dj
- George Parker (1960), stand-up illusionist
- Rajiv van La Parra (1991), voetballer
- Jacob Adriaan Nicolaas Patijn (1873-1961), politicus
- Wytze Patijn (1948), architect en rijksbouwmeester
- Marco Pastors (1965), politicus
- Han Peekel (1947-2022), televisieproducent, presentator van radio- en tv-programma's, schrijver en spreker
- Cor Peitsman (1954), voetballer
- Karl Pelgrom (1927-1994), kunstenaar
- Teun van Pelt (1939-2024), voetballer
- Bram Peper (Haarlem 1940-2022), politicus (PvdA); burgemeester van Rotterdam 1982-1998
- Staluse Pera (1909-2000), balletdanseres en choreograaf
- Marlon Pereira Freire (1987), voetballer
- Robin van Persie (1983), voetballer
- Tisa Pescar (1967), schrijfster
- Bobby Petta (1974), voetballer van Molukse afkomst
- Kees van Peursen (1920-1996), filosoof en theoloog
- Peter Pex (1946), econoom en politicus
- Khee Liang Phoa (1955), staatssecretaris voor Emancipatie en Familiezaken
- Milco Pieren (1971), voetballer
- Ludo Pieters (1921-2008), havenbaron, dichter en schrijver
- Peter-Paul Pigmans (1961-2003), hardcore-dj en producer
- Herman Pijfers (1923-2012), schrijver en uitgever
- Kees Pijl (1897-1976), voetballer
- Arno Pijpers (1959), voetbaltrainer
- Shaquille Pinas (1998), Nederlands-Surinaams voetballer
- Lodewijk Pincoffs (1827-1911), zakenman
- Lorenzo Piqué (1990), voetballer
- Adriaan van der Plas (1899-1974)
- Anton Ploeg (1933), sociaal antropoloog, Nieuw-Guinea specialist
- Jan van der Ploeg (1916-1986), wethouder en econoom
- Rick van der Ploeg (1956), politicus en econoom
- Marvin van der Pluijm (1988), voetballer
- Don Diego Poeder (1972), bokser
- Jan Poels (1851-1927), hoogleraar en grondlegger van de Rijksseruminrichting
- Anna Sophia Polak (1874-1943), directeur van het Nationaal Bureau voor Vrouwenarbeid
- Carel Polak (1909-1981), politicus
- Pieter Jacobus van de Pol (1907-1996), biljarter
- Minus Polak (1928-2014), politicus en bestuurder
- Don Poldermans (1956), internist
- Michel Poldervaart (1988), voetballer
- Vries Pons (1837-1927), beeldhouwer
- Johannes Jacobus Poortman (1896-1970), filosoof, theosoof en hoogleraar
- Stefan Pop (1985), stand-upcomedian
- Elvin Post (1973), auteur en journalist
- Koos Postema (1932), verslaggever en presentator
- Sieb Posthuma (1960-2014), illustrator, schrijver en theatervormgever
- Iwan Poustochkine (1918-1978), behoorde tot de Russische ongetitelde adel en is nooit ingelijfd in de Nederlandse adelstand
- Hugo Priemus (1942), stedenbouwkundige en hoogleraar
- Jan Prins (1876-1948), dichter en vertaler
- Leo van de Putte (1914-2012), hoogleraar

### Q
- Maria de la Quellerie (1629-1664), echtgenote van Jan van Riebeeck
- Gilles Quispel (1916-2006), theoloog
- Qucee (1992), youtuber en rapper

### R

Sybold van Ravesteyn
Geboren te Rotterdam in 1889

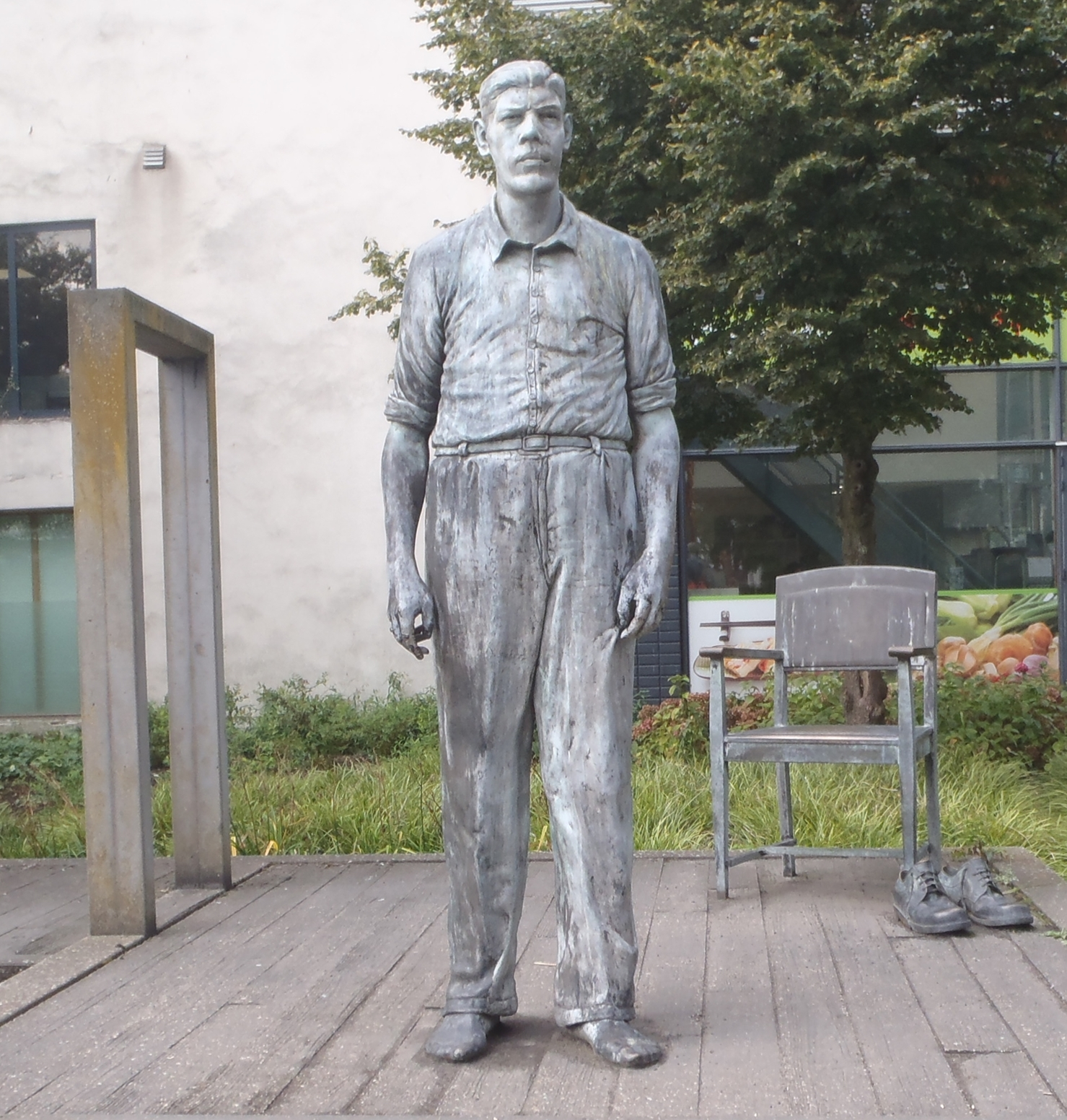
Rigardus Rijnhout
Geboren te Rotterdam in 1922

- Ben de Raaf (1961), wijkagent en schrijver van misdaadromans en  kinderboeken
- Marinus van Raalte (1873-1944), schilder, tekenaar
- Henny Radijs (1915-1991), keramiste
- Jean Jacques Rambonnet (1864-1943), militair en politicus
- Carlos Ramos (1986), voetballer
- Guy Ramos (1985), Kaapverdisch-Nederlands voetballer
- Ibra Randolphe (Rotterdam, 1989), musicus.
- Hans Ras (1926-2003), taalkundige
- Dave von Raven (1981), zanger
- Sybold van Ravesteyn (1889-1983), architect
- Willem van Ravesteyn (1876-1970), politicus en schrijver
- Iwan Redan (1980), voetballer
- Zépiqueno Redmond (2006), voetballer
- Dennis van der Ree (1979), voetballer en voetbaltrainer
- Miryanna van Reeden (1967), actrice
- Jan Reehorst (1923-2024), politicus en bestuurder; was o.a. burgemeester van Velsen en Haarlem
- Rudolf van Reest (1897-1979), literator
- Gé Regter (1916-1987), olympisch waterpolospeler
- Han Rehm (1908-1970), beeldhouwer en tekenaar
- Johan George Reuchlin (1874-1912), ondernemer en de enige Nederlandse passagier aan boord van de RMS Titanic
- Jacques Reuland (1918-2008), componist, dirigent en muziekpedagoog
- Annie de Reuver (1917-2016), zangeres
- Rita Reys (1924-2013), jazzzangeres
- Hugo van Rhijn (1946), journalist, nieuwslezer, hotelier en mediaconsultant
- Patrick van Rhijn (1970), schrijver
- Jerson Anes Ribeiro (1988), voetballer
- Bernard Richters (1888-1966), beeldhouwer, graficus en tekenaar
- Marius Richters (1878-1955), kunstenaar
- Conny van Rietschoten (1926-2013), zeezeiler
- Johannes Rietstap (1828-1891), ambtenaar, stenograaf, genealoog en heraldicus
- Frans Rietveld (1904-1941), verzetsstrijder
- Marnix van Rij (1960), jurist en politicus
- Daniël Rijaard (1976), voetballer
- Joannes van Rijckevorsel (1818-1890), glazenier, priester
- Pieter Rijcx (ca. 1630-1674), Vlaams-Nederlands beeldhouwer
- Cock Rijkens (1952), voetballer
- Paul Rijkens (1888-1965), ondernemer
- Cor van Rijn, acteur
- Martin van Rijn (1956), ambtenaar, bestuurder en politicus
- Rigardus Rijnhout (1922-1959), de reus van Rotterdam
- Kees Rijnsdorp (1894-1982), schrijver en recensent
- Jan Rijsdijk (1943), ondernemer en kunstschilder
- René van Rijswijk (1971), voetballer
- Remy Rikers, hoogleraar onderwijs en cognitieve psychologie
- Lorenzo Rimkus (1984), voetballer
- Marjan Rintel (1967), bestuurder (NS, KLM)
- Willem Cornelis Rip (1856-1922), kunstschilder
- Willem Ritstier (1959), scenarist en cartoonist
- Jacobus George Robbers (1838-1925), uitgever
- Herman Robbers (1868-1937), romanschrijver, dichter en tijdschriftredacteur
- Johann Gottfried Robbers (1881-1943), architect
- Charles Rochussen (1814-1894), kunstenaar
- Mark Röell, burgemeester
- Joke Roelevink (1953-2018), historicus
- Theodorus Marinus Roest van Limburg (1806-1887), staatsman
- Theodorus Marinus Roest van Limburg (1865-1935), politiefunctionaris
- Sjaak Roggeveen (1942), voetballer
- Lodewijk Rogier (1894-1974), historicus
- Henk Roijers (1947), politicus
- Karel Anton Rombach (1812-1891), politicus
- Piet Romeijn (1939) oud-voetballer Feyenoord
- Herman Romer (1931-2023), dichter en schrijver
- Cor de Ronde (1925), politicus en bestuurder
- Chris Roodbeen (1930-2017), tekenaar
- Louis van Roode (1914-1964), beeldhouwer, graficus en kunstschilder
- Catharina Roodzant (1896-1999), schaakster
- Anthonij van Roon - boekverkoper, boekdrukker en boekbinder
- Rien de Roon (1941), schaatser
- Peter Roovers (1902-1993), beeldhouwer
- Charles van Rooy (1912-1996), politicus
- Bob Rooyens (1940), programmamaker, televisieregisseur en musicus
- Cees Roozemond (1927-2008), politicus en bestuurder
- Piet Roozenburg (1924-2003), wereldkampioen dammen
- Wim Roozenburg (1920-1980), dammer
- Revy Rosalia (1982), voetballer van Nederlands-Antilliaanse origine
- Willem Nicolaas Rose, stadsarchitect en Rijksbouwmeester
- Louis Rosenveldt (1798-1867), acteur
- Ntjam Rosie (1983), jazzzangeres
- Dominicus Rosmale, bewindvoerder van de VOC-kamer te Rotterdam
- Jacob Peter Roszbach (1882 – 19??), politiefunctionaris
- Nicolas Rouppe (1769-1838), Belgisch politicus
- Iris de Rouw (2005), voetbalster
- Simon Rozendaal (1951), wetenschapsjournalist
- Iepe Rubingh (1974), kunstenaar die de sport schaakboksen uitvond
- Cas Ruffelse (1888-1958), voetballer
- Piet Ruimers (1884-1945), olympisch atleet
- Frans de Ruiter (1946-2025), musicoloog en cultureel bestuurder
- Nathan Rutjes (1983), voetballer
- Frits Ruys (1917–1944), verzetsstrijder
- Theodorus Adrianus Willem Ruys (1904-1989), reder en verzetsstrijder
- Willem Ruys (1894-1942), reder en directeur

### S

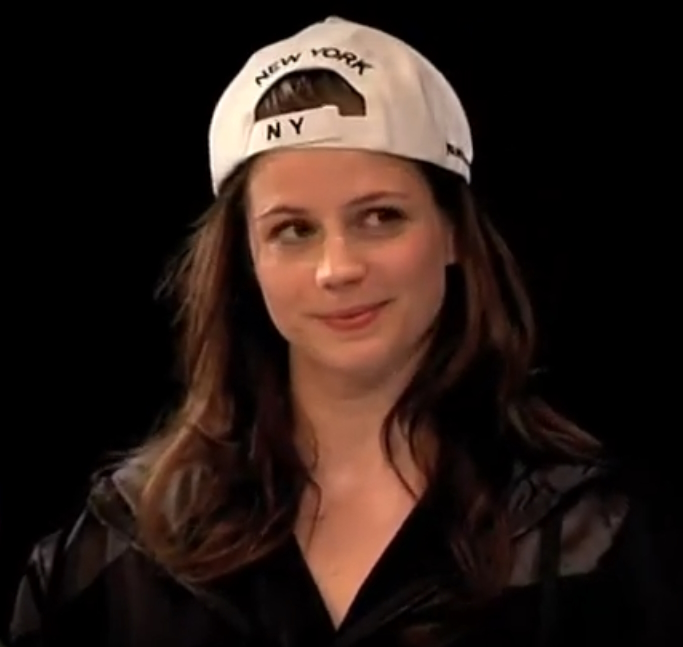
Elise Schaap
Geboren in Rotterdam in 1982

- Louis Saalborn (1891-1957), regisseur, toneelspeler, kunstschilder en musicus
- Cornelis Saftleven (ca.1607-1681), kunstschilder en deken van het Sint-Lucasgilde
- Herman Saftleven (1609-1685), kunstschilder, graveur en tekenaar
- Johan Jacob le Sage ten Broek (1742-1823), predikant en hoogleraar theologie
- Ivo Samkalden (1912-1995), politicus
- Leen Sanders (1908-1992), bokser
- Suze Sanders (Goes, 1953), Drentstalige dichteres, die ook publiceert in het Nederlands
- Cornelis van de Sandt (1835-1899), pianist en muziekpedagoog
- Dina Sanson (1868-1929), sociaal werkster en eerste politievrouw
- Adilson Dos Santos (1974), voetballer
- Joop van Santen (1908-1992), politicus en econoom
- François van 't Sant (1883-1966), hoofdcommissaris van politie, hoofd van de Centrale Inlichtingen Dienst
- Frank Santman (1917-1945), verzetsstrijder
- Leni Saris (1915-1999), schrijfster van meisjesboeken
- Kim Savéus (1974-2008), balletdanser
- Léonie Sazias (1957-2022), presentatrice, politica en beeldend kunstenares
- Elise Schaap (1982), actrice
- Joost Schaberg (1926-2008), landmachtgeneraal en opiniemaker
- Wil Schackmann (1951), schrijver
- Dirk Schäfer (1873-1931), componist, pianist en publicist
- D.C. van Schaïk (1888-1972), ingenieur en geoloog
- Gregory Schaken (1989), voetballer
- Jean Schalekamp (1926-2015), schrijver en literair vertaler
- Bob Schalkwijk (1933), fotograaf
- Marina Schapers (1938-1981), actrice
- Michiel Schapers (1959), proftennisser
- Jan Scharp (1756-1828), theoloog, predikant en dichter
- Pieter van der Schelling (1691-1751), verzamelaar en onderzoeker van oudheden
- Olga Scheltema-de Nie (1939-2023), politica (D66)

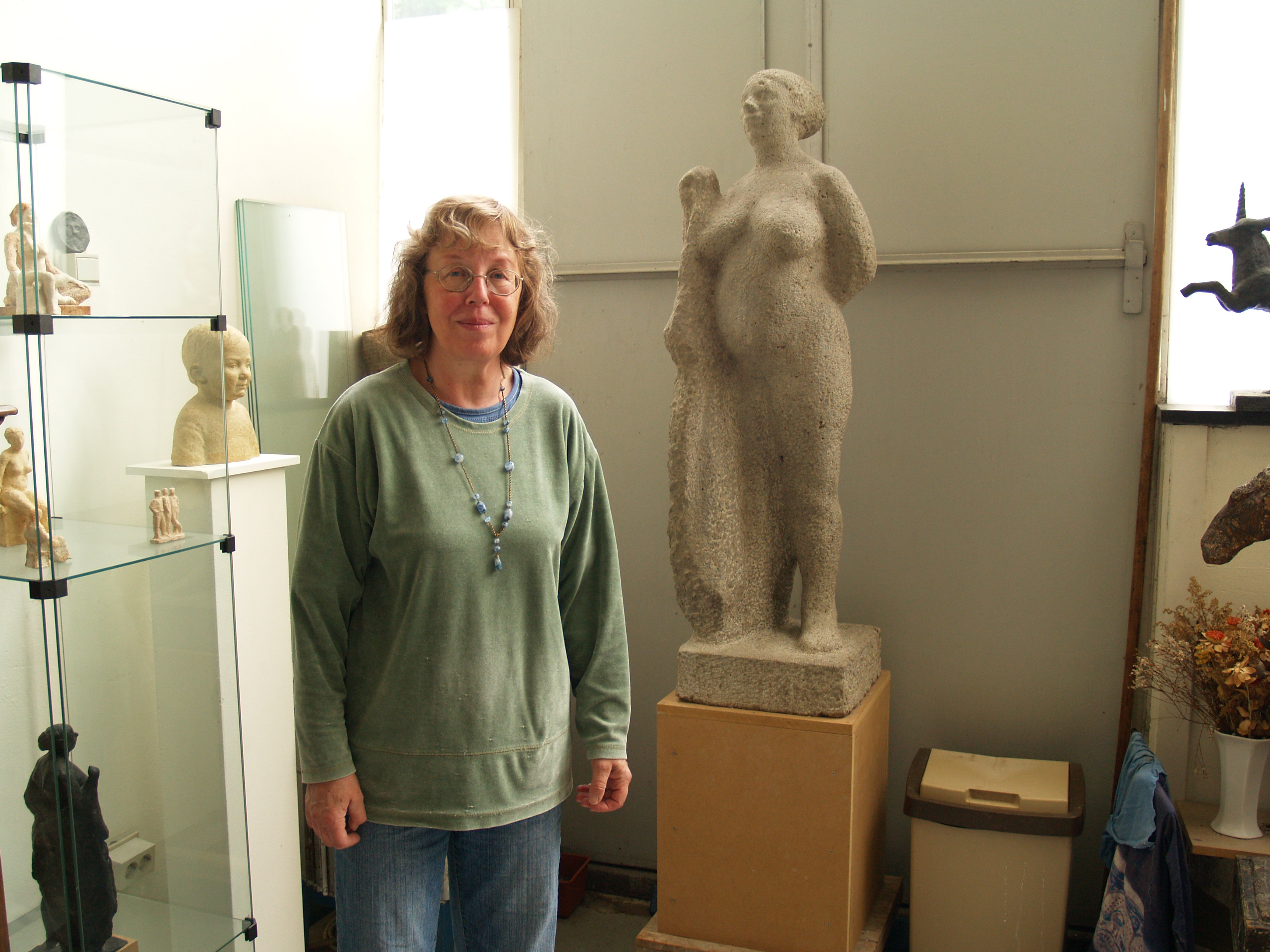
Jet Schepp
Geboren in Rotterdam in 1940

- Willem Bastiaensz Schepers (1619-1704), koopman, reder en admiraal
- Jet Schepp (1940), beeldhouwster
- Marc Scherbateyev (1969), tekenaar, illustrator
- Jaap van de Scheur (1926-2002), vakbondsman en gemeenteraadslid
- Raquel Schilder (1993), presentatrice
- Martin Schildt (1867-1921), kunstschilder
- Semmy Schilt (1973) vechtsporter
- Marcel Schimscheimer (1963-2024), basgitarist en muziekproducer
- Willem Schinkel (1976), socioloog
- Frenk Schinkels (1963), voetballer
- Gerrit Schipaanboord (1916-1973), predikant
- Krijn Schippers (1884-?), wegwielrenner
- Norbert Schmelzer (1921-2008), politicus
- Bernard Schmidt (1941-2021), politicus
- Frederik Schmidt Degener (1881-1941), museumdirecteur, kunsthistoricus, essayist en dichter
- Elizabeth Schmitz (1938-2024), politica
- Alexander Schnitger (1958-2020), luchtmachtgeneraal, Commandant Commando Luchtstrijdkrachten.
- Marie Louis Willem Schoch (1911-2008), (jeugd)predikant en omroepvoorzitter
- Berend Schoep (1928-2007), predikant
- Remco Schol (1973), voetballer
- John Scholte, amateur golfkampioen en oprichter van het Golf Centrum Rotterdam
- Debora Schoon-Kadijk (1969), beachvolleyballer
- Willy Schootemeijer (1897-1953), componist en musicus
- Andreas Schotel (1896-1984), graficus
- Jan Schotel (1845-1912), architect
- Kees Schouhamer Immink (1946), ingenieur en informatietheoreticus
- Jan Schouten (1883-1963), politicus en verzetsstrijder
- Jo Schouwenaar-Franssen (1909-1995), politica
- Koos Schouwenaar (1947-2025), politicus
- Liesje Schreinemacher (1983), advocate en (euro)politica
- Piet Schreuders (1951), grafisch ontwerper, uitgever en programmamaker
- Simon Schrikker (1973), kunstenaar
- Lau Schroeter (1940-2019), internetpersoonlijkheid Tiny en Lau
- Tiny Schroeter-Vissenberg (1941-2020), internetpersoonlijkheid Tiny en Lau
- Max Schuchart (1920-2005), dichter, literatuurcriticus, journalist en vertaler
- Koen Schuiling (1959), politicus
- Duifje Schuitenvoerder (1874-1942), zangeres
- Daan Schuurmans (1972), acteur
- Toon Schuurmans (1930-2013), bokser
- Johan Filip Koenraad Schwaebe (1806-1885), uitgever, drukker en schrijver
- James Scott (1649-1685), buitenechtelijke zoon van Karel II
- Sherwin Seedorf (1998), voetballer
- Meijer Seemer (1863-1918), violist
- Nida Senff (1920-1995), olympisch zwemster
- Han van Senus (1900-1976), olympisch waterpoloër
- Piet van Senus (1903-1968), olympisch zwemmer
- Juanito Sequeira (1982), voetballer
- Serano Seymor (2002), voetballer
- Shaydie (1973), zangeres en danseres
- Etienne Shew-Atjon (1974), voetballer
- Johannes Siberg (1740-1817), koloniaal ambtenaar en bestuurder; gouverneur-generaal van Nederlands-Indië 1801-1805
- Atie Siegenbeek van Heukelom (1913-2002), illustrator, tekenaar en auteur
- Henk Sijthoff (1915-2000), uitgever
- Theo Sijthoff (1937-2006), wielrenner en modekoning
- Sonny Silooy (1963), voetballer
- Sonja Silva (1977), presentatrice, actrice, model en zangeres
- Hans Simons (1947-2019), politicus
- Jan Sinke (1952), beeldend kunstenaar
- Adriaan Hendrik Sirks (1879-1941), militair en politiefunctionaris
- Jan Sirks (1885-1938), graficus
- Luciano Slagveer (1993), voetballer
- Maarten Slappendel (1930), beeldhouwer
- Hans Sleutelaar (1935-2020), dichter
- Gert Slings (Munnikezijl 1938), neerlandicus en publicist
- Jan van der Sloot (1911-1944), verzetsstrijder
- Sieger Sloot (1977), acteur en cabaretier
- Charles van der Sluis (1919-2001), verzetsstrijder
- Jan van der Sluis (1889-1952), voetballer
- Raemon Sluiter (1978), tennisser
- Willy Sluiter (1873-1949), schilder, tekenaar en grafisch ontwerper
- Alie Smeding (1890-1938), schrijfster
- Mia Smelt (1914-2008), radiopresentatrice
- Alexander Smit (1948-1998), spiritueel leraar en yogaleraar
- Niki Smit (1975), schrijfster van kinderboeken
- Peter Smit (1961-2005), kyokushinkai karate-sporter
- Walter Smith (1894-1961), filmregisseur
- H. Smits jr. (1888-1964), mandolinevirtuoos
- Ineke Smits (1960), filmregisseur en scenarioschrijfster
- Jakob Smits (1855-1928), kunstschilder
- Joukje Smits (1917-1985), koerierster tijdens de Tweede Wereldoorlog
- Bert Smorenburg (1966), producer/arrangeur en componist van pop- en kindermuziek
- Henk Sneevliet (1883-1942), politicus, vakbondsman, marxist en verzetsstrijder
- Nel Snel (1908-1987), hoorspelactrice
- Johannes François Snelleman (1852-1938), oriëntalist, etnoloog en museumdirecteur
- Petrus Matthias Snickers (1816-1895), r.k. (aarts)bisschop
- Diana Sno (1970), tv-presentatrice en actrice
- Jan Snoeck (1927-2018), beeldhouwer
- Mike Snoei (1963), voetbaltrainer en voetballer
- Aart Snoek (1916-1992), politicus
- Ardjoena Soerjadi (1972), pianist en dirigent
- Gerard Soeteman (1936-2025), scenarioschrijver
- Haya van Someren (1926-1980), politica
- Ronald Sørensen (1947), leraar, vakbondsbestuurder en politicus
- Hendrick Martensz. Sorgh (±1611-1670), kunstschilder
- Piet Soudijn (1880-1946), olympisch atleet snelwandelen
- Cornelis Speelman (1628-1684), gouverneur-generaal van Nederlands-Indië
- Ceesje Speenhoff (1909-2004), actrice, cabaretière en collaborateur
- Koos Speenhoff (1869-1945), dichter en zanger
- Arjanne van der Spek (1958), beeldend kunstenaar
- Hendrik Spiekman (1874-1917), letterzetter, journalist en politicus
- Frédérique Spigt (1957), singer-songwriter
- Teun Sprong (1889-1971), olympisch lange afstand atleet
- Gerard Spruit (1922-1989), kindermoordenaar
- Lars Spuybroek (1959), architect en kunstenaar
- Eva Maria Staal (1960), schrijfster
- George Stam (1905-1995), organist, componist en publicist
- Hans Stam (1948), bestuurder
- Jan Stampioen (1610-1690), wiskundige, landmeter, cartograaf en ijker
- Brenda Starink (1974), olympisch zwemster
- Paul Stark (1967), pianist (jazz), componist en arrangeur
- Henk van Stee, trainer en voormalig profvoetballer
- Henk Steeman (1894-1979), voetballer
- Cock Steenbergen, crimineel
- Lou Steenbergen (1922-2003), acteur
- Piet Steenbergen (1928-2010), voetballer
- Cuno van den Steene (1909-1971), kunstenaar
- Ron Steens (1952-2024), hockeyer
- Tim Steens (1955), hockeyer
- Leen van Steensel (1984), voetballer
- Pieter Steinz (1963-2016), journalist, auteur van literaire non-fictie
- Joseph Steinweg (1876-1973), politicus
- Lennart Stekelenburg (1986), zwemmer
- Ad van der Steur (1893-1953), architect
- Herman Stevens (1955), schrijver
- Thomas Joannes Stieltjes sr. (1819-1878), militair, waterstaatkundig ingenieur en Kamerlid
- Let de Stigter-Huising (1930-2024), politica
- Han Stijkel (1911-1943), verzetsstrijder
- Hilda van Stockum (1908-2006), Engels kinderboekenschrijfster
- Marinus van der Stoep (1917-1945), verzetsstrijder
- Herman Stok (1927-2021), radio- en tv-presentator
- Jacobus Pieter Stok (1862-1942), architect
- Ari Stolk (1934-2017), kunstschilder en tekenaar
- Abraham van Stolk (1874-1951), schrijver
- Abraham van Stolk Janszoon (1762-1819), houthandelaar
- Anna Joanna van Stolk (1853-1938), schilder en illustrator
- Jan van Stolk, politicus
- Ramona Stook (1979), gymnaste en trainster
- Remon Stotijn (Postman) (1975), rapper

- Betty Stöve (1945), tennisster
- Josha Stradowski (1995), acteur

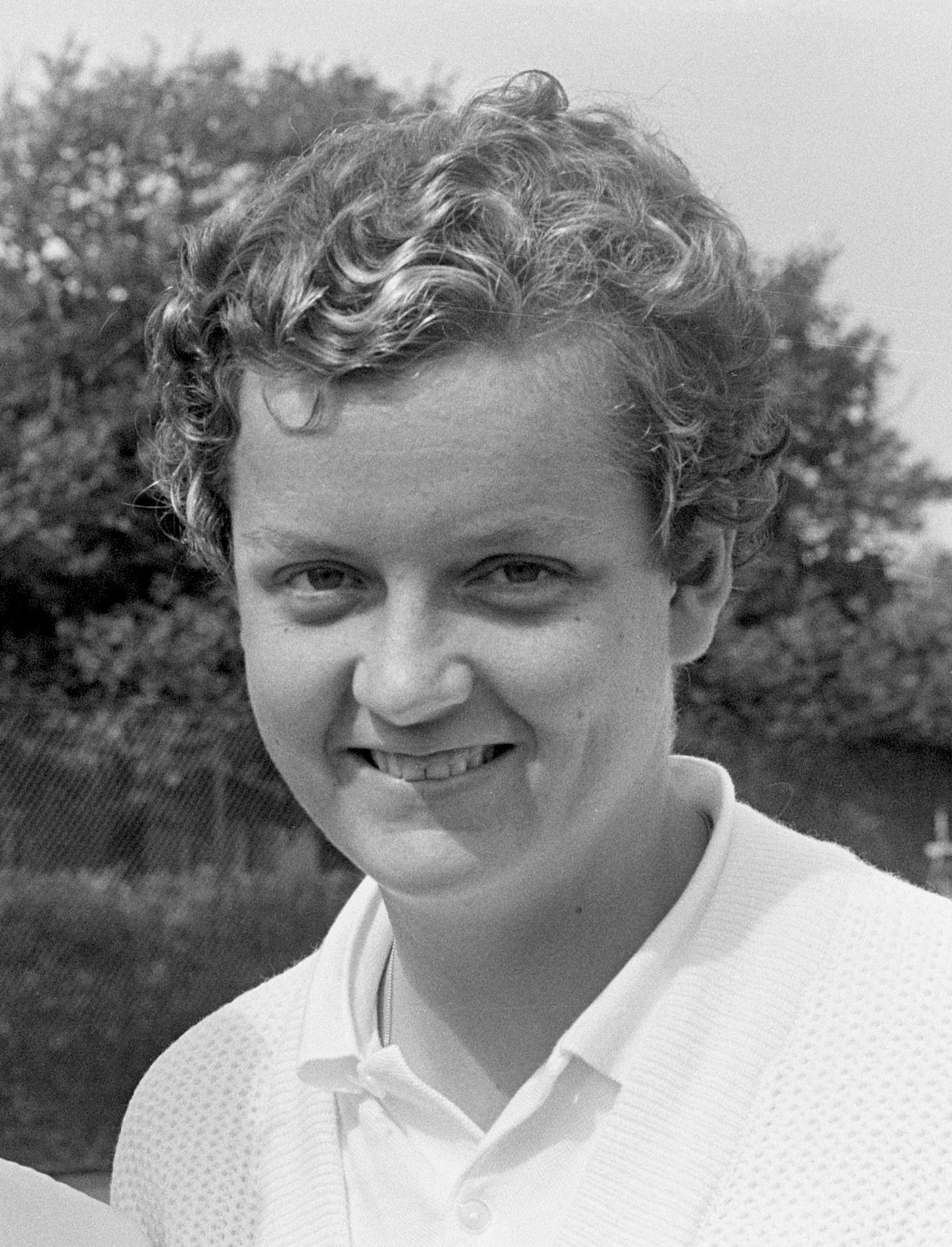
Betty Stöve
Geboren in Rotterdam in 1945

- Christine van Stralen (1963), actrice
- Krijn Strijd (1909-1983), predikant
- Pleun Strik (1944-2022), voetballer
- Ben Stroman (1902-1985), criticus, journalist en schrijver
- Jacques Stroucken (1884-1975), schilder en tekenaar
- Anton Struik (1897-1945), ingenieur en leider van de CPN
- Dirk Jan Struik (1894-2000), wiskundige en wetenschapshistoricus
- Jaantje Struik (1848-1908), oplichtster
- Maarten Struijvenberg (1974), politicus
- Simon Suiker (ca. 1947-2007), kappersknecht die de toekomst voorspelde
- Armand Louis Jean Sunier (1886-1974), bioloog en de derde directeur van dierentuin Natura Artis Magistra
- Daniël de Superville (1696-1773), arts
- Ineke Swanevelt (1943), actrice
- Carlo de Swart, zakenman en voetbalbestuurder (Feyenoord)
- Barend Symons (1853-1935), hoogleraar in de Hoogduitse taal- en letterkunde

### T

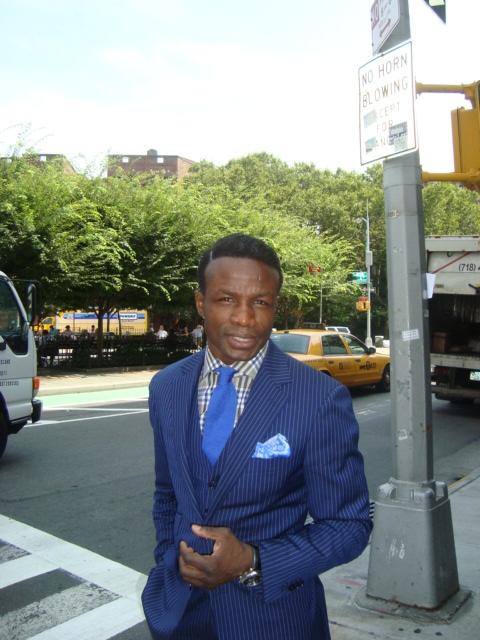
Regilio Tuur
Geboren te Rotterdam in 1967

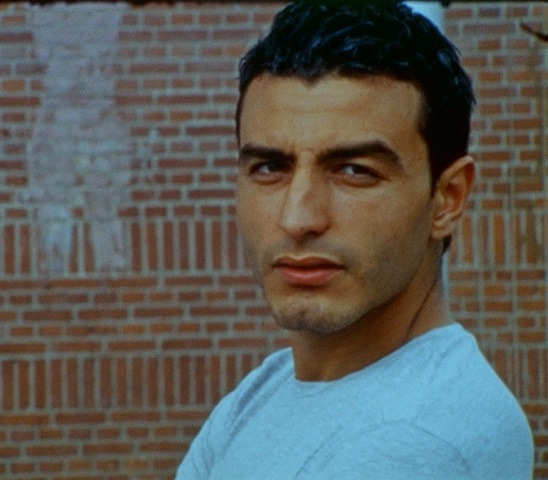
Soufiane Touzani
Geboren te Rotterdam in 1986

- Morris Tabaksblat (1937-2011), topbestuurder
- Bertram Tabbernee (1953), voetballer
- Krijn Taconis (1918-1979), fotograaf
- Thijs Taconis (1914-1944), geheim agent
- Christiaan Bonifacius van der Tak (1814-1878), stadsarchitect en directeur van gemeentewerken Rotterdam
- Sjaak van der Tak (1956), politicus
- Bianca Tan (1968), presentatrice
- Quincy Tavares (2001), voetballer
- Johannes Tavenraat (1809-1881), kunstschilder, tekenaar, etser en lithograaf
- Jan Teijn (1966), politicus en activist
- Hartog Hijman Tels (1810-1885), advocaat en hoofdredacteur van de Nieuwe Rotterdamsche Courant
- Tinus Tels (1926-2008), schei- en natuurkundige, hoogleraar en rector magnificus van de Technische Universiteit Eindhoven
- Jan Salomonsz van den Tempel (?-1657), scheepstimmerman, -ontwerper en -bouwmeester
- Paul Teng (1955), striptekenaar
- Lisette Teunissen (1986), paralympisch sportster (zwemmen)
- Theo Teunissen (1938), organist
- Pamela Teves (1949), actrice
- Marie Johan Teixeira de Mattos (1896-19??), militair
- Chinouk Thijssen (1983) jeugd- en kinderboekenschrijfster
- Piet Thöenes (1921-1995), socioloog
- Willy Thomassen (1949), jurist en rechter
- Wim Thomassen (1909-2001), bestuurder en burgemeester
- Kyarha van Tiel (2000), kunstschaatsster
- Stefan Tijs (1976), illustrator en platenmanager
- Ancilla Tilia (1985), fetishmodel
- Jan Tillema (1904-1999), bouwkundige en directeur van gemeentewerken Rotterdam
- Herman Timme (1933-2022), atleet
- Vino Timmerman (1950), jurist, hoogleraar en advocaat-generaal bij de Hoge Raad der Nederlanden
- Annie Timmermans (1919-1958), zwemster
- Nathan Tjoe-A-On (2001), voetballer
- Bob van Tol (1943-2005), acteur
- Sandra van Tol (1973), voetballer
- Jean-Marc van Tol (1967), illustrator en cartoonist
- Hendrik Tollens (1780-1856), dichter
- Karel Tomeï (1941), (lucht)fotograaf
- Peter Ton (1912-1940), politiek activist
- Willem den Toom (1911-1998), luchtmachtofficier en politicus
- Willem den Toom (1928-2007), predikant en theoloog
- Jan Gerhard Toonder (1914-1992), schrijver en dichter
- Marten Toonder (1912-2005), striptekenaar
- Dick van Toorn (1932-2013), fysiotherapeut
- Maarten van den Toorn (1929-2017), taalwetenschapper
- Leon van der Torre (1968), hoogleraar in informatica aan de Universiteit van Luxemburg
- Marianne van der Torre (1961), tennisspeelster
- Berthold Tours (1838-1897), violist en componist
- Soufiane Touzani (1986), straatvoetballer
- Lee Towers (1946), zanger
- Cornelis van Traa (1899-1970), stedenbouwkundige
- Eddy Treijtel (1946), keeper van Feyenoord en het Nederlands elftal
- Kees Trimbos (1920-1988), psychiater en hoogleraar
- Simon van Trirum (1922-1992), tenor
- Jayson Trommel (1982), voetballer
- Elfie Tromp (1985), scuhrijfster, columniste en theatermaakster
- Sjaak Troost (1959), voetballer
- Ted Troost (1936-2024), haptonoom
- Efklidis Tsakalotos (1960), Grieks econoom en politicus
- Willy den Turk (1908-1937), zwemster
- Hidde Turkstra (1988), hockeyspeler
- Hans Tutert (1960), beeldhouwer, schilder en tekenaar
- Abraham Tuschinski (1886-1942), bioscoopexploitant
- Regilio Tuur (1967), bokser

### U
- U-Niq (= Anthony C.C. Pengel) (1976), rapper
- Joop Uittenbogaard (1916-2010), kunstschilder
- Leo Uittenbogaard (1915-1995), journalist
- Dolf Unger (1869-1945), kunsthandelaar
- Charles Urbanus sr. (1914-1980), honkballer
- Han Urbanus (1927-2021), honkballer
- Bob den Uyl (1930-1992), schrijver en jazztrompettist

### V

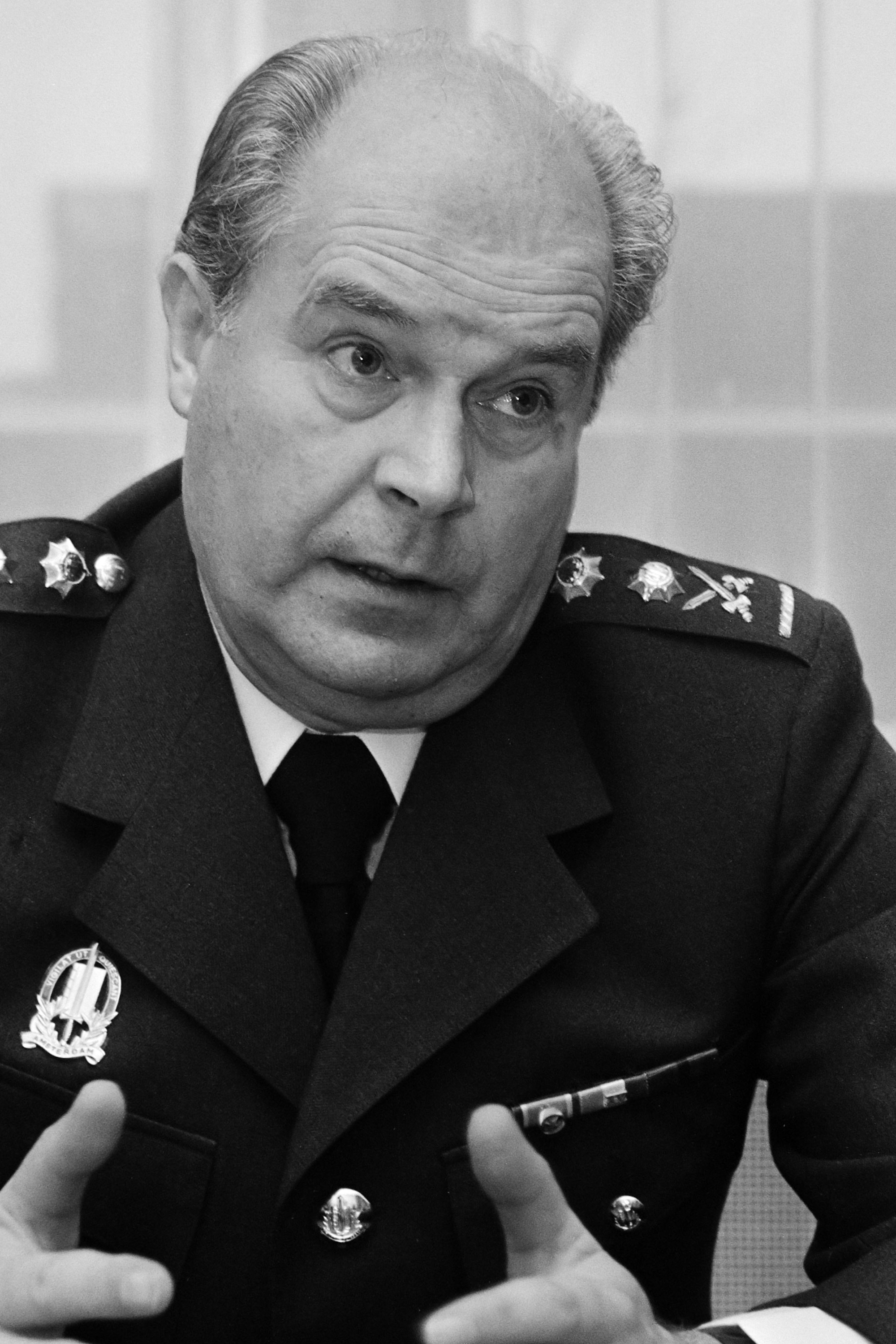
Jaap Valken

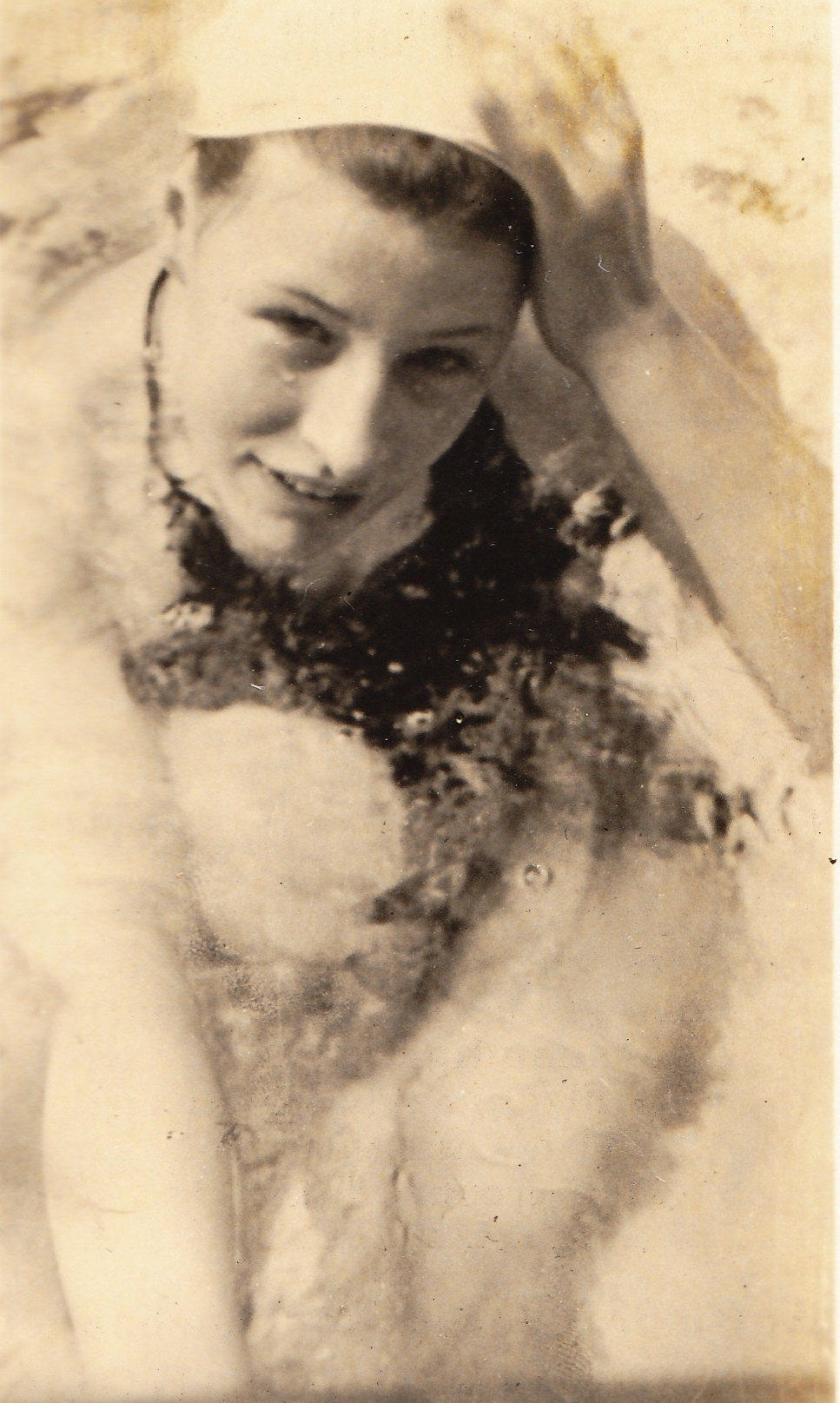
Rie van Veen

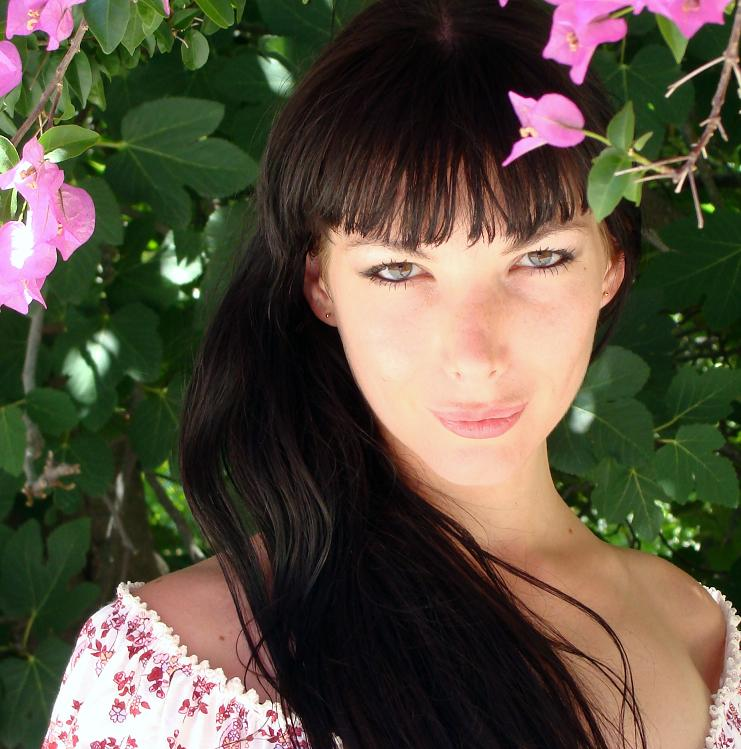
Judith Visser

- Cornelis Bastiaan Vaandrager (1935-1992), schrijver en dichter
- Jan van der Valk (1873-1961), architect
- Jaap Valken (1926-2018), hoofdcommissaris van politie in Amsterdam
- Leen Valkenier (1924-1996), bedenker en schrijver van De Fabeltjeskrant
- Jaap Valkhoff (1910-1992), musicus
- Kick van der Vall (1946), voetballer
- Stanley Vanden Eynde (1909-1994), Belgisch voetballer
- Johan van der Veeken (1549-1616), reder, koopman en poorter
- Peter van der Veen (1972), voetballer
- Rie van Veen (1923-1995), zwemster
- Barbara M. Veenman (1962), schrijfster en theologe
- Wim van 't Veld (1931-2016), politicus
- Petrus van der Velden (1837-1913), kunstschilder
- Petrus Ignatius Josephus Maria van der Velden (1890-1964), politicus en jurist
- Willem van der Velden (1942), politicus
- Freek Velders (1928-1994), dirigent
- Cor Veldhoen (1939-2005), voetballer
- Willem van Veldhuizen (1954), kunstschilder
- Rick van Velthuysen (1961), radio-dj
- Philip van der Ven (1918-1998), jurist en raadsheer
- Reintje Venema (1922-2014), tekenares en illustratrice
- Hans Venneker (1945), voetballer
- Dylan Vente (1999), voetballer
- Leen Vente (1911-1989), voetballer
- Renate Verbaan (1979), presentatrice, model en ambassadrice van Feyenoord
- Jan Verbeek (1934–2004), bestuurder, politicus
- Pim Verbeek (1956–2019), voetbaltrainer
- Willem Verbon (1921-2003), beeldhouwer
- Annie Verdoold (1950), schrijfster
- Annemieke Verdoorn (1961), actrice
- Hans Verèl (1953-2019), voetballer en voetbaltrainer
- Theo Verhaar (1954-1999), dichter
- Thomas Verhaar (1988), voetballer
- Joor Bastiaan Verheij (1851-1913), militair en politicus
- Jan Verheul (1860-1948), architect, ontwerper en aquarellist
- Theodoor Verhey (1848-1929), pianist en componist
- Marhinde Verkerk (1985), judoka
- Albert Vermeij (1924-2002), hoofdinspecteur van politie
- Jo Vermeulen (1904-1968), voetbalkeeper
- Joop Vermeulen (1907-1984), langeafstandsloper
- Cornelis Verolme (1900-1981), industrieel en scheepswerfmagnaat
- Jan Baptist Verrijt (ca. 1600-1650), organist en componist
- Paulus Verschuur (1606-1667), koopman en bewindvoerder
- Elisabeth Versluys (1923-2011), actrice en hoorspelactrice
- Henk Versnel (1936-2025), hoogleraar, classicus en historicus
- Jan Versteegh (1985), presentator
- Sanne Verstegen (1985), atlete
- Johan Gijsbert Verstolk van Soelen (1776-1845), politicus
- Bob Verstraete (1921-1993), acteur
- Guus Verstraete sr. (1914-1994), acteur
- Jules Verstraete (1883-1951), acteur
- Adriaen Verwer (ca. 1655-1717), werkzaam in de handel, en geleerde, filosoof en taalkundige
- Anton Johan van Vessem (1887-1966), advocaat en procureur en nationaalsocialistisch politicus
- Pim Veth (1975), presentator en acteur
- Zoë Vialet (1983), fotomodel en uitbater van een escortservice
- Vic9 (1992), rapper
- Ronald Vierbergen (1963), grafisch ontwerper, filmproducent
- Ton Vijverberg (1928-2022), organist en dirigent
- Tim Vincken (1986), voetballer
- Judith Vis (1980), atlete
- Henk Visch (1950), beeldhouwer
- Marja Visscher (1951), journaliste en schrijfster
- Dries Visser (1949-2006), voetballer
- Judith Visser (1978), schrijfster
- Susan Visser (1965), actrice
- Sascha Visser (1988), acteur, televisiepresentator en zanger
- Marcel Vissers (1963), politicus
- Björn Vlasblom (1990), voetballer
- Lou Vlasblom (1913-1990), dook van De Hef
- Gerardus Vleugels (1894-1944), verzetsstrijder
- Ferry van Vliet (1980-2001), voetballer
- Hans van Vliet (1953), radio-dj en sportjournalist
- Albertine van Vliet-Kuiper (1951), politica
- Coen van Vlijmen (1970), acteur
- Jan van Vlijmen (1935-2004), componist
- Leendert van der Vlugt (1894-1936), architect
- Emile Voeten (1898-1961), beeldhouwer
- Marianne Vogel (1958), schrijver, germanist, literair vertaler
- Joost van Vollenhoven (1814-1889), burgemeester van Rotterdam en parlementariër
- Joost van Vollenhoven (1866-1923), politicus, zakenman en directeur van De Nederlandsche Bank
- Joost van Vollenhoven (1877-1918), Nederlands-Frans gouverneur van o.a. Indochina en Frans-West-Afrika
- Marina Vondeling (1986), politica (PVV)
- Lambertus Christoffel Vonk (1757-1846), koopman en politicus ten tijde van de Bataafse Republiek
- August Willem van Voorden (1881-1921), kunstschilder
- Ernst Voorhoeve (1900-1966), beeldhouwer
- Alexander Voormolen (1895-1980), componist
- Leo Voormolen (1943-2008), beeldend kunstenaar
- Alexander Eppo van Voorst tot Voorst (1880-1965), commissaris van de Koningin
- Herman Nicolaas van der Voort (1900-1982), schrijver
- Theo Voorzaat (1938), kunstschilder
- Willy van der Vorm (1897-1963), reder en koopman
- Ies Vorst (1938-2023), Nederlands rabbijn, kinderboekenschrijver en ingenieur
- Maarten Vorwerk (1980), jump/hardstyle/trance/club producer
- Ingmar Vos (1986), tienkamper
- Ton Vos (1923-1991), acteur
- George de Vos (1922-1988), bestuurder en politicus
- Lily de Vos (1924-2021), zangeres
- Manus Vrauwdeunt (1915-1982), voetballer
- Piet Vrauwdeunt (1944-1987), voetballer, zoon van Manus
- Bart de Vries (1964-2022), acteur
- Fred de Vries (1959), journalist en publicist
- Herman de Vries (1895-1965), architect
- Rinus de Vries (1916-2006), voetballer
- Nelly de Vries-Lammerts (1905-2015), één jaar de oudste inwoner van Nederland
- Sophie de Vries-de Boer (1882-1944), toneelactrice
- Willem Hendrik de Vriese (1806-1862), botanicus en arts
- Donna Vrijhof (1975), (stem)actrice en voice-over
- Eric de Vroedt (1972), regisseur, schrijver en acteur
- Rien Vroegindeweij (1944), dichter en (toneel)schrijver
- Frans Vrolijk (1925-1999), acteur en humorist
- Henk Vroom (1945-2014), godsdienstfilosoof
- Wendy Vuik (1988), schansspringster
- Beb Vuyk (1905-1991), schrijfster van Indonesische komaf

### W

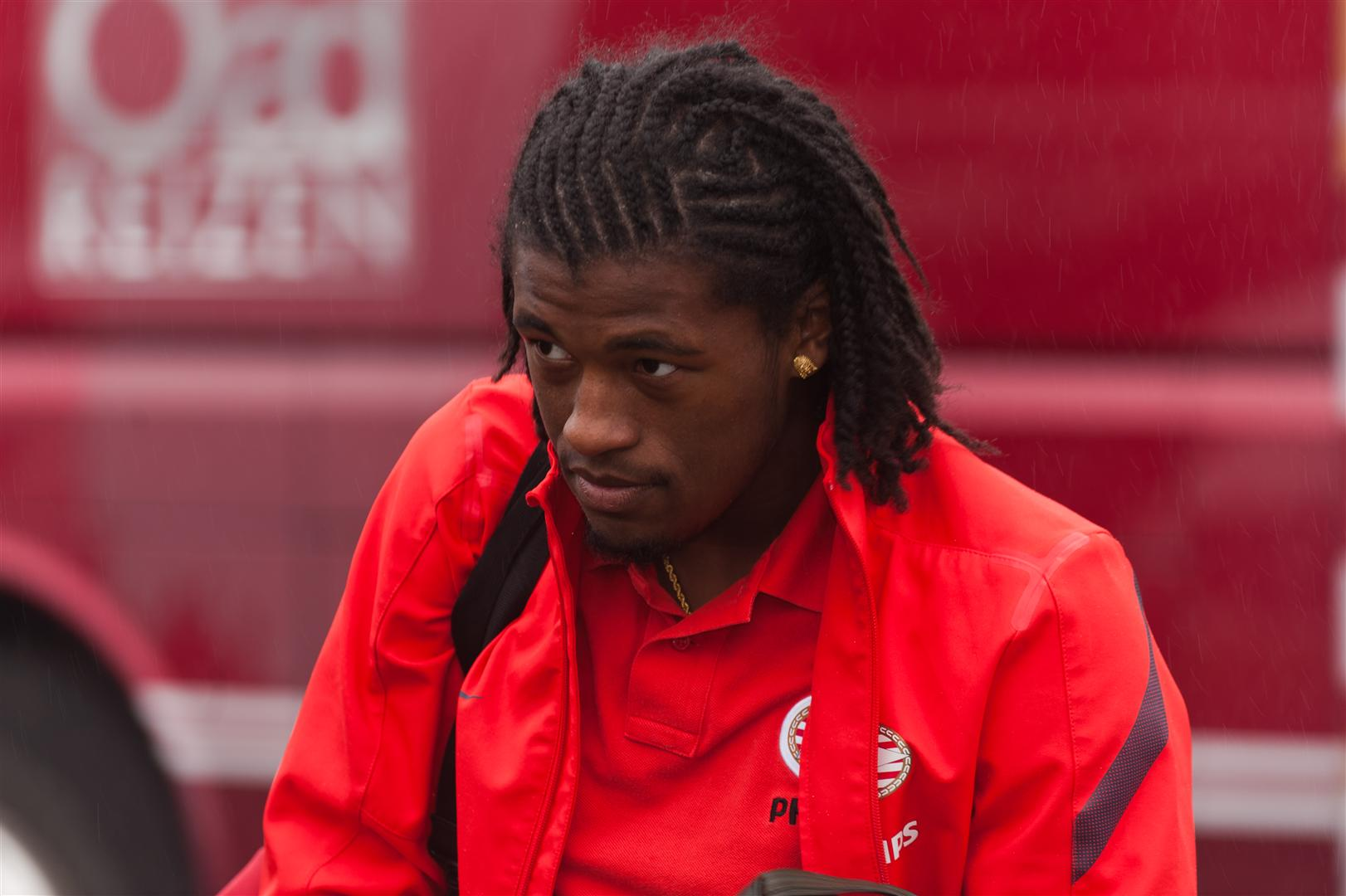
Georginio Wijnaldum
geboren te Rotterdam in 1990

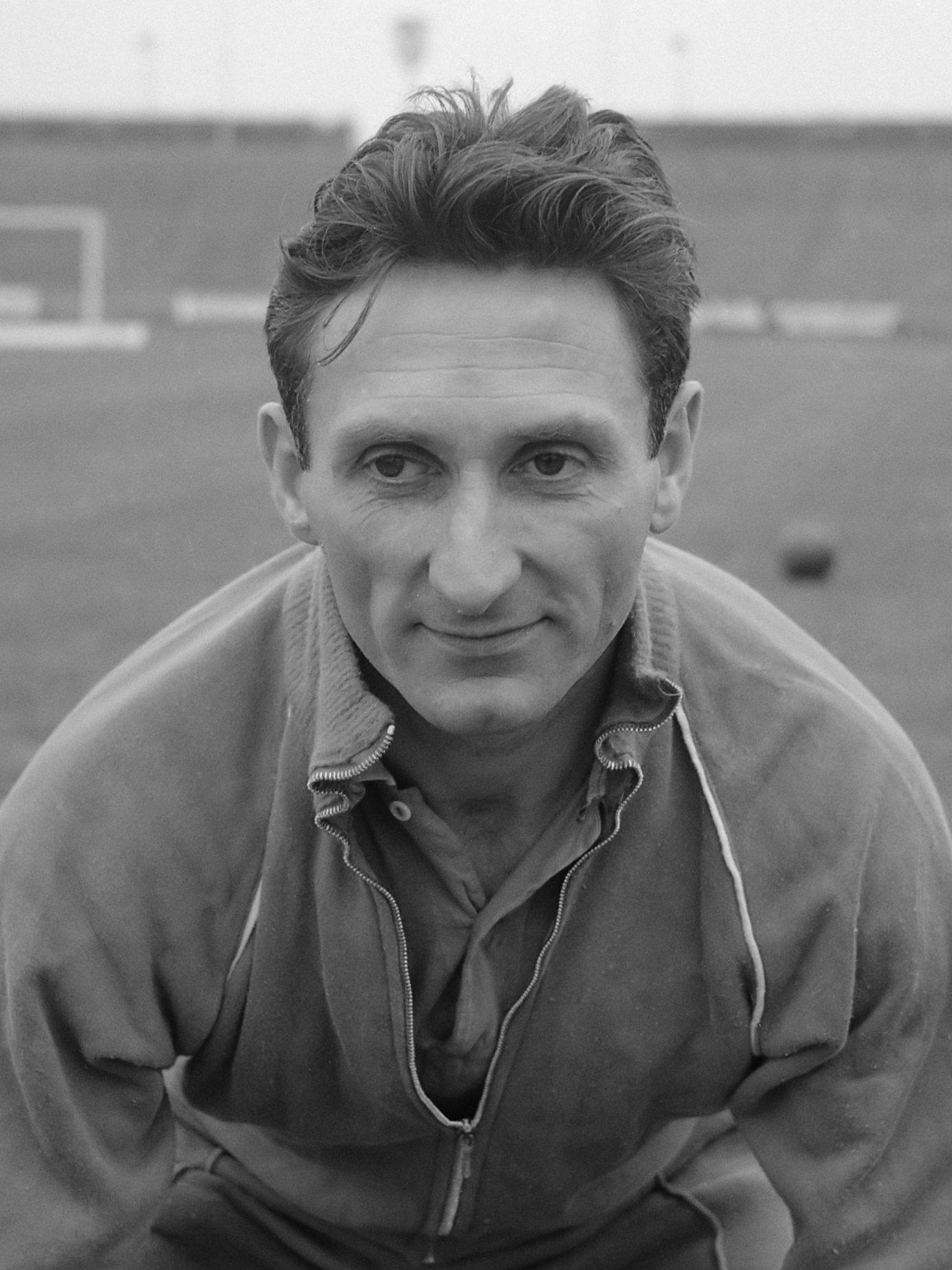
Faas Wilkes
geboren te Rotterdam in 1923

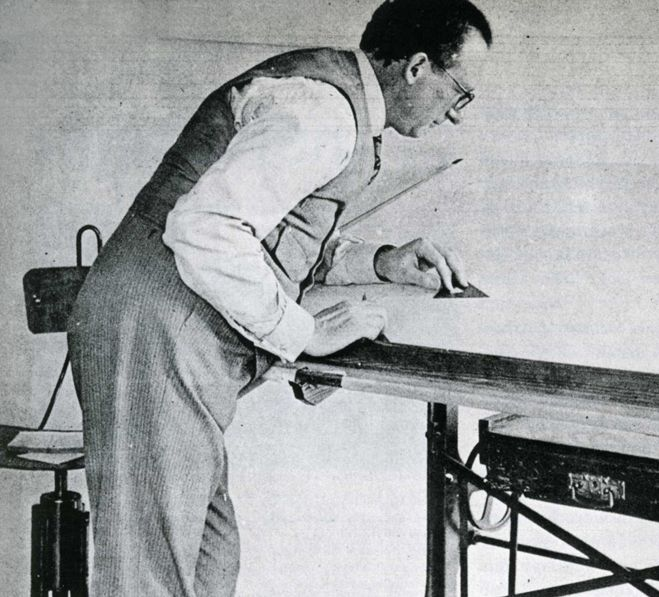
Willem Gerrit Witteveen
ontwerper eerste wederopbouwplan voor de Rotterdamse binnenstad

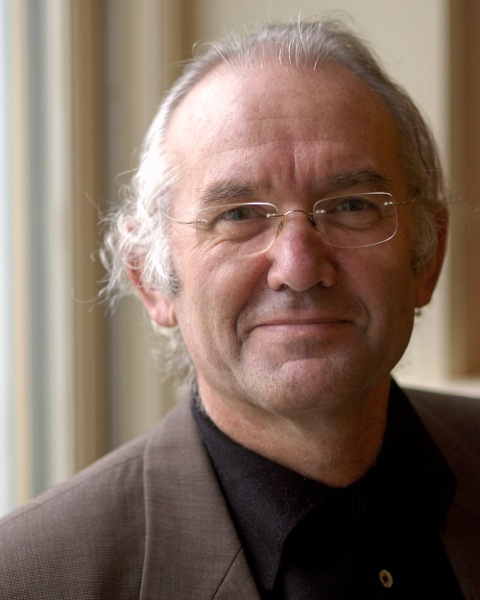
Leon de Wolff
geboren te Rotterdam in 1948

- Lodewijk de Waal (1950), bestuurder en voorzitter FNV
- Anton van der Waals (1912-1950), spion in dienst van de Duitse Sicherheitsdienst
- Martin van Waardenberg (1956), cabaretier en acteur
- Jan van Waesberghe (ca. 1528-1590), boekdrukker
- Jan II van Waesberghe (1556-1626), stadsdrukker
- Aad Wagenaar (1939-2021), journalist
- Karel Wakker (1944-2025), hoogleraar en ruimtevaartdeskundige
- Willem Wakker (1879-1959), langeafstandsloper
- Henk van der Wal (1886-1982), atleet
- Stef Walbeek (1948), voetballer
- Gerard van Walsum (1900-1980), politicus en burgemeester van Rotterdam
- Huib van Walsum (1932), burgemeester
- Peter van Walsum (1934-2019), diplomaat
- Bob Wander (1955), componist, gitarist en gitaarpedagoog
- Tine van Waning (1913-2017), beeldend kunstenares
- Wim Warman (1969), componist, arrangeur en muziekpedagoog
- Ellen Warmond (1930-2011), dichteres
- Bep Warnas (1925-2004), componist en dirigent
- Koos Waslander (1957), profvoetballer en voetbaltrainer
- Kevin Wattamaleo (1989), voetballer
- Johanna Wattier (1762-1827), toneelspeelster
- Lisa Weeda (1989), (scenario)schrijfster en programmamaakster
- David van Weel (1976), minister
- Wally van Weelde (1924-1992), cricketspeler
- Dominique Weesie (1969), journalist en oprichter van de weblog GeenStijl en omroepvereniging PowNed
- Kenny van der Weg (1991), voetballer
- Janine Wegman (1925-2007), Nederlandse Hammondorganist en transgenderpionier
- Mieke van der Weij (1953), radio- en televisiepresentatrice en kinderboekenschrijfster
- Marga Weimans (1970), modeontwerpster
- Simone Weimans (1971), nieuwslezeres NOS journaal
- Dirk van der Wel (1917-1998), jurist en griffierde
- Dick van Well (1948), voorzitter van Feyenoord
- Elly Weller (1913-2008), actrice
- Frans Welschen (1884-1961), architect
- Pieter Anthonie van Welsenis (1868-1938), drukker
- Hendrik Hermanus Wemmers (1897-1983), politicus
- Kees Wennekendonk (1957), multidisciplinair kunstenaar
- Lucas Wensing (1869-1939), beeldhouwer
- Adriaen van der Werff (1659-1722), kunstschilder en architect
- Inez Weski (1955), strafpleiter
- Theo Wesselo (1963), acteur
- Elise Wessels-van Houdt (1943-2023), museumdirecteur en mecenas
- Willem Westbroek (1918-1998), graficus en kunstschilder
- Rob Westerhof (1943), voorzitter van de voetbalclub PSV en bestuurder
- Koert Westerman (1964), sportpresentator, -verslaggever, -journalist
- Tjerk Westerterp (1930-2023), politicus
- Mies Westerveld (1953), politica
- Jamie Westland (1984), drummer en dj
- Janwillem van de Wetering (1931-2008), schrijver, zakenman en avonturier
- Kees van de Wetering (1949), kunstschilder
- Tineke Wibaut-Guilonard (1922-1996), sociologe en verzetsstrijdster
- Ton Wickel (1953), voetballer
- Hans Wiebenga (1917-2005), politicus
- Otto Martin Wiedemann (1915-2000), verzetsstrijder
- Jean Wiertz, componist
- Jan Wijenberg (1938), diplomaat en politiek activist
- Barry Wijers (1982), tafeltennis-international
- Sven de Wijn (1983), acteur
- Georginio Wijnaldum (1990), voetballer
- Giliano Wijnaldum (1992), voetballer
- Harry van Wijnen (1937), journalist en schrijver
- Adriaan van Wijngaarden (1916-1987), wiskundige en informaticus
- Anthonie Jacobus van Wijngaerdt (1808-1887), kunstschilder en tekenaar
- Ben Wijnstekers (1955), voetballer
- Louis Wijsenbeek (1912-1985), kunsthistoricus en directeur
- Robbert Wijsmuller (1940-2001), filmmaker
- J.H.M. Wilhelm (1911-1971), architect
- Faas Wilkes, voetballer
- Henriëtte Willebeek le Mair (1889-1966), illustrator van kinderboeken
- Jetro Willems (1994), voetballer
- Adriaan van der Willigen (1766-1841), Bataafs politicus
- Herbert Willing (1878-1943), voetbalscheidsrechter
- Astrid Winkelman, kunstschaatsster
- Winne (rapper), rapper
- Jo de Wit (1894-1973), schrijfster
- Michael Hendrik Witbols (1730-1803), priester en politicus
- Willem Gerrit Witteveen (1891-1979), stedenbouwkundig ingenieur
- Willem (Johannes) Witteveen (1952-2014), rechtsgeleerde en politicus
- A.R. Wittop Koning (1878-1961), architect
- Robert Wolders (1936-2018), acteur, werkzaam in Amerika
- John de Wolf (1962), voetballer en voetbaltrainer
- Karel van Wolferen (1941), journalist, politicoloog en hoogleraar
- Leon de Wolff (1948-2014), journalist en onderzoeker
- Rein Wolters (1946), journalist
- Yootha Wong-Loi-Sing (1987), actrice en zangeres
- Johannes Wytema (1871-1928), burgemeester

### Y
- Rocus van Yperen (1914-1994), componist, dirigent en muziekpedagoog
- Gerardina Tjaberta van Ysselsteyn (1892-1975), kunsthistorica en restauratiedeskundige wandtapijten

### Z
- Adriaan Zaanen (1913-2003), hoogleraar wiskunde TU Delft en Universiteit Leiden
- Herman Zaanen (1948), olympisch roeier
- Shiloh 't Zand (2003), Nederlands-Surinaams voetballer
- Henri van Zanten (1957-2020), (performance)kunstenaar

- Gjivai Zechiël (2004), voetballer

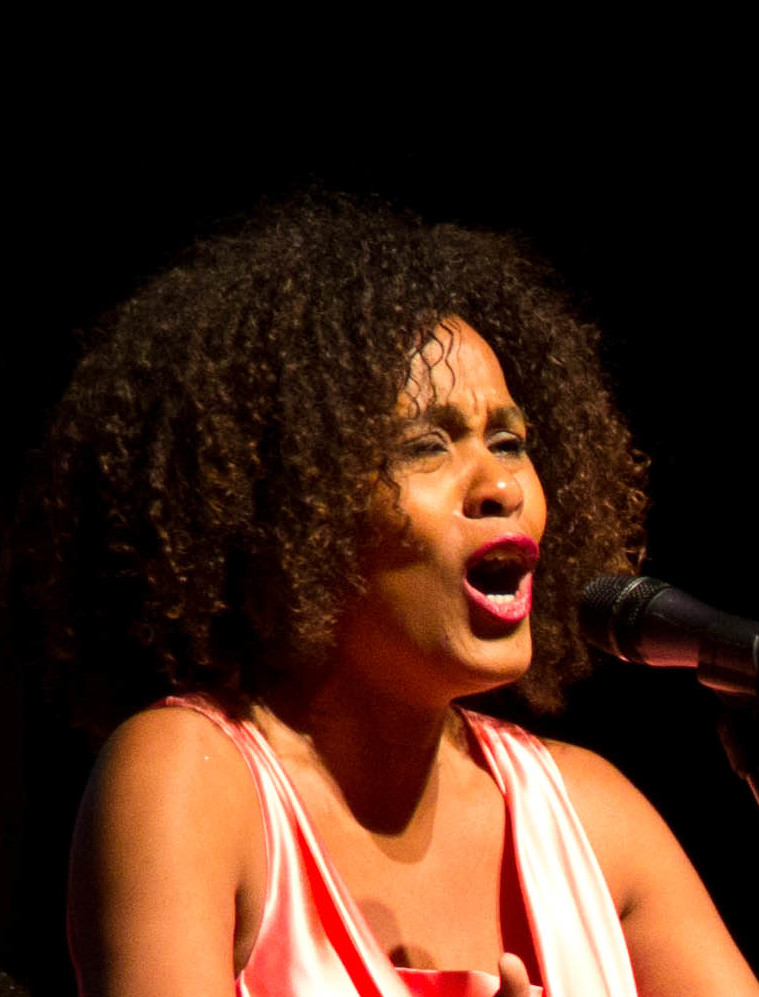
Manoushka Zeegelaar Breeveld

- Manoushka Zeegelaar Breeveld (1970), actrice
- Chantal Zeegers (1967), politica
- Dirk Zeelenberg (1969), acteur
- Michaël Zeeman (1958-2009), schrijver, dichter, literatuurcriticus en televisiepresentator
- Arie de Zeeuw (1881-1967), politicus
- Floor de Zeeuw (1898-1979), voetballer
- Friso de Zeeuw (1952), rechtsgeleerde, politicus, organisatieadviseur en bestuurder
- Mark Zegers (1977), voetballer
- Jacob Zekveld (1945-2002), schilder, (pen)tekenaar, graficus en collagist
- Sergio Zijler (1987), voetballer
- Bob Zijlmans (1918-1992), schilder en monumentaal kunstenaar
- Govert Zijlmans (1950), historicus en surinamist
- August Zinsmeister (1867-1941), architect
- Jan Reginald Zuidema (1922-2017), hoogleraar
- Martijn Zuijdweg (1976), olympisch zwemmer
- Eduard van Zuijlen (1962), politicus en burgemeester
- Gianni Zuiverloon (1986), voetballer
- Rudolph Zuyderhoff (1874-1945), president van de Algemene Rekenkamer
- Jan Adriaan van Zuylen van Nijevelt (1776-1840), politicus en bestuurder
- Hugo van Zuylen van Nijevelt (1781-1853), diplomaat en minister
- Philip Julius van Zuylen van Nijevelt (1743-1826), generaal, baron en graaf
- René Zwaap (1961), journalist, publicist en schrijver
- Hendrick Zwaardecroon (1667-1728), koloniaal bestuurder
- Jan Zwartendijk (1896-1976), bedrijfsleider, diplomaat en verzetsstrijder
- Theo Zweerman (1931-2005), theoloog
- Wim Zwiers (1922), graficus, graveur, tekenaar, schilder, beeldhouwer, glasschilder en docent

## Overleden

### B
- Bert Bartelings (1960-2009), voetballer, voetbaltrainer
- Marie Baron (1908-1948), zwemster
- Jan Bens (1921-2012), voetballer, voetbaltrainer, bokser en bokstrainer
- Daan den Bleijker (1928-2003), voetballer, voetbaltrainer
- Ma Braun (1881-1956), zwemtrainster
- Greta Brouwers (1914-2001), zwemster

### C
- Hans Croon (1936-1985), voetballer en voetbalcoach

### D
- Richard Dombi (1888-1963), Oostenrijks voetbaltrainer en voetballer

### G
- Maarten Grobbe (1902-1961), voetballer en voetbalcoach

### K
- Johannes Henderik Kramers (1823-1896), kostschooldirecteur

### M
- Rie Mastenbroek (1919-2003), zwemster
- Andrew Munro (1762-1835), architect en stadsbouwmeester van Rotterdam

### O
- Puck Oversloot (1914-2009), olympisch rugslagzwemster
- Joachim Oudaen (1628-1692), schrijver
- Willy den Ouden (1918-1997), zwemster

### W
- Janine Wegman (1925-2007), Nederlandse Hammondorganist en transgenderpionier